# 2001 a jogalkotásban
2001-ben a következő jogszabályokat alkották meg:

## Magyarország (Forrás:Magyar Közlöny)

### Törvények
- 2001. évi I. törvény a gazdasági reklámtevékenységről szóló 1997. évi LVIII. törvény módosításáról
- 2001. évi II. törvény 	 a tengeri felkutatásról és mentésről szóló 1979. évi nemzetközi egyezmény kihirdetéséről
- 2001. évi III. törvény a Magyar Köztársaság és a Lett Köztársaság között a beruházások ösztönzéséről és kölcsönös védelméről Budapesten, 1999. június 10-én aláírt Megállapodás kihirdetéséről
- 2001. évi IV. törvény a Magyar Köztársaság és a Szlovén Köztársaság között a beruházások kölcsönös védelméről és ösztönzéséről Budapesten, 1996. október 15-én aláírt Megállapodás kihirdetéséről
- 2001. évi V. törvény 	 a sportról szóló 2000. évi CXLV. törvény módosításáról
- 2001. évi VI. törvény 	 az országgyűlési képviselők jogállásáról szóló 1990. évi LV. törvény módosításáról
- 2001. évi VII. törvény 	 az áruknak TIR-igazolvánnyal történő nemzetközi fuvarozására vonatkozó, az 1978. évi 16. törvényerejű rendelettel kihirdetett vámegyezmény módosításáról
- 2001. évi VIII. törvény 	 a vámtarifáról szóló 1995. évi CI. törvény módosításáról
- 2001. évi IX. törvény 	 a nemzetközi közúti fuvarozást végző járművek személyzetének munkájáról szóló Európai Megállapodás (AETR) kihirdetéséről
- 2001. évi X. törvény 	 a hajókról történő szennyezés megelőzéséről szóló 1973. évi nemzetközi egyezmény és az ahhoz csatolt 1978. évi Jegyzőkönyv ("MARPOL 1973/1978.") kihirdetéséről
- 2001. évi XI. törvény 	 a Londonban, 1974. november hó 1. napján kelt "Életbiztonság a tengeren" tárgyú nemzetközi egyezmény és az ahhoz csatolt 1978. évi Jegyzőkönyv ("SOLAS 1974/1978.") kihirdetéséről
- 2001. évi XII. törvény 	 a családok támogatásáról szóló 1998. évi LXXXIV. törvény módosításáról
- 2001. évi XIII. törvény 	 az Egyesült Nemzetek saját és kisegítő személyzetének biztonságáról New Yorkban, az Egyesült Nemzetek Közgyűlésének XLIX. ülésszakán, 1994. december 9-én elfogadott Egyezmény kihirdetéséről
- 2001. évi XIV. törvény 	 az Állami Számvevőszékről szóló 1989. évi XXXVIII. törvény módosításáról
- 2001. évi XV. törvény 	 a cselekvőképességgel, gondnoksággal összefüggő egyes törvények módosításáról
- 2001. évi XVI. törvény 	 a Munka Törvénykönyvéről szóló 1992. évi XXII. törvény, valamint az ezzel összefüggő törvények jogharmonizációs célú módosításáról
- 2001. évi XVII. törvény 	 az ország szabadsága visszaszerzésének jelentőségéről és a magyar szabadság napjáról
- 2001. évi XVIII. törvény 	 a személy- és tárgykörözésről
- 2001. évi XIX. törvény 	 a polgári törvénykönyvről szóló 1959. évi IV. törvényben szabályozott elbirtoklási határidő módosításáról
- 2001. évi XX. törvény 	 a Magyar Fejlesztési Bank Részvénytársaságról
- 2001. évi XXI. törvény 	 a Magyar Köztársaság Kormánya és a Kínai Népköztársaság Kormánya között a kétoldalú állam- és kormányközi szerződések rendezéséről szóló, 2000. november 28-án, Pekingben aláírt Jegyzőkönyv megerősítése és kihirdetése tárgyában
- 2001. évi XXII. törvény 	 az állategészségügyről szóló 1995. évi XCI. törvény módosításáról
- 2001. évi XXIII. törvény 	 a bírósági végrehajtásról szóló 1994. évi LIII. törvény és a kapcsolódó jogszabályok módosításáról szóló 2000. évi CXXXVI. törvény, továbbá a vállalkozás keretében végzett személy- és vagyonvédelmi, valamint a magánnyomozó tevékenység szabályairól, a Személy-, Vagyonvédelmi és Magánnyomozói Szakmai Kamaráról szóló 1998. évi IV. törvény módosításáról
- 2001. évi XXIV. törvény 	 a foglalkoztatás elősegítéséről és a munkanélküliek ellátásáról szóló 1991. évi IV. törvény módosításáról
- 2001. évi XXV. törvény 	 a helyi önkormányzatok 2001. évi új címzett támogatásáról, egyes címzett támogatással folyamatban lévő beruházások eredeti döntéseinek módosításáról, valamint a helyi önkormányzatok címzett és céltámogatási rendszeréről szóló 1992. évi LXXXIX. törvény módosításáról
- 2001. évi XXVI. törvény 	 a Párizsi Békeszerződésről szóló 1947. évi XVIII. törvény 27. Cikke 2. pontjában foglaltak végrehajtásáról rendelkező 1997. évi X. törvény módosításáról
- 2001. évi XXVII. törvény 	 a gyermekmunka legrosszabb formáinak betiltásáról és felszámolására irányuló azonnali lépésekről szóló, a Nemzetközi Munkaügyi Konferencia 1999. évi 87. ülésszakán elfogadott 182. számú Egyezmény kihirdetéséről
- 2001. évi XXVIII. törvény 	 a lopott vagy jogellenesen külföldre vitt kulturális javak nemzetközi visszaadásáról szóló, Rómában, 1995. év június hó 24. napján aláírt UNIDROIT Egyezmény kihirdetéséről
- 2001. évi XXIX. törvény 	 a Magyar Köztársaság és a Cseh Köztársaság között a katasztrófák és súlyos balesetek esetén történő együttműködésről és kölcsönös segítségnyújtásról szóló, Budapesten, 1999. június 17-én aláírt Egyezmény kihirdetéséről
- 2001. évi XXX. törvény 	 a Magyar Köztársaság és a Szlovén Köztársaság között a közúti és a vasúti határforgalom ellenőrzéséről szóló, Budapesten, 2000. október 12-én aláírt Egyezmény kihirdetéséről
- 2001. évi XXXI. törvény 	 a Magyar Köztársaság ügyészségéről szóló 1972. évi V. törvény, az ügyészségi szolgálati viszonyról és az ügyészségi adatkezelésről szóló 1994. évi LXXX. törvény, valamint egyéb törvények módosításáról
- 2001. évi XXXII. törvény 	 a magyar állampolgárságról szóló 1993. évi LV. törvény módosításáról
- 2001. évi XXXIII. törvény 	 a határőrizetről és a Határőrségről szóló 1997. évi XXXII. törvény módosításáról
- 2001. évi XXXIV. törvény 	 az egészségügyi szakellátási kötelezettségről, továbbá egyes egészségügyet érintő törvények módosításáról
- 2001. évi XXXV. törvény 	 az elektronikus aláírásról
- 2001. évi XXXVI. törvény 	 a köztisztviselők jogállásáról szóló 1992. évi XXIII. törvény, valamint egyéb törvények módosításáról
- 2001. évi XXXVII. törvény 	 a tankönyvpiac rendjéről
- 2001. évi XXXVIII. törvény 	 a menedékjogról szóló 1997. évi CXXXIX. törvény módosításáról
- 2001. évi XXXIX. törvény 	 a külföldiek beutazásáról és tartózkodásáról
- 2001. évi XL. törvény 	 a hírközlésről
- 2001. évi XLI. törvény 	 a fogyatékos személyeknek adható egyes pénzbeli ellátásokkal összefüggő törvények módosításáról
- 2001. évi XLII. törvény 	 a Magyar Köztársaság Alkotmányáról szóló 1949. évi XX. törvény módosításáról
- 2001. évi XLIII. törvény 	 a Honvédelmi Minisztérium és a Honvéd Vezérkar integrációjával érintett törvények módosításáról
- 2001. évi XLIV. törvény 	 a sor- és tartalékos katonai szolgálat teljesítése rendjének változásával érintett törvények módosításáról
- 2001. évi XLV. törvény 	 a volt egyházi ingatlanok tulajdoni helyzetének rendezéséről szóló 1991. évi XXXII. törvény módosításáról
- 2001. évi XLVI. törvény 	 a konzuli védelemről
- 2001. évi XLVII. törvény 	 az egyes fontos, valamint közbizalmi és közvélemény-formáló tisztségeket betöltő személyek ellenőrzéséről és a Történeti Hivatalról szóló 1994. évi XXIII. törvény módosításáról és az ezzel összefüggő törvénymódosításokról
- 2001. évi XLVIII. törvény 	 a formatervezési minták oltalmáról
- 2001. évi XLIX. törvény 	 a jövedéki adóról és a jövedéki termékek forgalmazásának különös szabályairól szóló 1997. évi CIII. törvény módosításáról
- 2001. évi L. törvény 	 pénzügyi tárgyú törvények módosításáról
- 2001. évi LI. törvény	 a szakképzési hozzájárulásról és a képzési rendszer fejlesztésének támogatásáról
- 2001. évi LII. törvény 	 a társadalombiztosítás ellátásaira és a magánnyugdíjra jogosultakról, valamint e szolgáltatások fedezetéről szóló 1997. évi LXXX. törvény módosításáról
- 2001. évi LIII. törvény 	 a termőföldről szóló 1994. évi LV. törvény módosításáról
- 2001. évi LIV. törvény 	 az élelmiszerekről szóló 1995. évi XC. törvény módosításáról
- 2001. évi LV. törvény 	 egyes törvények környezetvédelmi célú jogharmonizációs módosításáról
- 2001. évi LVI. törvény 	 a gázközmű-vagyonnal összefüggő önkormányzati igények rendezéséről
- 2001. évi LVII. törvény 	 a sportról szóló 2000. évi CXLV. törvény módosításáról
- 2001. évi LVIII. törvény 	 a Magyar Nemzeti Bankról
- 2001. évi LIX. törvény 	 a Büntető Törvénykönyvről szóló 1978. évi IV. törvény módosításáról
- 2001. évi LX. törvény 	 a nőkkel szembeni hátrányos megkülönböztetés minden formájának kiküszöböléséről szóló, 1979. december 18-án, New Yorkban elfogadott Egyezmény Kiegészítő Jegyzőkönyve kihirdetéséről
- 2001. évi LXI. törvény 	 az Európai Közösség és a Magyar Köztársaság közötti közúti árufuvarozás meghatározott feltételeinek kialakításáról és a kombinált fuvarozás elősegítéséről szóló Megállapodás kihirdetéséről
- 2001. évi LXII. törvény 	 a szomszédos államokban élő magyarokról
- 2001. évi LXIII. törvény 	 a magyar hősök emlékének megörökítéséről és a Magyar Hősök Emlékünnepéről
- 2001. évi LXIV. törvény 	 a kulturális örökség védelméről
- 2001. évi LXV. törvény 	 a felsőoktatásról szóló 1993. évi LXXX. törvény módosításáról
- 2001. évi LXVI. törvény 	 az Andrássy Gyula Budapesti Német Nyelvű Egyetem állami elismeréséről
- 2001. évi LXVII. törvény 	 az elítélt személyek átszállításáról szóló, Strasbourgban, 1983. március 21-én kelt Egyezmény, Strasbourgban, 1997. december 18-án kelt Kiegészítő Jegyzőkönyvének kihirdetéséről
- 2001. évi LXVIII. törvény 	 a közúti járművek időszakos vizsgálata egységes feltételeinek elfogadásáról és ezen vizsgálat kölcsönös elismeréséről szóló, Bécsben, 1997. november 13-án aláírt Egyezmény kihirdetéséről
- 2001. évi LXIX. törvény 	 a Magyar Köztársaság 2001. és 2002. évi költségvetéséről szóló 2000. évi CXXXIII. törvény módosításáról
- 2001. évi LXX. törvény 	 az egészségügyet, a gyógyszerellátást, a szociális ellátást érintő egyes törvények jogharmonizációs célú, valamint a kötelező egészségbiztosítás ellátásairól szóló 1997. évi LXXXIII. törvény, továbbá a társadalombiztosítási járulékfizetéssel és az egészségügyi hozzájárulással kapcsolatos törvények módosításáról
- 2001. évi LXXI. törvény 	 a vízgazdálkodásról szóló 1995. évi LVII. törvény módosításáról
- 2001. évi LXXII. törvény 	 a közalkalmazottak jogállásáról szóló 1992. évi XXXIII. törvény módosításáról
- 2001. évi LXXIII. törvény 	 a környezetvédelmi termékdíjról, továbbá egyes termékek környezetvédelmi termékdíjáról szóló 1995. évi LVI. törvény módosításáról
- 2001. évi LXXIV. törvény 	 a pénzügyeket szabályozó egyes jogszabályok módosításáról
- 2001. évi LXXV. törvény 	 a Magyar Köztársaság 2000. évi költségvetésének végrehajtásáról
- 2001. évi LXXVI. törvény 	 a Nemzetközi Atomenergia Ügynökség keretében a kiégett fűtőelemek kezelésének biztonságáról és a radioaktív hulladékok kezelésének biztonságáról létrehozott közös egyezmény kihirdetéséről
- 2001. évi LXXVII. törvény 	 a szerzői jogról szóló 1999. évi LXXVI. törvény módosításáról
- 2001. évi LXXVIII. törvény 	 a foglalkoztatás elősegítéséről és a munkanélküliek ellátásáról szóló 1991. évi IV. törvény, a Bérgarancia Alapról szóló 1994. évi LXVI. törvény, a csődeljárásról, a felszámolási eljárásról és a végelszámolásról szóló 1991. évi XLIX. törvény, valamint a munkavédelemről szóló 1993. évi XCIII. törvény módosításáról
- 2001. évi LXXIX. törvény 	 a szociális igazgatásról és szociális ellátásokról szóló 1993. évi III. törvény módosításáról
- 2001. évi LXXX. törvény 	 a jogellenesen kivitt kulturális javak visszaszolgáltatásáról
- 2001. évi LXXXI. törvény 	 a környezeti ügyekben az információhoz való hozzáférésről, a nyilvánosságnak a döntéshozatalban történő részvételéről és az igazságszolgáltatáshoz való jog biztosításáról szóló, Aarhusban, 1998. június 25-én elfogadott Egyezmény kihirdetéséről
- 2001. évi LXXXII. törvény 	 a helyi önkormányzatok címzett és céltámogatási rendszeréről szóló 1992. évi LXXXIX. törvény módosításáról
- 2001. évi LXXXIII. törvény 	 a terrorizmus elleni küzdelemről, a pénzmosás megakadályozásáról szóló rendelkezések szigorításáról, valamint az egyes korlátozó intézkedések elrendeléséről
- 2001. évi LXXXIV. törvény 	 a társadalombiztosítás pénzügyi alapjai 2000. évi költségvetésének végrehajtásáról
- 2001. évi LXXXV. törvény 	 a büntetőeljárásban részt vevők, az igazságszolgáltatást segítők Védelmi Programjáról
- 2001. évi LXXXVI. törvény 	 az Országos Rádió és Televízió Testület 2000. évi költségvetésének végrehajtásáról
- 2001. évi LXXXVII. törvény 	 a polgári törvénykönyv módosításáról szóló 2000. évi LXXXVIII. törvény módosításáról
- 2001. évi LXXXVIII. törvény 	 a Balaton Kiemelt Üdülőkörzet Területrendezési Tervének elfogadásáról és a Balatoni Területrendezési Szabályzat megállapításáról szóló 2000. évi CXII. törvény módosításáról
- 2001. évi LXXXIX. törvény 	 a Magyar Köztársaság és az Európai Rendőrségi Hivatal között Budapesten, 2001. október 4-én aláírt Együttműködési Megállapodás kihirdetéséről
- 2001. évi XC. törvény 	 az állampolgári jogok országgyűlési biztosáról szóló 1993. évi LIX. törvény módosításáról
- 2001. évi XCI. törvény 	 a felsőoktatásról szóló 1993. évi LXXX. törvény módosításáról
- 2001. évi XCII. törvény 	 a sportról szóló 2000. évi CXLV. törvény módosításáról
- 2001. évi XCIII. törvény 	 a devizakorlátozások megszüntetéséről, valamint egyes kapcsolódó törvények módosításáról
- 2001. évi XCIV. törvény 	 a helyi önkormányzatok 2002. évi új címzett támogatásáról, valamint egyes címzett támogatással folyamatban lévő beruházások eredeti döntéseinek módosításáról
- 2001. évi XCV. törvény 	 a Magyar Honvédség hivatásos és szerződéses állományú katonáinak jogállásáról
- 2001. évi XCVI. törvény 	 a gazdasági reklámok és az üzletfeliratok, továbbá egyes közérdekű közlemények magyar nyelvű közzétételéről
- 2001. évi XCVII. törvény 	 a Magyar Köztársaságnak az Európai Környezetvédelmi Ügynökségben és az Európai Környezeti Tájékoztató és Megfigyelő Hálózatban való részvételéről szóló Megállapodás kihirdetéséről
- 2001. évi XCVIII. törvény a Magyar Köztársaság Kormánya és az Albán Köztársaság Kormánya között a jogellenesen tartózkodó személyeknek az államhatáron történő visszafogadásáról szóló, Tiranában, 2001. március 20-án aláírt Egyezmény kihirdetéséről
- 2001. évi XCIX. törvény	 a felsőoktatási képesítéseknek az európai régióban történő elismeréséről szóló, 1997. április 11-én, Lisszabonban aláírt Egyezmény kihirdetéséről
- 2001. évi C. törvény	 a külföldi bizonyítványok és oklevelek elismeréséről
- 2001. évi CI. törvény a felnőttképzésről
- 2001. évi CII. törvény egyes közhatalmi feladatokat ellátó, valamint közvagyonnal gazdálkodó tisztségeket betöltő személyek összeférhetetlenségéről és vagyonnyilatkozat-tételi kötelezettségéről
- 2001. évi CIII. törvény az országgyűlési képviselők vagyonnyilatkozat-tételi kötelezettségével kapcsolatos egyes jogszabályok módosításáról
- 2001. évi CIV. törvény a jogi személlyel szemben alkalmazható büntetőjogi intézkedésekről
- 2001. évi CV. törvény a Polgári perrendtartásról szóló 1952. évi III. törvény módosításáról
- 2001. évi CVI. törvény 	 a társadalmi szervezetek és az alapítványok nyilvántartásba vételére vonatkozó rendelkezések módosításáról
- 2001. évi CVII. törvény az egészségügyi közszolgáltatások nyújtásáról, valamint az orvosi tevékenység végzésének formáiról
- 2001. évi CVIII. törvény az elektronikus kereskedelmi szolgáltatások, valamint az információs társadalommal összefüggő szolgáltatások egyes kérdéseiről
- 2001. évi CIX. törvény	 a közlekedéssel összefüggő egyes törvények módosításáról
- 2001. évi CX. törvény a villamos energiáról, egységes szerkezetben a végrehajtásáról szóló 180/2002. (VIII. 23.) Korm. rendelettel
- 2001. évi CXI. törvény	 a behozott kőolaj és kőolajtermékek biztonsági készletezéséről szóló 1993. évi XLIX. törvény módosításáról
- 2001. évi CXII. törvény  a mérésügyről szóló 1991. évi XLV. törvény és a nemzeti szabványosításról szóló 1995. évi XXVIII. törvény módosításáról
- 2001. évi CXIII. törvény a munkaügyi ellenőrzésről szóló 1996. évi LXXV. törvény módosításáról
- 2001. évi CXIV. törvény a személyi jövedelemadó meghatározott részének az adózó rendelkezése szerinti felhasználásáról szóló 1996. évi CXXVI. törvény módosításáról
- 2001. évi CXV. törvény a területszervezési eljárásról szóló 1999. évi XLI. törvény módosításáról
- 2001. évi CXVI. törvény a Nemzeti Földalapról
- 2001. évi CXVII. törvény a termőföldről szóló 1994. évi LV. törvény módosításáról
- 2001. évi CXVIII. törvény a földrendező és a földkiadó bizottságokról szóló 1993. évi II. törvény módosításáról
- 2001. évi CXIX. törvény	 a takarmányok előállításáról, forgalomba hozataláról és felhasználásáról
- 2001. évi CXX. törvény	 a tőkepiacról
- 2001. évi CXXI. törvény a Büntető Törvénykönyvről szóló 1978. évi IV. törvény módosításáról

### Országgyűlési határozatok (105)
- 1/2001. (II. 15.) OGY határozat a Magyar Köztársaságnak az Európa Tanács Fejlesztési Bankja tőkeemelésében való részvételéről
- 2/2001. (II. 15.) OGY határozat a Magyar Köztársaságnak a Nemzetközi Beruházásbiztosítási Ügynökség tőkeemelésében való részvételéről
- 3/2001. (II. 15.) OGY határozat a Magyar Köztársaság és a Lengyel Köztársaság között a kettős adóztatás elkerülésére és az adóztatás kijátszásának megakadályozására a jövedelem- és vagyonadók területén Budapesten, 1992. szeptember 23-án aláírt Egyezményhez kapcsolódó, Varsóban, 2000. június 27-én aláírt Jegyzőkönyv megerősítéséről
- 4/2001. (II. 15.) OGY határozat a Magyar Köztársaság és a Szlovén Köztársaság között a közúti és a vasúti határforgalom ellenőrzéséről szóló, Budapesten, 2000. október 12-én aláírt Egyezmény megerősítéséről
- 5/2001. (II. 15.) OGY határozat a Magyar Köztársaság Országgyűlésének Házszabályáról szóló 46/1994. (IX. 30.) OGY határozat módosításáról
- 6/2001. (II. 15.) OGY határozat az Országgyűlés tisztségviselőinek megválasztásáról szóló 38/1998. (VI. 26.) OGY határozat módosításáról
- 7/2001. (II. 15.) OGY határozat az Országgyűlés bizottságainak létrehozásáról, tisztségviselőinek és tagjainak megválasztásáról szóló 39/1998. (VI. 29.) OGY határozat módosításáról
- 8/2001. (II. 15.) OGY határozat Csurka István mentelmi ügyében
- 9/2001. (III. 9.) OGY határozat az elítélt személyek átszállításáról szóló, Strasbourgban, 1983. március 21-én kelt Európai Egyezmény Kiegészítő Jegyzőkönyvének megerősítéséről
- 10/2001. (III. 9.) OGY határozat a Magyar Nemzeti Bank kereskedelmi banki tevékenységével kapcsolatos vizsgálat eredményéről és a szükséges teendőkről
- 11/2001. (III. 9.) OGY határozat  a közúti járművek, valamint az azokba szerelhető és/vagy azokon használható tartozékok és alkatrészek műszaki világ-előírásainak kidolgozásáról szóló nemzetközi egyezményhez történő csatlakozásról
- 12/2001. (III. 9.) OGY határozat az atomenergia 1999. évi hazai alkalmazásának biztonságáról szóló beszámolóról
- 13/2001. (III. 9.) OGY határozat az Országgyűlés bizottságainak létrehozásáról, tisztségviselőinek és tagjainak megválasztásáról szóló 39/1998. (VI. 29.) OGY határozat módosításáról
- 14/2001. (III. 9.) OGY határozat dr. Torgyán József mentelmi ügyében
- 15/2001. (III. 9.) OGY határozat Keller László mentelmi ügyében
- 16/2001. (III. 9.) OGY határozat Keller László mentelmi ügyében
- 17/2001. (III. 9.) OGY határozat Keller László mentelmi ügyében
- 18/2001. (III. 9.) OGY határozat Herbst János mentelmi ügyében
- 19/2001. (III. 30.) OGY határozat az Európai Közösség és a Magyar Köztársaság közötti közúti árufuvarozás meghatározott feltételeinek kialakításáról és a kombinált fuvarozás elősegítéséről szóló megállapodás megerősítéséről
- 20/2001. (III. 30.) OGY határozat a munkavédelem országos programjáról
- 21/2001. (III. 30.) OGY határozat Csurka István mentelmi ügyében
- 22/2001. (III. 31.) OGY határozat Székely Zoltán mentelmi ügyében
- 23/2001. (IV. 20.) OGY határozat a Magyar Köztársaság és a Horvát Köztársaság közötti Szabadkereskedelmi Megállapodás megerősítéséről
- 24/2001. (IV. 20.) OGY határozat a területfejlesztési támogatások és a decentralizáció elveiről, a kedvezményezett térségek besorolásának feltételrendszeréről
- 25/2001. (IV. 20.) OGY határozat a nemzeti és etnikai kisebbségi szervezetek költségvetési támogatásáról
- 26/2001. (IV. 20.) OGY határozat az Országgyűlés bizottságainak létrehozásáról, tisztségviselőinek és tagjainak megválasztásáról szóló 39/1998. (VI. 29.) OGY határozat módosításáról
- 27/2001. (V. 11.) OGY határozat a gyermekek és az ifjúság helyzetéről, életkörülményeik alakulásáról és az ezzel összefüggésben megtett kormányzati intézkedésekről
- 28/2001. (V. 11.) OGY határozat a mezőgazdasági termelőket sújtó rendkívüli aszálykár kárenyhítési lehetőségeinek vizsgálatáról
- 29/2001. (V. 11.) OGY határozat az Állami Számvevőszék 2000. évi tevékenységéről szóló jelentés elfogadásáról
- 30/2001. (V. 14.) OGY határozat az Országgyűlés bizottságainak létrehozásáról, tisztségviselőinek és tagjainak megválasztásáról szóló 39/1998. (VI. 29.) OGY határozat módosításáról
- 31/2001. (V. 14.) OGY határozat a mezőgazdasági termelők beszállítói biztonságát garantáló rendszer létrehozásáról
- 32/2001. (V. 14.) OGY határozat a társadalmi szervezetek 2001. évi költségvetési támogatásának elosztásáról
- 33/2001. (V. 18.) OGY határozat a hazai gyakorló- és lőterek külföldiek által, térítés ellenében történő igénybevételéről szóló 60/1997. (VI. 4.) OGY határozat módosításáról
- 34/2001. (VI. 1.) OGY határozat a Magyar Köztársaság Országgyűlésének Házszabályáról szóló 46/1994. (IX. 30.) OGY határozat módosításáról
- 35/2001. (VI. 1.) OGY határozat a környezeti ügyekben az információhoz való hozzáférésről, a nyilvánosságnak a döntéshozatalban történő részvételéről és az igazságszolgáltatáshoz való jog biztosításáról szóló, Aarhusban, 1998. június 25-én elfogadott Egyezmény megerősítéséről
- 36/2001. (VI. 1.) OGY határozat az Országgyűlés tisztségviselőinek megválasztásáról szóló 38/1998. (VI. 26.) OGY határozat módosításáról
- 37/2001. (VI. 1.) OGY határozat az Országgyűlés bizottságainak létrehozásáról, tisztségviselőinek és tagjainak megválasztásáról szóló 39/1998. (VI. 29.) OGY határozat módosításáról
- 38/2001. (VI. 1.) OGY határozat Barkóczy Gellért országgyűlési képviselő mentelmi ügyében
- 39/2001. (VI. 18.) OGY határozat a területi folyamatok alakulásáról, a területfejlesztési politika érvényesüléséről és az Országos Területfejlesztési Koncepció végrehajtásáról
- 40/2001. (VI. 18.) OGY határozat az Országgyűlés bizottságainak létrehozásáról, tisztségviselőinek és tagjainak megválasztásáról szóló 39/1998. (VI. 29.) OGY határozat módosításáról
- 41/2001. (VI. 18.) OGY határozat  az állampolgári jogok országgyűlési biztosának tevékenységéről szóló beszámoló elfogadásáról
- 42/2001. (VI. 18.) OGY határozat az adatvédelmi biztos beszámolójának elfogadásáról
- 43/2001. (VI. 18.) OGY határozat  a nemzeti és etnikai kisebbségi jogok országgyűlési biztosának tevékenységéről szóló beszámoló elfogadásáról
- 44/2001. (VI. 18.) OGY határozat a Magyar Energia Hivatal 2000. évi tevékenységéről szóló beszámoló elfogadásáról
- 45/2001. (VI. 18.) OGY határozat dr. Torgyán József mentelmi ügyében
- 46/2001. (VI. ??.)OGY határozat dr. Szanyi Tibor mentelmi ügyében
- 47/2001. (VI. 18.) OGY határozat Bakonygyirót, Bakonyszentlászló, Fenyőfő, Románd, Sikátor, Veszprémvarsány községek Veszprém megyéből Győr-Moson-Sopron megyéhez csatolásáról
- 48/2001. (VI. 21.) OGY határozat  országgyűlési biztosok választásáról
- 49/2001. (VI. 21.) OGY határozat az Országgyűlés bizottságainak létrehozásáról, tisztségviselőinek és tagjainak megválasztásáról szóló 39/1998. (VI. 29.) OGY határozat módosításáról
- 50/2001. (VI. 21.) OGY határozat Csintalan Sándor mentelmi ügyében
- 51/2001. (VI. 21.) OGY határozat dr. Szabadi Béla mentelmi ügyében
- 52/2001. (VI. 21.) OGY határozat dr. Torgyán József mentelmi ügyében
- 53/2001. (VI. 21.) OGY határozat a Magyar Távirati Iroda Rt. felügyelő bizottsága elnökének és egy tagjának megválasztásáról
- 54/2001. (VI. 29.) OGY határozat a Magyar Távirati Iroda Rt. Tulajdonosi Tanácsadó Testülete tisztségviselőinek és tagjainak megválasztásáról
- 55/2001. (IX. 7.) OGY határozat az Egyesült Nemzetek Szervezete keretében New Yorkban, 1954. szeptember 28-án létrejött, a Hontalan Személyek Jogállásáról szóló Egyezményhez történő csatlakozásról
- 56/2001. (IX. 7.) OGY határozat az Európa Tanács keretében, 1997. május 14-én létrejött, az Állampolgárságról szóló Európai Egyezmény megerősítéséről
- 57/2001. (IX. 7.) OGY határozat a terrorista bombatámadások visszaszorításáról, New Yorkban, az Egyesült Nemzetek Közgyűlésének 52. ülésszakán, 1997. december 15-én elfogadott nemzetközi Egyezmény megerősítéséről
- 58/2001. (IX. 7.) OGY határozat a Magyar Köztársaságnak az Európai Környezetvédelmi Ügynökségben és az Európai Környezeti Információs és Megfigyelő Hálózatban való részvételéről szóló Megállapodás megerősítéséről
- 59/2001. (IX. 7.) OGY határozat a nagy távolságra jutó, országhatárokon átterjedő levegőszennyezésről szóló 1979. évi Genfi Egyezményhez kapcsolódó, a kénkibocsátások további csökkentéséről szóló, Oslóban, 1994. június 14-én elfogadott Jegyzőkönyv megerősítéséről
- 60/2001. (IX. 7.) OGY határozat az Országgyűlés bizottságainak létrehozásáról, tisztségviselőinek és tagjainak megválasztásáról szóló 39/1998. (VI. 29.) OGY határozat módosításáról
- 61/2001. (IX. 24.) OGY határozat az „INFINITE JUSTICE” (Végtelen Igazság) művelethez történő magyar hozzájárulásról
- 62/2001. (IX. 25.) OGY határozat a Magyar Köztársaságnak az Amerikai Egyesült Államokat ért terrortámadást követő kül- és biztonságpolitikai lépéseiről
- 63/2001. (IX. 26.) OGY határozat az Állami Számvevőszék alelnökeit jelölő ideiglenes (eseti) bizottság felállításáról
- 64/2001. (IX. 26.) OGY határozat Csurka István mentelmi ügyében
- 65/2001. (X. 5.) OGY határozat az „ENDURING FREEDOM” (Tartós Szabadság) - korábbi elnevezéssel „INFINITE JUSTICE” (Végtelen Igazság) - művelethez történő magyar hozzájárulásról
- 66/2001. (X. 19.) OGY határozat a Magyar Köztársaság Kormánya és az Albán Köztársaság Kormánya között a jogellenesen tartózkodó személyeknek az államhatáron történő visszafogadásáról szóló, Tiranában, 2001. március 20-án aláírt Egyezmény megerősítéséről
- 67/2001. (X. 19.) OGY határozat az Országgyűlés bizottságainak létrehozásáról, tisztségviselőinek és tagjainak megválasztásáról szóló 39/1998. (VI. 29.) OGY határozat módosításáról
- 68/2001. (X. 19.) OGY határozat a munkanélküli-ellátások körének felülvizsgálatáról szóló jelentés elfogadásáról
- 69/2001. (X. 19.) OGY határozat Burány Sándor mentelmi ügyében
- 70/2001. (XI. 7.) OGY határozat az Európa Tanácsnak az emberi lény emberi jogainak és méltóságának a biológia és az orvostudomány alkalmazására tekintettel történő védelméről szóló, Oviedóban, 1997. április 4-én kelt Egyezménye: Az emberi jogokról és a biomedicináról szóló Egyezmény, valamint az Egyezménynek az emberi lény klónozásának tilalmáról szóló, Párizsban, 1998. január 12-én kelt Kiegészítő Jegyzőkönyve Országgyűlés által történő megerősítéséről
- 71/2001. (XI. 7.) OGY határozat a Magyar Köztársaság és a Litván Köztársaság között a katasztrófák és súlyos balesetek esetén történő együttműködésről és kölcsönös segítségnyújtásról szóló, Vilniusban, 2001. május 4-én aláírt Megállapodás megerősítéséről
- 72/2001. (XI. 7.) OGY határozat a Nemzetközi Büntetőbíróság Statútumának megerősítéséről
- 73/2001. (XI. 7.) OGY határozat a Közbeszerzések Tanácsának a közbeszerzés tisztaságával és átláthatóságával kapcsolatos tapasztalatairól, valamint az 1998. január 1.-december 31. közötti időszakban végzett tevékenységéről szóló beszámoló elfogadásáról
- 74/2001. (XI. 7.) OGY határozat a Közbeszerzések Tanácsának a közbeszerzések tisztaságával és átláthatóságával kapcsolatos tapasztalatairól, valamint az 1999. január 1.-december 31. közötti időszakban végzett tevékenységéről szóló beszámoló elfogadásáról
- 75/2001. (XI. 7.) OGY határozat a Közbeszerzések Tanácsának a közbeszerzések tisztaságával és átláthatóságával kapcsolatos tapasztalatairól, valamint a 2000. január 1.-december 31. közötti időszakban végzett tevékenységéről szóló beszámoló elfogadásáról
- 76/2001. (XI. 7.) OGY határozat dr. Faragó Péter mentelmi ügyében
- 77/2001. (XI. 7.) OGY határozat dr. Rapcsák András mentelmi ügyében
- 78/2001. (XI. 7.) OGY határozat dr. Szabadi Béla mentelmi ügyében
- 79/2001. (XI. 13.) OGY határozat a Magyar Köztársaság és az Európai Rendőrségi Hivatal között Budapesten, 2001. október 4-én aláírt együttműködési Megállapodás megerősítéséről
- 80/2001. (XI. 30.) OGY határozat a társadalmi szervezetek 2002. évi költségvetési támogatásának elosztásáról
- 81/2001. (XII. 13.) OGY határozat a Magyar Köztársaság és Ukrajna között a polgári ügyekben történő kölcsönös jogsegélyről szóló, Budapesten, 2001. augusztus 2-án aláírt szerződés megerősítéséről
- 82/2001. (XII. 13.) OGY határozat a Magyar Kormány és a Macedón Kormány között a beruházások ösztönzéséről és kölcsönös védelméről Szkopjéban, 2001. április 13-án aláírt Megállapodás megerősítéséről
- 83/2001. (XII. 13.) OGY határozat a Magyar Kormány és a Macedón Kormány között a kettős adóztatás elkerüléséről és az adóztatás kijátszásának megakadályozásáról a jövedelem- és a vagyonadók területén Szkopjéban, 2001. április 13-án aláírt Egyezmény megerősítéséről
- 84/2001. (XII. 13.) OGY határozat az Európai Megállapodás 62. cikk (3) bekezdésén alapuló, a Társulási Tanács 2/96. számú verseny végrehajtási szabályokról szóló határozata helyébe lépő társulási tanácsi határozat elfogadásáról
- 85/2001. (XII. 13.) OGY határozat a 2002. évi választások pénzügyi támogatásáról
- 86/2001. (XII. 13.) OGY határozat az adatvédelmi biztos választásáról
- 87/2001. (XII. 13.) OGY határozat az Országgyűlés bizottságainak létrehozásáról, tisztségviselőinek és tagjainak megválasztásáról szóló 39/1998. (VI. 29.) OGY határozat módosításáról
- 88/2001. (XII. 20.) OGY határozat dr. Dán János mentelmi ügyében
- 89/2001. (XII. 20.) OGY határozat ifj. Hegedűs Lóránt mentelmi ügyében
- 90/2001. (XII. 20.) OGY határozat az Országos Választási Bizottság tagjainak megválasztásáról
- 91/2001. (XII. 21.) OGY határozat az Egyesült Nemzetek Montego Bayben, 1982. december 10-én aláírásra megnyitott Tengerjogi Egyezménye megerősítéséről, valamint XI. Részének végrehajtásával kapcsolatos, New Yorkban, 1994. július 24-én aláírásra megnyitott Megállapodáshoz történő csatlakozásról
- 92/2001. (XII. 21.) OGY határozat az Európa Tanács keretében Strasbourgban, 1995. január 31-én, az illegális tengeri kereskedelemről szóló, az Egyesült Nemzetek keretében létrejött, a kábítószerek és pszichotróp anyagok tiltott forgalmazása elleni Egyezmény 17. Cikkében foglaltak teljesítése érdekében létrejött Megállapodáshoz történő csatlakozásról
- 93/2001. (XII. 21.) OGY határozat a Magyar Köztársaság és a Holland Királyság között az egyes szociális biztonsági ellátások kivitelével kapcsolatos együttműködésről szóló, 2001. május 22-én, Hágában aláírt Egyezmény megerősítéséről
- 94/2001. (XII. 21.) OGY határozat a NATO irányítása alatt végrehajtott balkáni katonai békefenntartó műveletekhez történő magyar hozzájárulásról
- 95/2001. (XII. 21.) OGY határozat dr. Kosztolányi Dénes mentelmi ügyében
- 96/2001. (XII. 21.) OGY határozat Kuncze Gábor mentelmi ügyében
- 97/2001. (XII. 21.) OGY határozat Sági József mentelmi ügyében
- 98/2001. (XII. 21.) OGY határozat Rigler Zoltán összeférhetetlenségi ügyében
- 99/2001. (XII. 21.) OGY határozat az Országgyűlés bizottságainak létrehozásáról, tisztségviselőinek és tagjainak megválasztásáról szóló 39/1998. (VI. 29.) OGY határozat módosításáról
- 100/2001. (XII. 21.) OGY határozat a Nemzetőrség létrehozásáról
- 101/2001. (XII. 21.) OGY határozat a felsőoktatás fejlesztésének kiemelt céljairól
- 102/2001. (XII. 21.) OGY határozat a harcászati repülő erők fejlesztéséről
- 103/2001. (XII. 21.) OGY határozat a Magyar Köztársaság Országgyűlésének Házszabályáról szóló 46/1994. (IX. 30.) OGY határozat módosításáról
- 104/2001. (XII. 21.) OGY határozat a Magyar Köztársaság Országgyűlésének Házszabályáról szóló 46/1994. (IX. 30.) OGY határozat módosításáról
- 105/2001. (XII. 21.) OGY határozat a nemzeti és etnikai kisebbségi szervezetek költségvetési támogatásáról

### Kormányrendeletek

#### Január (1−12)
- 1/2001. (I. 16.) Korm. rendelet a Magyar Köztársaság Kormánya és Kuvait Állam Kormánya között a szervezett bűnözés elleni harcban történő együttműködésről szóló, Kuvaitban, 2000. év április hó 15. napján aláírt Megállapodás kihirdetéséről
- 2/2001. (I. 17.) Korm. rendelet a veszélyes anyagokkal kapcsolatos súlyos balesetek elleni védekezésről
- 3/2001. (I. 17.) Korm. rendelet a biztosítási alkuszi, a többes biztosítási ügynöki és a biztosítási szaktanácsadói felelősségbiztosítási szerződés minimális tartalmi követelményeiről
- 4/2001. (I. 17.) Korm. rendelet a "Közbeszerzési Értesítő, a Közbeszerzések Tanácsának Hivatalos Lapjá"-ban történő közzététel rendjéről és térítési díjáról szóló 128/1995. (X. 20.) Korm. rendelet módosításáról
- 5/2001. (I. 17.) Korm. rendelet a védett személyek és a kijelölt létesítmények védelméről szóló 160/1996. (XI. 5.) Korm. rendelet módosításáról
- 6/2001. (I. 17.) Korm. rendelet a könyvtárhasználókat megillető egyes kedvezményekről
- 7/2001. (I. 17.) Korm. rendelet a kiemelt építésügyi igazgatási ügyekben eljáró hatóságok illetékességi területéről, a kijelölési eljárásról, valamint a szakmai feltételekről szóló 220/1997. (XII. 5.) Korm. rendelet módosításáról
- 8/2001. (I. 19.) Korm. rendelet az Európai Közigazgatási Képzési Ösztöndíj megalapításáról szóló 92/1998. (V. 8.) Korm. rendelet módosításáról
- 9/2001. (I. 19.) Korm. rendelet a Fogyatékos Gyermekek, Tanulók Felzárkóztatásáért Országos Közalapítvány létrehozásáról szóló 164/1997. (IX. 30.) Korm. rendelet módosításáról
- 10/2001. (I. 30.) Korm. rendelet a Magyar Köztársaság és az Európai Közösségek és annak tagállamai közötti Társulási Tanács 1/2001. számú, a Magyar Köztársaságnak a környezetvédelem pénzügyi eszközei (LIFE) programban történő részvétele módozatainak és feltételeinek elfogadásáról szóló határozata kihirdetéséről
- 11/2001. (I. 30.) Korm. rendelet a területfejlesztési önkormányzati társulások működéséhez kapcsolódó költségvetési hozzájárulásról szóló 61/2000. (V. 3.) Korm. rendelet módosításáról
- 12/2001. (I. 31.) Korm. rendelet a lakáscélú állami támogatásokról

#### Február (13−28)
- 13/2001. (II. 1.) Korm. rendelet a gazdasági kamarai törvény végrehajtását felügyelő kormánymegbízott feladat- és hatáskörének kibővítéséről
- 14/2001. (II. 1.) Korm. rendelet az egészségügyi szolgáltatások Egészségbiztosítási Alapból történő finanszírozásának részletes szabályairól szóló 43/1999. (III. 3.) Korm. rendelet módosításáról
- 15/2001. (II. 6.) Korm. rendelet a Magyar Köztársaság és a Lett Köztársaság közötti Szabadkereskedelmi Megállapodás 3. számú, a származási szabályokról szóló Jegyzőkönyvének módosítását tartalmazó Kiegészítő Jegyzőkönyv kihirdetéséről
- 16/2001. (II. 12.) Korm. rendelet a védett személyek és a kijelölt létesítmények védelméről szóló 160/1996. (XI. 5.) Korm. rendelet módosításáról
- 17/2001. (II. 12.) Korm. rendelet a Magyar Köztársaság és az EFTA tagállamok között létrejött Szabadkereskedelmi Megállapodás "származó termék" fogalmának meghatározásáról és az adminisztratív együttműködés módszereiről szóló "B" Jegyzőkönyvének módosításáról szóló vegyesbizottsági határozat kihirdetéséről
- 18/2001. (II. 12.) Korm. rendelet a belügyminiszter feladat- és hatásköréről szóló 147/1994. (XI. 17.) Korm. rendelet módosításáról
- 19/2001. (II. 12.) Korm. rendelet a Magyar Tudományos Akadémia hazai tagjai és a Magyar Tudományos Akadémia Doktora címmel rendelkező személyek tiszteletdíjáról, illetve az akadémikus elhalálozása esetén megállapítható hozzátartozói ellátásokról szóló 4/1995. (I. 20.) Korm. rendelet módosításáról
- 20/2001. (II. 14.) Korm. rendelet a környezeti hatásvizsgálatról
- 21/2001. (II. 14.) Korm. rendelet a levegő védelmével kapcsolatos egyes szabályokról
- 22/2001. (II. 14.) Korm. rendelet a biztonsági okmányok védelmének rendjéről szóló 86/1996. (VI. 14.) Korm. rendelet módosításáról
- 23/2001. (II. 14.) Korm. rendelet a területfejlesztési koncepciók és programok, valamint a területrendezési tervek egyeztetésének és elfogadásának rendjéről szóló 184/1996. (XII. 11.) Korm. rendelet módosításáról
- 24/2001. (II. 14.) Korm. rendelet a természettudományos felsőoktatás alapképzési szakjainak képesítési követelményeiről szóló 166/1997. (X. 3.) Korm. rendelet módosításáról
- 25/2001. (II. 14.) Korm. rendelet a környezetvédelmi termékdíjról, továbbá egyes termékek környezetvédelmi termékdíjáról szóló 1995. évi LVI. törvény végrehajtásához szükséges egyes intézkedésekről szóló 113/1995. (IX. 27.) Korm. rendelet módosításáról
- 26/2001. (II. 14.) Korm. rendelet ingatlan vagyon átcsoportosításról
- 27/2001. (II. 14.) Korm. rendelet az egészségügyi felsőfokú szakirányú szakképzésben részt vevők számára szervezett központi gyakornoki rendszerről szóló 125/1999. (VIII. 6.) Korm. rendelet módosításáról
- 28/2001. (II. 15.) Korm. rendelet a közúti közlekedés szabályairól szóló 1/1975. (II. 5.) KPM-BM együttes rendelet módosításáról

#### Március (29−48)
- 29/2001. (III. 2.) Korm. rendelet az egészségügyi szolgáltatások Egészségbiztosítási Alapból történő finanszírozásának részletes szabályairól szóló 43/1999. (III. 3.) Korm. rendelet módosításáról
- 30/2001. (III. 3.) Korm. rendelet az agrártámogatások igénybevételének általános feltételeiről szóló 273/1997. (XII. 22.) Korm. rendelet módosításáról
- 31/2001. (III. 3.) Korm. rendelet a mezőgazdasági szövetkezeti üzletrészek megvásárlásának részletes szabályairól
- 32/2001. (III. 5.) Korm. rendelet a szabálysértésekről szóló 1999. évi LXIX. törvény kitiltás intézkedésének nyilvántartásáról és ellenőrzéséről
- 33/2001. (III. 5.) Korm. rendelet a sportrendezvények biztonságáról
- 34/2001. (III. 5.) Korm. rendelet a sportfegyelmi felelősségről
- 35/2001. (III. 5.) Korm. rendelet az olimpiai járadékról
- 36/2001. (III. 5.) Korm. rendelet a főiskolai szintű európai közszolgálati és üzleti szervező alapképzési szak képesítési követelményeiről
- 37/2001. (III. 5.) Korm. rendelet az egyetemi szintű gazdasági informatika alapképzési szak képesítési követelményeiről
- 38/2001. (III. 5.) Korm. rendelet a Magyar Exporthitel Biztosító Részvénytársaság által vállalható biztosítások tárgyáról, valamint a központi költségvetés terhére, a Kormány készfizető kezessége mellett vállalható nem-piacképes kockázatú biztosítások feltételeiről és a biztosítási eseményekről szóló 84/1998. (V. 6.) Korm. rendelet módosításáról
- 39/2001. (III. 5.) Korm. rendelet a légiközlekedési kötelező felelősségbiztosításról
- 40/2001. (III. 6.) Korm. rendelet veszélyhelyzet kihirdetéséről és az ennek során teendő intézkedésekről
- 41/2001. (III. 14.) Korm. rendelet a Magyar Köztársaság Kormánya és a Szlovén Köztársaság Kormánya között a vízgazdálkodási kérdések tárgyában aláírt Egyezmény kihirdetéséről
- 42/2001. (III. 14.) Korm. rendelet az egyes szabálysértésekről szóló 218/1999. (XII. 28.) Korm. rendelet módosításáról
- 43/2001. (III. 19.) Korm. rendelet az EUROCONTROL Egyezményhez – módosításaihoz és függelékeihez –, továbbá az Útvonalhasználati Díjakról szóló Sokoldalú Megállapodáshoz történt csatlakozás kihirdetéséről szóló 19/1993. (I. 29.) Korm. rendelet módosításáról
- 44/2001. (III. 23.) Korm. rendelet a közszféra 2000. évi egyszeri kereset-kiegészítéséről
- 45/2001. (III. 27.) Korm. rendelet a Magyar Köztársaság Kormánya és a Duna Bizottság között a Duna Bizottságot, valamint annak tisztviselőit megillető kiváltságok és mentességek rendezéséről szóló, a Duna Bizottság székhelyéről, 1964. május 27-én, Budapesten aláírt Egyezményhez fűzött Kiegészítő Jegyzőkönyv kihirdetéséről
- 46/2001. (III. 27.) Korm. rendelet a központi költségvetési szervek szabadkézi vétellel történő beszerzéseinek szabályairól szóló 126/1996. (VII. 24.) Korm. rendelet módosításáról
- 47/2001. (III. 27.) Korm. rendelet a muzeális intézményekben folytatható kutatásról
- 48/2001. (III. 27.) Korm. rendelet az önkormányzatok tulajdonában lévő ingatlanvagyon nyilvántartási és adatszolgáltatási rendjéről szóló 147/1992. (XI. 6.) Korm. rendelet módosításáról

#### Április (39−74)
- 49/2001. (IV. 3.) Korm. rendelet a vizek mezőgazdasági eredetű nitrátszennyezéssel szembeni védelméről
- 50/2001. (IV. 3.) Korm. rendelet a szennyvizek és szennyvíziszapok mezőgazdasági felhasználásának és kezelésének szabályairól
- 51/2001. (IV. 3.) Korm. rendelet a doktori képzésről és a doktori fokozatszerzésről
- 52/2001. (IV. 3.) Korm. rendelet az egyetemi és főiskolai hallgatók részére nyújtható támogatásokról és az általuk fizetendő díjakról és térítésekről szóló 144/1996. (IX. 17.) Korm. rendelet módosításáról
- 53/2001. (IV. 3.) Korm. rendelet az igazságügyi szakértői névjegyzék számítógépes nyilvántartásáról
- 54/2001. (IV. 10.) Korm. rendelet a nemzetközi közúti fuvarozást végző egyes járművek személyzetének vezetési és pihenőidejének ellenőrzéséről
- 55/2001. (IV. 10.) Korm. rendelet az egyes szabálysértésekről szóló 218/1999. (XII. 28.) Korm. rendelet módosításáról
- 56/2001. (IV. 12.) Korm. rendelet a Magyar Köztársaság Kormánya és az Argentin Köztársaság Kormánya közötti növényvédelmi és növény-egészségügyi együttműködési egyezmény kihirdetéséről
- 57/2001. (IV. 13.) Korm. rendelet a Magyar Köztársaság Kormánya és az Argentin Köztársaság Kormánya között a vámügyekben történő együttműködésről és kölcsönös segítségnyújtásról szóló Egyezmény kihirdetéséről
- 58/2001. (IV. 13.) Korm. rendelet a Magyar Köztársaság Kormánya és a Jugoszláv Szövetségi Köztársaság Szövetségi Kormánya között a vámügyekben történő együttműködésről és kölcsönös segítségnyújtásról szóló Megállapodás kihirdetéséről
- 59/2001. (IV. 13.) Korm. rendelet a Magyar Köztársaság és a Török Köztársaság közötti Szabadkereskedelmi Megállapodás C Jegyzőkönyvének B Mellékletében szereplő élőmarhára és fagyasztott marhahúsra vonatkozó 2000. évi átmeneti kompenzációról szóló vegyesbizottsági határozat kihirdetéséről
- 60/2001. (IV. 13.) Korm. rendelet a Magyar Köztársaság és a Török Köztársaság közötti Szabadkereskedelmi Megállapodás a "származó termék" fogalmának meghatározásáról és az adminisztratív együttműködés módszereiről szóló D Jegyzőkönyvének módosításáról szóló vegyesbizottsági határozat kihirdetéséről
- 61/2001. (IV. 13.) Korm. rendelet a helyi önkormányzatok címzett és céltámogatásának, a céljellegű decentralizált támogatásának igénybejelentési, döntés-előkészítési és elszámolási rendjéről, valamint a Magyar Államkincstár finanszírozási, elszámolási és ellenőrzési feladatairól, továbbá a területi államháztartási hivatalok feladatairól szóló 9/1998. (I. 23.) Korm. rendelet módosításáról
- 62/2001. (IV. 13.) Korm. rendelet az utazásszervező és -közvetítő tevékenységről szóló 213/1996. (XII. 23.) Korm. rendelet módosításáról
- 63/2001. (IV. 13.) Korm. rendelet a szociális és családügyi miniszter által méltányossági jogkörben megállapítható egyszeri szociális segélyről
- 64/2001. (IV. 13.) Korm. rendelet a Felső-Tisza-vidékén 2001 tavaszán keletkezett árvízi károk miatt kitelepített lakosság utazási kedvezményeiről
- 65/2001. (IV. 13.) Korm. rendelet a lakáscélú állami támogatásokról szóló 12/2001. (I. 31.) Korm. rendelet módosításáról
- 66/2001. (IV. 20.) Korm. rendelet a lakáscélú hitelhátralékok terheinek mérséklésével kapcsolatos feladatokról
- 67/2001. (IV. 20.) Korm. rendelet az Országos Fogyatékosügyi Tanács szervezetének és működésének részletes szabályairól
- 68/2001. (IV. 20.) Korm. rendelet a közúti közlekedési szolgáltatásokról és a közúti járművek üzemben tartásáról szóló 89/1988. (XII. 20.) MT rendelet módosításáról
- 69/2001. (IV. 20.) Korm. rendelet az egyes beszerzések nemzetbiztonsági és titokvédelmi okok miatti sajátos szabályairól szóló 151/1999. (X. 22.) Korm. rendelet módosításáról
- 70/2001. (IV. 20.) Korm. rendelet a Szervezett Bűnözés Elleni Koordinációs Központról
- 71/2001. (IV. 20.) Korm. rendelet a Nemzeti Kutatási és Fejlesztési Programok lebonyolításának szabályairól szóló 201/2000. (XI. 29.) Korm. rendelet módosításáról
- 72/2001. (IV. 24.) Korm. rendelet a nyugellátások és a baleseti járadék 2001. évi kiegészítő emeléséről
- 73/2001. (IV. 27.) Korm. rendelet a Magyar Köztársaság Kormánya és a Ciprusi Köztársaság Kormánya között a terrorizmus, tiltott kábítószer-kereskedelem és szervezett bűnözés elleni küzdelemben való együttműködésről szóló, Budapesten, 1996. június 13-án aláírt Megállapodás kihirdetéséről
- 74/2001. (IV. 28.) Korm. rendelet a Magyar Köztársaság Kormánya és a Szlovén Köztársaság Kormánya között a vasúti határforgalomról szóló Egyezmény kihirdetéséről

#### Május (75−87)
- 75/2001. (V. 9.) Korm. rendelet a társadalombiztosítási nyugellátásról szóló 1997. évi LXXXI. törvény végrehajtásáról szóló 168/1997. (X. 6.) Korm. rendelet módosításáról
- 76/2001. (V. 9.) Korm. rendelet a nyugdíjszerű rendszeres szociális ellátások 2001. évi kiegészítő emeléséről
- 77/2001. (V. 9.) Korm. rendelet a kötelező egészségbiztosítás ellátásairól szóló 1997. évi LXXXIII. törvény végrehajtásáról rendelkező 217/1997. (XII. 1.) Korm. rendelet módosításáról
- 78/2001. (V. 9.) Korm. rendelet a telepengedély alapján gyakorolható ipari és szolgáltató tevékenységekről, valamint a telepengedélyezés rendjéről szóló 80/1999. (VI. 11.) Korm. rendelet módosításáról
- 79/2001. (V. 9.) Korm. rendelet a megyei (fővárosi) földművelésügyi hivatalról és egyes földművelésügyi szakigazgatási feladatokat megállapító jogszabályok módosításáról szóló 44/1991. (III. 14.) Korm. rendelet módosításáról
- 80/2001. (V. 11.) Korm. rendelet a Magyar Köztársaság és az Európai Közösségek és azok tagállamai közötti Társulási Tanács 2/2001. számú, a Magyarországnak a Socrates II. és a Fiatalok programokban történő részvételével kapcsolatos, a 2001–2006. évekre érvényes pénzügyi hozzájárulásáról szóló határozatának kihirdetéséről
- 81/2001. (V. 16.) Korm. rendelet a személyes gondoskodást nyújtó szociális intézmény és a falugondnoki szolgálat működésének engedélyezéséről, továbbá a szociális vállalkozás engedélyezéséről szóló 188/1999. (XII. 16.) Korm. rendelet módosításáról
- 82/2001. (V. 18.) Korm. rendelet a megyei (fővárosi) földművelésügyi hivatalról és egyes földművelésügyi szakigazgatási feladatokat megállapító jogszabályok módosításáról szóló 44/1991. (III. 14.) Korm. rendelet módosításáról
- 83/2001. (V. 18.) Korm. rendelet a hazai gyakorló- és lőterek külföldiek által, térítés ellenében történő igénybevételéről
- 84/2001. (V. 30.) Korm. rendelet az Európai Megállapodáshoz kapcsolódó, a megfelelőség értékeléséről és az ipari termékek elfogadásáról szóló Jegyzőkönyv kihirdetéséről
- 85/2001. (V. 30.) Korm. rendelet a mezőgazdasági termelők kibontakozási hitelkonstrukciójáról és a gazdahitel programról szóló 30/2000. (III. 10.) Korm. rendelet módosításáról
- 86/2001. (V. 30.) Korm. rendelet az államháztartás működési rendjéről szóló 217/1998. (XII. 30.) Korm. rendelet módosításáról
- 87/2001. (V. 30.) Korm. rendelet a katonai felsőoktatás alapképzési szakjainak képesítési követelményeiről szóló 28/1999. (II. 12.) Korm. rendelet módosításáról

#### Június (88−120)
- 88/2001. (VI. 15.) Korm. rendelet a devizáról szóló 1995. évi XCV. törvény végrehajtásáról
- 89/2001. (VI. 15.) Korm. rendelet a területfejlesztési célelőirányzat felhasználásának részletes szabályairól
- 90/2001. (VI. 15.) Korm. rendelet a 2001. évi területfejlesztési célelőirányzat régiók és megyék, valamint a területi kiegyenlítést szolgáló fejlesztési célú támogatások megyék közti felosztásáról
- 91/2001. (VI. 15.) Korm. rendelet a területfejlesztés kedvezményezett térségeinek jegyzékéről
- 92/2001. (VI. 15.) Korm. rendelet a területi kiegyenlítést szolgáló fejlesztési célú támogatások felhasználásának részletes szabályairól szóló 32/1998. (II. 25.) Korm. rendelet módosításáról
- 93/2001. (VI. 15.) Korm. rendelet az életüktől és szabadságuktól politikai okból jogtalanul megfosztottak kárpótlásáról szóló 1992. évi XXXII. törvény végrehajtásáról
- 94/2001. (VI. 15.) Korm. rendelet az agrár-felsőoktatás alapképzési szakjainak képesítési követelményeiről szóló 146/1998. (IX. 9.) Korm. rendelet módosításáról
- 95/2001. (VI. 15.) Korm. rendelet az egyes veszélyes árukat szállító közúti járművek útvonalának kijelöléséről szóló 122/1989. (XII. 5.) MT rendelet módosításáról
- 96/2001. (VI. 15.) Korm. rendelet az egyes rendszeres szociális ellátásban részesülő személyek egyszeri juttatásáról
- 97/2001. (VI. 15.) Korm. rendelet a Magyar Köztársaság és az Európai Közösség között bizonyos borokra és szeszes italokra vonatkozó kölcsönös kereskedelmi kedvezményekről szóló levélváltás formájában megkötött megállapodás kihirdetéséről
- 98/2001. (VI. 15.) Korm. rendelet a veszélyes hulladékkal kapcsolatos tevékenységek végzésének feltételeiről
- 99/2001. (VI. 20.) Korm. rendelet a doppingellenes tevékenység szabályairól
- 100/2001. (VI. 20.) Korm. rendelet a védett állatfajok védelmére, tartására, bemutatására és hasznosítására vonatkozó részletes szabályokról szóló 8/1998. (I. 23.) Korm. rendelet módosításáról
- 101/2001. (VI. 20.) Korm. rendelet a mezőgazdasági biztosító egyesületek alapításának és működésének támogatásáról
- 102/2001. (VI. 20.) Korm. rendelet az egyetemi szintű egészségügyi informatikus alapképzési szak képesítési követelményeiről
- 103/2001. (VI. 21.) Korm. rendelet a magyar állampolgárságról szóló 1993. évi LV. törvény végrehajtásáról szóló 125/1993. (IX. 22.) Korm. rendelet módosításáról
- 104/2001. (VI. 21.) Korm. rendelet a vidékfejlesztési célelőirányzat felhasználásának általános szabályairól
- 105/2001. (VI. 21.) Korm. rendelet a közszolgálati nyilvántartásról szóló 68/1993. (V. 5.) Korm. rendelet módosításáról
- 106/2001. (VI. 21.) Korm. rendelet a köztisztviselők tartalékállományba helyezéséről és a betöltetlen köztisztviselői állások nyilvános közzétételéről szóló 150/1998. (IX. 18.) Korm. rendelet módosításáról
- 107/2001. (VI. 21.) Korm. rendelet a közigazgatási szakvizsgáról szóló 35/1998. (II. 27.) Korm. rendelet módosításáról
- 108/2001. (VI. 21.) Korm. rendelet a közigazgatási és az ügykezelői alapvizsgáról szóló 51/1993. (III. 31.) Korm. rendelet módosításáról
- 109/2001. (VI. 21.) Korm. rendelet a társadalombiztosítási támogatással rendelhető gyógyszerekről és a támogatás összegéről
- 110/2001. (VI. 21.) Korm. rendelet a Magyar Köztársaság Kormánya és az Osztrák Szövetségi Kormány között a Hegyeshalom-Nickelsdorf határátkelőhely területén a közös kapcsolattartási szolgálati hely létrehozásáról szóló, Győrben, 2001. május 4-én aláírt Megállapodás kihirdetéséről
- 111/2001. (VI. 22.) Korm. rendelet az érettségi vizsga vizsgaszabályzatának kiadásáról szóló 100/1997. (VI. 13.) Korm. rendelet módosításáról
- 112/2001. (VI. 26.) Korm. rendelet a közalkalmazottak jogállásáról szóló 1992. évi XXXIII. törvény végrehajtásáról a művészeti, a közművelődési és a közgyűjteményi területen foglalkoztatott közalkalmazottak jogviszonyával összefüggő egyes kérdések rendezéséről szóló 150/1992. (XI. 20.) Korm. rendelet módosításáról
- 113/2001. (VI. 29.) Korm. rendelet a közalkalmazottak jogállásáról szóló 1992. évi XXXIII. törvény egészségügyi ágazatban történő végrehajtásáról szóló 233/2000. (XII. 23.) Korm. rendelet módosításáról
- 114/2001. (VI. 29.) Korm. rendelet a vagyonnyilatkozat tételéről, átadásáról, kezeléséről, az abban foglalt adatok védelméről, valamint a Közszolgálati Ellenőrzési Hivatal szervezetéről, működéséről és az ellenőrzési eljárás lefolytatásáról
- 115/2001. (VI. 29.) Korm. rendelet a fegyveres szervek hivatásos állományú tagjainak szolgálati viszonyáról szóló 1996. évi XLIII. törvény végrehajtásáról szóló 140/1996. (VIII. 31.) Korm. rendelet módosításáról
- 116/2001. (VI. 30.) Korm. rendelet a SAPARD 2000. évi Éves Pénzügyi Megállapodás kihirdetéséről
- 117/2001. (VI. 30.) Korm. rendelet a SAPARD Többéves Pénzügyi Megállapodás kihirdetéséről
- 118/2001. (VI. 30.) Korm. rendelet a munkaerő-kölcsönzési és a magán-munkaközvetítői tevékenység nyilvántartásba vételéről és folytatásának feltételeiről
- 119/2001. (VI. 30.) Korm. rendelet a hallgatói hitelrendszerről és a Diákhitel Központról
- 120/2001. (VI. 30.) Korm. rendelet a levegő védelmével kapcsolatos egyes szabályokról szóló 21/2001. (II. 14.) Korm. rendelet módosításáról

#### Július (121−138)
- 121/2001. (VII. 10.) Korm. rendelet az Egyetemes Postaegyesület XXII. Pekingi Kongresszusán elfogadott Általános Szabályzat, valamint az Egyetemes Postaegyezmény és Zárójegyzőkönyve kihirdetéséről
- 122/2001. (VII. 10.) Korm. rendelet a Nemzeti Információs Infrastruktúra Fejlesztési Program működtetéséről szóló 95/1999. (VI. 23.) Korm. rendelet módosításáról
- 123/2001. (VII. 10.) Korm. rendelet a helyi önkormányzatok címzett és céltámogatási igénybejelentéséhez kapcsolódó megvalósíthatósági tanulmány tartalmáról és értékelésének rendjéről szóló 104/1998. (V. 22.) Korm. rendelet módosításáról
- 124/2001. (VII. 10.) Korm. rendelet a súlyos mozgáskorlátozott személyek közlekedési kedvezményeiről szóló 164/1995. (XII. 27.) Korm. rendelet módosításáról
- 125/2001. (VII. 10.) Korm. rendelet a Nemzeti és Etnikai Kisebbségi Hivatalról
- 126/2001. (VII. 10.) Korm. rendelet az egyes művészeti tevékenységet folytatók öregségi nyugdíjra jogosultságáról szóló 5/1992. (I. 13.) Korm. rendelet módosításáról
- 127/2001. (VII. 11.) Korm. rendelet a Magyar Köztársaság Kormánya és a Szlovén Köztársaság Kormánya között a Magyar Köztársaság és a Szlovén Köztársaság között a közúti és a vasúti határforgalom ellenőrzéséről szóló Egyezménynek a vasúti határforgalomban történő végrehajtásáról szóló, Budapesten, 2000. október 12-én aláírt Megállapodás kihirdetéséről
- 128/2001. (VII. 13.) Korm. rendelet az Egyesült Nemzetek Szervezetének Európai Gazdasági Bizottsága keretében létrejött, az Ipari Balesetek Országhatáron Túli Hatásairól szóló, Helsinkiben, 1992. március 17-én kelt Egyezmény kihirdetéséről
- 129/2001. (VII. 13.) Korm. rendelet a felsőoktatásban a bölcsészettudományi és egyes társadalomtudományi alapképzési szakok képesítési követelményeiről
- 130/2001. (VII. 13.) Korm. rendelet a művészeti felsőoktatás alapképzési szakjainak képesítési követelményeiről szóló 105/1998. (V. 23.) Korm. rendelet módosításáról
- 131/2001. (VII. 13.) Korm. rendelet a zártcélú távközlő hálózatokról szóló 50/1998. (III. 27.) Korm. rendelet módosításáról
- 132/2001. (VII. 18.) Korm. rendelet a Magyar Köztársaság és az Európai Közösségek és azok tagállamai közötti Társulási Tanács 3/2001. számú, a Magyar Köztársaságnak a "Kultúra 2000" programban történő részvétele módozatainak és feltételeinek elfogadásáról szóló határozata kihirdetéséről
- 133/2001. (VII. 20.) Korm. rendelet a fegyveres szervek hivatásos állományú tagjainak szolgálati viszonyáról szóló 1996. évi XLIII. törvény végrehajtásáról szóló 140/1996. (VIII. 31.) Korm. rendelet módosításáról
- 134/2001. (VII. 20.) Korm. rendelet az államháztartás működési rendjéről szóló 217/1998. (XII. 30.) Korm. rendelet módosításáról
- 135/2001. (VII. 20.) Korm. rendelet az áruk, szolgáltatások és anyagi értéket képviselő jogok kiviteléről, illetve behozataláról szóló 112/1990. (XII. 23.) Korm. rendelet egyes rendelkezései alkalmazásának átmeneti felfüggesztéséről
- 136/2001. (VII. 20.) Korm. rendelet a felsőoktatási intézmények karainak felsorolásáról szóló 209/1999. (XII. 26.) Korm. rendelet módosításáról
- 137/2001. (VII. 27.) Korm. rendelet a Magyar Köztársaság Kormánya és a Marokkói Királyság Kormánya között a nemzetközi szervezett bűnözés és a kábítószerek illegális forgalmazása elleni harcban történő együttműködésről szóló, Rabatban, 1999. május 12-én aláírt Megállapodás kihirdetéséről
- 138/2001. (VII. 31.) Korm. rendelet a lakáscélú állami támogatásokról szóló 12/2001. (I. 31.) Korm. rendelet módosításáról

#### Augusztus (139−149)
- 139/2001. (VIII. 2.) Korm. rendelet a Magyar Köztársaság Kormánya és a Szlovák Köztársaság Kormánya között az állampolgárok kölcsönös foglalkoztatása érdekében Pozsonyban, 1999. február 12. napján aláírt Egyezmény módosításáról szóló Pozsonyban, 2001. március 8-án aláírt Jegyzőkönyv kihirdetéséről
- 140/2001. (VIII. 8.) Korm. rendelet egyes kültéri berendezések zajkibocsátási követelményeiről és megfelelőségük tanúsításáról
- 141/2001. (VIII. 8.) Korm. rendelet egyes pénzügyi tárgyú kormányrendeletek módosításáról
- 142/2001. (VIII. 8.) Korm. rendelet a háztartási gépek zajkibocsátási értékeinek feltüntetési kötelezettségéről
- 143/2001. (VIII. 8.) Korm. rendelet a Magyar Köztársaság Kormánya és az Orosz Föderáció Kormánya között a nemzetközi gépjármű-közlekedésről szóló Egyezmény kihirdetéséről
- 144/2001. (VIII. 8.) Korm. rendelet a védett személyek és a kijelölt létesítmények védelméről szóló 160/1996. (XI. 5.) Korm. rendelet módosításáról
- 145/2001. (VIII. 13.) Korm. rendelet a hallgatói hitelrendszerről és a Diákhitel Központról szóló 119/2001. (VI. 30.) Korm. rendelet módosításáról
- 146/2001. (VIII. 13.) Korm. rendelet a műszaki felsőoktatás alapképzési szakjainak képesítési követelményeiről szóló 157/1996. (X. 22.) Korm. rendelet módosításáról
- 147/2001. (VIII. 22.) Korm. rendelet a Postabank Rt. részvényvagyon átcsoportosításáról
- 148/2001. (VIII. 31.) Korm. rendelet a Magyar Köztársaság Kormánya és a Nemzetközi Bűnügyi Rendőrség Szervezete (ICPO-Interpol) között a Nemzetközi Bűnügyi Rendőrség Szervezete Budapesten, 2001. szeptember 23–28-án megtartandó 70. Közgyűlésének megrendezésével kapcsolatban biztosított kiváltságokról és mentességekről szóló, Madridban, 2001. augusztus 6-án aláírt Megállapodás kihirdetéséről
- 149/2001. (VIII. 31.) Korm. rendelet a Hortobágyi Halgazdaság Rt. által bérelt állami tulajdonú ingatlanok vagyonkezelésében történő változásról

#### Szeptember (151−177)
- 150/2001. (IX. 1.) Korm. rendelet a zálogjogra vonatkozó törvényi szabályozás módosításával kapcsolatos további intézkedésekről
- 151/2001. (IX. 1.) Korm. rendelet a Hírközlési Főfelügyeletnek az elektronikus aláírással kapcsolatos feladat- és hatásköréről, valamint eljárásának részletes szabályairól
- 152/2001. (IX. 5.) Korm. rendelet a Magyar Köztársaság Kormánya és a Szlovák Köztársaság Kormánya között a két ország közös államhatárának közelében található műemlékek, természeti értékek megtekinthetőségéről szóló, Budapesten, 2001. április 23-án aláírt Egyezmény kihirdetéséről
- 153/2001. (IX. 5.) Korm. rendelet az olimpiai központokról
- 154/2001. (IX. 5.) Korm. rendelet a sportorvoslás szabályairól és a sportegészségügyi hálózatról
- 155/2001. (IX. 12.) Korm. rendelet a pénzforgalomról és a bankhitelről szóló 39/1984. (XI. 5.) MT rendelet módosításáról
- 156/2001. (IX. 12.) Korm. rendelet a közalkalmazottakról szóló 1992. évi XXXIII. törvény végrehajtásáról a közoktatási intézményekben tárgyú 138/1992. (X. 8.) Korm. rendelet módosításáról
- 157/2001. (IX. 12.) Korm. rendelet a külföldiek magyarországi és a magyarok külföldi felsőfokú tanulmányainak egyes kérdéseiről
- 158/2001. (IX. 12.) Korm. rendelet a Központi Műszaki Fejlesztési Alapprogramról szóló 98/1996. (VII. 10.) Korm. rendelet módosításáról
- 159/2001. (IX. 12.) Korm. rendelet az iskolaszövetkezetekről
- 160/2001. (IX. 12.) Korm. rendelet a Nemzeti Kutatás-nyilvántartási Rendszerről
- 161/2001. (IX. 12.) Korm. rendelet a területi államháztartási hivatalokról szóló 259/2000. (XII. 26.) Korm. rendelet módosításáról
- 162/2001. (IX. 14.) Korm. rendelet a fejlesztési adókedvezményről
- 163/2001. (IX. 14.) Korm. rendelet a vállalkozásoknak nyújtott állami támogatások tilalma alóli mentességek egységes rendjéről
- 164/2001. (IX. 14.) Korm. rendelet a kiemelt főtisztviselői és a központi tisztikar működtetéséről
- 165/2001. (IX. 14.) Korm. rendelet az Egzisztencia Hitelről és Részletfizetési Kedvezményről szóló 28/1991. (II. 21.) Korm. rendelet módosításáról
- 166/2001. (IX. 14.) Korm. rendelet a nemzetközi segélyek, támogatások felhasználásával megvalósuló programok megfigyelő és értékelő rendszerének kialakításáról
- 167/2001. (IX. 14.) Korm. rendelet az építési műszaki ellenőri tevékenységről szóló 158/1997. (IX. 26.) Korm. rendelet módosításáról
- 168/2001. (IX. 14.) Korm. rendelet a sport területén képesítéshez kötött tevékenységek gyakorlásához szükséges képesítések jegyzékéről
- 169/2001. (IX. 14.) Korm. rendelet a lakáscélú állami támogatásokról szóló 12/2001. (I. 31.) Korm. rendelet módosításáról
- 170/2001. (IX. 26.) Korm. rendelet a külföldiek beutazásáról és tartózkodásáról szóló 2001. évi XXXIX. törvény végrehajtásáról
- 171/2001. (IX. 26.) Korm. rendelet a menedékjogról szóló 1997. évi CXXXIX. törvény hatálya alá tartozó külföldiek ellátásáról és támogatásáról szóló 25/1998. (II. 18.) Korm. rendelet módosításáról
- 172/2001. (IX. 26.) Korm. rendelet a menekültügyi eljárás részletes szabályairól és a menedékesek okmányairól
- 173/2001. (IX. 26.) Korm. rendelet a Belügyminisztérium Bevándorlási és Állampolgársági Hivatal létrehozásáról szóló 162/1999. (XI. 19.) Korm. rendelet módosításáról
- 174/2001. (IX. 26.) Korm. rendelet a kötelező egészségbiztosítás ellátásairól szóló 1997. évi LXXXIII. törvény végrehajtásáról rendelkező 217/1997. (XII. 1.) Korm. rendelet módosításáról
- 175/2001. (IX. 26.) Korm. rendelet az előfizetői hurok átengedéséről, az azzal kapcsolatos eljárásokról
- 176/2001. (IX. 26.) Korm. rendelet a külföldi kulturális intézetekről szóló 11/2000. (II. 8.) Korm. rendelet módosításáról
- 177/2001. (IX. 28.) Korm. rendelet a helyi önkormányzatok címzett és céltámogatásának, a céljellegű decentralizált támogatásának igénybejelentési, döntés-előkészítési és elszámolási rendjéről, valamint a Magyar Államkincstár finanszírozási, elszámolási és ellenőrzési feladatairól, továbbá a TÁH feladatairól szóló 9/1998. (I. 23.) Korm. rendelet módosításáról

#### Október (178−210)
- 178/2001. (X. 4.) Korm. rendelet az Európai Uniós előcsatlakozási eszközök támogatásai felhasználásának pénzügyi tervezési, lebonyolítási és ellenőrzési rendjéről szóló 255/2000. (XII. 25.) Korm. rendelet módosításáról
- 179/2001. (X. 4.) Korm. rendelet a Magyar Köztársaság Kormánya és a Kirgiz Köztársaság Kormánya között a vámügyekben történő együttműködésről és kölcsönös segítségnyújtásról szóló Megállapodás kihirdetéséről
- 180/2001. (X. 4.) Korm. rendelet a betétek és takarékbetétek végrehajtásáról
- 181/2001. (X. 4.) Korm. rendelet az országgyűlési egyéni és területi választókerületek megállapításáról szóló 2/1990. (I. 11.) MT rendelet módosításáról
- 182/2001. (X. 4.) Korm. rendelet a járóbeteg-ellátás keretében rendelt gyógyszerek, gyógyászati segédeszközök és gyógyfürdőellátások árához nyújtott támogatások elszámolásáról és folyósításáról szóló 134/1999. (VIII. 31.) Korm. rendelet módosításáról
- 183/2001. (X. 4.) Korm. rendelet a súlyos fogyatékossági támogatás folyósításának szabályairól szóló 141/2000. (VIII. 9.) Korm. rendelet módosításáról
- 184/2001. (X. 11.) Korm. rendelet a gazdálkodó szervezetek 2001. és 2002. évi egyedi termelési támogatásáról szóló 270/2000. (XII. 26.) Korm. rendelet módosításáról
- 185/2001. (X. 11.) Korm. rendelet a megyei (fővárosi) földművelésügyi hivatalról és egyes földművelésügyi szakigazgatási feladatokat megállapító jogszabályok módosításáról szóló 44/1991. (III. 14.) Korm. rendelet egyes rendelkezéseinek, valamint a módosításáról szóló 79/2001. (V. 9.) Korm. rendelet hatályon kívül helyezéséről
- 186/2001. (X. 11.) Korm. rendelet a fogyasztói csoportok szervezésére és működésére vonatkozó részletes szabályokról
- 187/2001. (X. 12.) Korm. rendelet az egészségügyi szolgáltatások Egészségbiztosítási Alapból történő finanszírozásának részletes szabályairól szóló 43/1999. (III. 3.) Korm. rendelet módosításáról
- 188/2001. (X. 17.) Korm. rendelet a nyugellátások és a baleseti járadék 2001. november havi kiegészítő emeléséről
- 189/2001. (X. 17.) Korm. rendelet a nyugdíjszerű rendszeres szociális ellátások 2001. november havi kiegészítő emeléséről
- 190/2001. (X. 18.) Korm. rendelet a Kulturális Örökségvédelmi Hivatal létrehozásáról
- 191/2001. (X. 18.) Korm. rendelet az örökségvédelmi bírságról
- 192/2001. (X. 19.) Korm. rendelet a köztisztviselők képesítési előírásairól szóló 9/1995. (II. 3.) Korm. rendelet módosításáról
- 193/2001. (X. 19.) Korm. rendelet az egységes környezethasználati engedélyezési eljárás részletes szabályairól
- 194/2001. (X. 19.) Korm. rendelet az egyes kormány, illetve minisztertanácsi rendeletek hatályon kívül helyezéséről
- 195/2001. (X. 19.) Korm. rendelet az egészségügyi felsőfokú szakirányú szakképzésben résztvevők számára szervezett központi gyakornoki rendszerről szóló 125/1999. (VIII. 6.) Korm. rendelet módosításáról
- 196/2001. (X. 19.) Korm. rendelet a Nemzeti Kutatási és Fejlesztési Programok lebonyolításának szabályairól szóló 201/2000. (XI. 29.) Korm. rendelet módosításáról
- 197/2001. (X. 19.) Korm. rendelet a lakáscélú állami támogatásokról szóló 12/2001. (I. 31.) Korm. rendelet módosításáról
- 198/2001. (X. 19.) Korm. rendelet a 2002. évre szóló Országos Statisztikai Adatgyűjtési Programról
- 199/2001. (X. 20.) Korm. rendelet a Magyar Köztársaság Kormánya és a Japán Kormány között a Debreceni Csokonai Színház videofelvevő és szerkesztő berendezéssel való ellátása tárgyában történő levélváltás kihirdetéséről
- 200/2001. (X. 20.) Korm. rendelet a Magyar Köztársaság Kormánya és a Szlovák Köztársaság Kormánya között a helyi önkormányzatok és közigazgatási szervek határon átívelő együttműködéséről szóló, Budapesten, 2001. április 23-án aláírt Egyezmény kihirdetéséről
- 201/2001. (X. 25.) Korm. rendelet az ivóvíz minőségi követelményeiről és az ellenőrzés rendjéről
- 202/2001. (X. 26.) Korm. rendelet a Magyar Köztársaság Kormánya és a Brazil Szövetségi Köztársaság Kormánya között Budapesten, 1999. november 9-én létrehozott vízummentességi Megállapodás kihirdetéséről
- 203/2001. (X. 26.) Korm. rendelet a felszíni vizek minősége védelmének egyes szabályairól
- 204/2001. (X. 26.) Korm. rendelet a csatornabírságról
- 205/2001. (X. 26.) Korm. rendelet az egyes vízgazdálkodással összefüggő jogszabályok módosításáról
- 206/2001. (X. 26.) Korm. rendelet az egyes rendszeres szociális ellátásban részesülő személyek 2001. december havi egyszeri juttatásáról
- 207/2001. (X. 30.) Korm. rendelet a lakáscélú állami támogatásokról szóló 12/2001. (I. 31.) Korm. rendelet módosításáról
- 208/2001. (X. 31.) Korm. rendelet a társadalombiztosítási támogatással rendelhető gyógyszerekről és a támogatás összegéről szóló 109/2001. (VI. 21.) Korm. rendelet módosításáról
- 209/2001. (X. 31.) Korm. rendelet az egyes erőszakos bűncselekmények következtében sérelmet szenvedettek állam általi kárenyhítésének szabályairól
- 210/2001. (X. 31.) Korm. rendelet a bírósági ügyintézők által a polgári, gazdasági és munkaügyi ügyszakban ellátható feladatokról

#### November (211−228)
- 211/2001. (XI. 14.) Korm. rendelet az ideiglenes határátkelőhelyek megnyitásának szabályairól, a határátkelőhely területére nem határátlépés céljából történő belépés, tartózkodás, távozás rendjéről, valamint a határterülethez tartozó településekről szóló 184/1997. (X. 28.) Korm. rendelet, az egyes veszélyes árukat szállító közúti járművek útvonalának kijelöléséről szóló 122/1989. (XII. 5.) MT rendelet, valamint az egyes szabálysértésekről szóló 218/1999. (XII. 28.) Korm. rendelet módosításáról
- 212/2001. (XI. 14.) Korm. rendelet a lakáscélú hitelhátralékok terheinek mérséklésével kapcsolatos feladatokról szóló 66/2001. (IV. 20.) Korm. rendelet módosításáról
- 213/2001. (XI. 14.) Korm. rendelet a települési hulladékkal kapcsolatos tevékenységek végzésének feltételeiről
- 214/2001. (XI. 15.) Korm. rendelet a Magyar Köztársaság Kormánya és a Török Köztársaság Kormánya között az állategészségügy területén való együttműködésről szóló egyezmény jóváhagyásáról és kihirdetéséről
- 215/2001. (XI. 17.) Korm. rendelet az agrártámogatások igénybevételének általános feltételeiről
- 216/2001. (XI. 17.) Korm. rendelet a mezőgazdasági termelők agrártámogatás igénybevételével összefüggő adatszolgáltatásáról és nyilvántartásba vételéről szóló 236/1998. (XII. 30.) Korm. rendelet módosításáról
- 217/2001. (XI. 20.) Korm. rendelet a közalkalmazottak jogállásáról szóló 1992. évi XXXIII. törvény egészségügyi ágazatban történő végrehajtásáról szóló 233/2000. (XII. 23.) Korm. rendelet módosításáról
- 218/2001. (XI. 20.) Korm. rendelet a közalkalmazottak jogállásáról szóló 1992. évi XXXIII. törvénynek a szociális, valamint a gyermekjóléti és gyermekvédelmi ágazatban történő végrehajtásáról szóló 257/2000. (XII. 26.) Korm. rendelet módosításáról
- 219/2001. (XI. 20.) Korm. rendelet az államháztartás működési rendjéről szóló 217/1998. (XII. 30.) Korm. rendelet módosításáról
- 220/2001. (XI. 21.) Korm. rendelet a külföldön nyilvántartásba vett adóalany számára adható általános forgalmiadó-visszatérítésről szóló 2/1993. (I. 13.) Korm. rendelet, valamint a diplomáciai és konzuli képviseletek és azok tagjai, valamint az ezekkel egy tekintet alá eső nemzetközi szervezetek és azok tagjai számára adható általános forgalmiadó- és jövedékiadó-visszatérítésről szóló 237/1997. (XII. 18.) Korm. rendelet módosításáról
- 221/2001. (XI. 21.) Korm. rendelet a külföldi utas számára adható általános forgalmiadó-visszatérítésről
- 222/2001. (XI. 21.) Korm. rendelet a Határon Túli Magyarok Hivataláról szóló 90/1992. (V. 29.) Korm. rendelet módosításáról
- 223/2001. (XI. 21.) Korm. rendelet a közszféra 2001. évi egyösszegű keresetkiegészítéséről
- 224/2001. (XI. 21.) Korm. rendelet a kötelező legkisebb munkabér (minimálbér) megállapításáról
- 225/2001. (XI. 22.) Korm. rendelet a lakáscélú állami támogatásokról szóló 12/2001. (I. 31.) Korm. rendelet módosításáról
- 226/2001. (XI. 22.) Korm. rendelet a szociális ágazatban foglalkoztatottak megemelt munkahelyi pótlékának igényléséről és 2001. évre történő kifizetéséről
- 227/2001. (XI. 30.) Korm. rendelet a zártcélú távközlő hálózatokról szóló 50/1998. (III. 27.) Korm. rendelet módosításáról
- 228/2001. (XI. 30.) Korm. rendelet a kötelező egészségbiztosítás ellátásairól szóló 1997. évi LXXXIII. törvény végrehajtásáról rendelkező 217/1997. (XII. 1.) Korm. rendelet módosításáról

#### December (229−326)
- 229/2001. (XII. 5.) Korm. rendelet a háziorvosok, házi gyermekorvosok és fogorvosi alapellátási vállalkozások támogatásáról
- 230/2001. (XII. 10.) Korm. rendelet a nyugellátások és a baleseti járadék emeléséről
- 231/2001. (XII. 10.) Korm. rendelet a nyugdíjszerű rendszeres szociális ellátások emeléséről
- 232/2001. (XII. 10.) Korm. rendelet a pénzforgalomról, a pénzforgalmi szolgáltatásokról és az elektronikus fizetési eszközökről
- 233/2001. (XII. 10.) Korm. rendelet a közszolgálati jogviszonnyal összefüggő adatkezelésre és a közszolgálati nyilvántartásra vonatkozó szabályokról
- 234/2001. (XII. 10.) Korm. rendelet a köztisztviselők továbbképzéséről és a közigazgatási vezetőképzésről szóló 199/1998. (XII. 4.) Korm. rendelet módosításáról
- 235/2001. (XII. 10.) Korm. rendelet a közigazgatási szakvizsgáról szóló 35/1998. (II. 27.) Korm. rendelet módosításáról
- 236/2001. (XII. 10.) Korm. rendelet a Magyar Nemzeti Bank éves beszámoló készítési és könyvvezetési kötelezettségének sajátosságairól szóló 221/2000. (XII. 19.) Korm. rendelet módosításáról
- 237/2001. (XII. 10.) Korm. rendelet a nemzeti gyászról
- 238/2001. (XII. 10.) Korm. rendelet az oktatási miniszter feladat- és hatásköréről szóló 162/1998. (IX. 30.) Korm. rendelet módosításáról
- 239/2001. (XII. 10.) Korm. rendelet a Magyar Köztársaság Kiváló Művésze, a Magyar Köztársaság Érdemes Művésze, a Magyar Köztársaság Babérkoszorúja díj alapításáról szóló 99/1996. (VII. 10.) Korm. rendelet módosításáról
- 240/2001. (XII. 10.) Korm. rendelet a műszaki felsőoktatás alapképzési szakjainak képesítési követelményeiről szóló 157/1996. (X. 22.) Korm. rendelet módosításáról
- 241/2001. (XII. 10.) Korm. rendelet a jegyző hulladékgazdálkodási feladat- és hatásköréről
- 242/2001. (XII. 10.) Korm. rendelet a közforgalmú személyszállítási utazási kedvezményekről szóló 287/1997. (XII. 29.) Korm. rendelet módosításáról
- 243/2001. (XII. 11.) Korm. rendelet a vámjogról, a vámeljárásról, valamint a vámigazgatásról szóló 1995. évi C. törvény végrehajtásáról szóló 45/1996. (III. 25.) Korm. rendelet módosításáról
- 244/2001. (XII. 14.) Korm. rendelet a Hűség Napjáról
- 245/2001. (XII. 15.) Korm. rendelet a Magyar Köztársaság Kormánya és Románia Kormánya között a szakmai gyakornokok cseréjéről szóló, Budapesten, 2000. május 9. napján aláírt Egyezmény jóváhagyásáról és kihirdetéséről
- 246/2001. (XII. 15.) Korm. rendelet a Magyar Köztársaság Kormánya és Románia Kormánya között a szezonális munkavállalók foglalkoztatásáról szóló, Budapesten, 2000. május hó 9. napján aláírt Egyezmény jóváhagyásáról és kihirdetéséről
- 247/2001. (XII. 15.) Korm. rendelet a helyi önkormányzatok címzett és céltámogatásának, a céljellegű decentralizált támogatásának igénybejelentési, döntés-előkészítési és elszámolási rendjéről, valamint a Magyar Államkincstár finanszírozási, elszámolási és ellenőrzési feladatairól, továbbá a TÁKISZ feladatairól szóló 9/1998. (I. 23.) Korm. rendelet módosításáról
- 248/2001. (XII. 18.) Korm. rendelet a Hírközlési Felügyeletről és a Hírközlési Felügyelet szervei által kiszabható bírságokról
- 249/2001. (XII. 18.) Korm. rendelet a távközlési előfizetői szerződésekről
- 250/2001. (XII. 18.) Korm. rendelet a szolgáltatóválasztás bevezetésének és alkalmazásának feltételeiről
- 251/2001. (XII. 18.) Korm. rendelet egyes távközlő hálózati szerződésekről és azok megkötéséről
- 252/2001. (XII. 18.) Korm. rendelet a távközlési szolgáltatások nyújtásának bejelentéséről
- 253/2001. (XII. 18.) Korm. rendelet a hírközlési szolgáltató adatkezelésének különös feltételeiről, a hírközlési szolgáltatások adatbiztonságáról, valamint az azonosítókijelzés és hívásátirányítás szabályairól
- 254/2001. (XII. 18.) Korm. rendelet a postai szolgáltatások ellátásáról
- 255/2001. (XII. 18.) Korm. rendelet a távirat-szolgáltatás ellátásának részletes szabályairól
- 256/2001. (XII. 18.) Korm. rendelet a nemzetközi fizetési forgalom jogcímeiről
- 257/2001. (XII. 19.) Korm. rendelet az egészségügyi szolgáltatások Egészségbiztosítási Alapból történő finanszírozásának részletes szabályairól szóló 43/1999. (III. 3.) Korm. rendelet módosításáról
- 258/2001. (XII. 19.) Korm. rendelet a pénztárak központi nyilvántartásával összefüggő egyes feladatokról, a pénztáraknak, valamint a foglalkoztatóknak a pénztártagokra vonatkozó adatszolgáltatási kötelezettségéről szóló 172/1997. (X. 6.) Korm. rendelet módosításáról
- 259/2001. (XII. 19.) Korm. rendelet a társadalombiztosítás ellátásaira és a magánnyugdíjra jogosultakról, valamint e szolgáltatások fedezetéről szóló 1997. évi LXXX. törvény végrehajtására kiadott 195/1997. (XI. 5.) Korm. rendelet módosításáról
- 260/2001. (XII. 19.) Korm. rendelet az egységes közlekedési hatósági szervezet feladat- és hatásköréről szóló 231/1997. (XII. 12.) Korm. rendelet módosításáról
- 261/2001. (XII. 19.) Korm. rendelet a légiközlekedésről szóló 1995. évi XCVII. törvény végrehajtásáról szóló 141/1995. (XI. 30.) Korm. rendelet módosításáról
- 262/2001. (XII. 21.) Korm. rendelet a gyámhatóságokról, valamint a gyermekvédelmi és gyámügyi eljárásról szóló 149/1997. (IX. 10.) Korm. rendelet módosításáról, valamint a gyámügyi, szociális, építésügyi és okmányirodai igazgatási körzeteket érintő egyes kormányrendeletek módosításáról
- 263/2001. (XII. 21.) Korm. rendelet az Európai Közösségek tagállamai közötti adóbehajtási jogsegély részletes szabályairól
- 264/2001. (XII. 21.) Korm. rendelet az áruk, szolgáltatások és anyagi értéket képviselő jogok kiviteléről, illetőleg behozataláról szóló 112/1990. (XII. 23.) Korm. rendelet módosításáról
- 265/2001. (XII. 21.) Korm. rendelet az utazásszervező és -közvetítő tevékenységről szóló 213/1996. (XII. 23.) Korm. rendelet módosításáról
- 266/2001. (XII. 21.) Korm. rendelet a Magyar Formatervezési Tanácsról
- 267/2001. (XII. 21.) Korm. rendelet a számviteli törvény szerinti egyes egyéb szervezetek beszámoló készítési és könyvvezetési kötelezettségének sajátosságairól szóló 224/2000. (XII. 19.) Korm. rendelet módosításáról
- 268/2001. (XII. 21.) Korm. rendelet a külföldi kulturális intézetekről szóló 11/2000. (II. 8.) Korm. rendelet módosításáról
- 269/2001. (XII. 21.) Korm. rendelet a társadalombiztosítási nyugellátásról szóló 1997. évi LXXXI. törvény végrehajtásáról rendelkező 168/1997. (X. 6.) Korm. rendelet módosításáról
- 270/2001. (XII. 21.) Korm. rendelet a Balassi Bálint Intézet létrehozásával érintett kormányrendeletek módosításáról
- 271/2001. (XII. 21.) Korm. rendelet a hulladékgazdálkodási bírság mértékéről, valamint kiszabásának és megállapításának módjáról
- 272/2001. (XII. 21.) Korm. rendelet a kábítószerek és pszichotróp anyagok tiltott előállításához, gyártásához is használt vegyi anyagokkal végezhető egyes tevékenységek szabályozásáról
- 273/2001. (XII. 21.) Korm. rendelet a természetes fürdővizek minőségi követelményeiről, valamint a természetes fürdőhelyek kijelöléséről és üzemeltetéséről
- 274/2001. (XII. 21.) Korm. rendelet a társadalombiztosítási támogatással rendelhető gyógyászati segédeszközökről és a támogatás összegéről szóló 48/2000. (IV. 13.) Korm. rendelet módosításáról
- 275/2001. (XII. 21.) Korm. rendelet a honvédelemről szóló 1993. évi CX. törvény végrehajtásáról szóló 178/1993. (XII. 27.) Korm. rendelet módosításáról
- 276/2001. (XII. 22.) Korm. rendelet a gazdálkodó szervezetek 2001. és 2002. évi egyedi termelési támogatásáról szóló 270/2000. (XII. 26.) Korm. rendelet módosításáról
- 277/2001. (XII. 22.) Korm. rendelet a közúti közlekedési szolgáltatásokról és a közúti járművek üzemben tartásáról szóló 89/1988. (XII. 20.) MT rendelet módosításáról
- 278/2001. (XII. 23.) Korm. rendelet a gazdálkodó szervezetek 2001. és 2002. évi egyedi termelési támogatásáról szóló 270/2000. (XII. 26.) Korm. rendelet módosításáról [1]
- 279/2001. (XII. 23.) Korm. rendelet a nem polgári célú frekvenciagazdálkodás feladatait ellátó hatóság szervezetéről, valamint a nem polgári célú frekvenciagazdálkodás rendjéről [1]
- 280/2001. (XII. 26.) Korm. rendelet az államháztartás működési rendjéről szóló 217/1998. (XII. 30.) Korm. rendelet módosításáról
- 281/2001. (XII. 26.) Korm. rendelet az önkéntes kölcsönös nyugdíjpénztárak befektetési és gazdálkodási szabályairól
- 282/2001. (XII. 26.) Korm. rendelet a magánnyugdíjpénztárak befektetési és gazdálkodási tevékenységéről
- 283/2001. (XII. 26.) Korm. rendelet a befektetési és az árutőzsdei szolgáltatási tevékenység, az értékpapír letéti őrzés, az értékpapír letétkezelés, valamint az elszámolóházi tevékenység végzéséhez szükséges személyi, tárgyi, technikai és biztonsági feltételekről
- 284/2001. (XII. 26.) Korm. rendelet a dematerializált értékpapír előállításának és továbbításának módjáról és biztonsági szabályairól, valamint az értékpapírszámla, központi értékpapírszámla és az ügyfélszámla megnyitásának és vezetésének szabályairól
- 285/2001. (XII. 26.) Korm. rendelet a kötvényről
- 286/2001. (XII. 26.) Korm. rendelet a kincstárjegyről
- 287/2001. (XII. 26.) Korm. rendelet a letéti jegyről
- 288/2001. (XII. 26.) Korm. rendelet a betétbiztosítási alapok és intézményvédelmi alapok, valamint a befektető-védelmi alap éves beszámoló készítési és könyvvezetési kötelezettségének sajátosságairól szóló 214/2000. (XII. 11.) Korm. rendelet módosításáról
- 289/2001. (XII. 26.) Korm. rendelet a befektetési alapok éves beszámoló készítési és könyvvezetési kötelezettségének sajátosságairól szóló 215/2000. (XII. 11.) Korm. rendelet módosításáról
- 290/2001. (XII. 26.) Korm. rendelet az árutőzsde, az értékpapírtőzsde és az elszámolóházak éves beszámoló készítési és könyvvezetési kötelezettségének sajátosságairól szóló 220/2000. (XII. 19.) Korm. rendelet módosításáról
- 291/2001. (XII. 26.) Korm. rendelet a hitelintézetek és a pénzügyi vállalkozások éves beszámoló készítési és könyvvezetési kötelezettségének sajátosságairól szóló 250/2000. (XII. 24.) Korm. rendelet módosításáról
- 292/2001. (XII. 26.) Korm. rendelet a befektetési vállalkozások éves beszámoló készítési és könyvvezetési kötelezettségének sajátosságairól szóló 251/2000. (XII. 24.) Korm. rendelet módosításáról
- 293/2001. (XII. 26.) Korm. rendelet a pénztárakat érintő számviteli kormányrendeletek módosításáról
- 294/2001. (XII. 26.) Korm. rendelet a mérésügyről szóló 1991. évi XLV. törvény végrehajtásáról rendelkező 127/1991. (X. 9.) Korm. rendelet módosításáról
- 295/2001. (XII. 27.) Korm. rendelet az államháztartás szervezetei beszámolási és könyvvezetési kötelezettségének sajátosságairól szóló 249/2000. (XII. 24.) Korm. rendelet módosításáról
- 296/2001. (XII. 27.) Korm. rendelet az Államháztartási Hivatal beszámolási és könyvvezetési kötelezettségének sajátosságairól szóló 253/2000. (XII. 24.) Korm. rendelet módosításáról
- 297/2001. (XII. 27.) Korm. rendelet a pénzváltási tevékenységről
- 298/2001. (XII. 27.) Korm. rendelet a devizakorlátozások megszüntetése kapcsán szükséges jogszabály-módosításokról
- 299/2001. (XII. 27.) Korm. rendelet a pénzmosás megelőzéséről és megakadályozásáról szóló 1994. évi XXIV. törvény végrehajtásáról
- 300/2001. (XII. 27.) Korm. rendelet az idegennyelv-tudást igazoló államilag elismert nyelvvizsgáztatás rendjéről és a nyelvvizsga-bizonyítványokról szóló 71/1998. (IV. 8.) Korm. rendelet módosításáról
- 301/2001. (XII. 27.) Korm. rendelet a közalkalmazottak jogállásáról szóló 1992. évi XXXIII. törvénynek a központi költségvetési szervként működő kutató- és kutatást kiegészítő intézeteknél és kutatókat foglalkoztató egyes intézményeknél történő végrehajtásáról szóló, többször módosított 49/1993. (III. 26.) Korm. rendelet módosításáról
- 302/2001. (XII. 27.) Korm. rendelet a közalkalmazottak jogállásáról szóló 1992. évi XXXIII. törvény egészségügyi ágazatban történő végrehajtásáról szóló 233/2000. (XII. 23.) Korm. rendelet módosításáról
- 303/2001. (XII. 27.) Korm. rendelet a Magyarországra belépő osztrák tehergépjárművek gépjárműadójáról
- 304/2001. (XII. 27.) Korm. rendelet a honvédelmi miniszter által honvédelmi célra feleslegesnek minősített és az Állami Privatizációs és Vagyonkezelő Rt. részére átadott haditechnikai eszközök és készletek vagyonkezelésére és belföldi értékesítésére vonatkozó eljárási szabályokról
- 305/2001. (XII. 27.) Korm. rendelet a határátkelőhely megnyitásának, megszüntetésének, a működtetés rendjének és feltételeinek szabályairól
- 306/2001. (XII. 27.) Korm. rendelet a Magyar Köztársaság Kormánya és a Cseh Köztársaság Kormánya között a nemzetközi kombinált árufuvarozásról szóló Egyezmény kihirdetéséről
- 307/2001. (XII. 27.) Korm. rendelet a Magyar Köztársaság és az Európai Közösségek és azok tagállamai közötti Társulási Tanács 4/2001. számú, a Magyar Köztársaságnak a közösségi programokban történő részvétele módozatainak és feltételeinek elfogadásáról szóló kerethatározata kihirdetéséről
- 308/2001. (XII. 28.) Korm. rendelet a járóbeteg-ellátás keretében rendelt gyógyszerek, gyógyászati segédeszközök és gyógyfürdőellátások árához nyújtott támogatások elszámolásáról és folyósításáról szóló 134/1999. (VIII. 31.) Korm. rendelet módosításáról
- 309/2001. (XII. 28.) Korm. rendelet a társadalombiztosítási támogatással rendelhető gyógyszerekről és a támogatás összegéről szóló 109/2001. (VI. 21.) Korm. rendelet módosításáról
- 310/2001. (XII. 28.) Korm. rendelet az Európai Uniós előcsatlakozási eszközök támogatásai felhasználásának pénzügyi tervezési, lebonyolítási és ellenőrzési rendjéről szóló 255/2000. (XII. 25.) Korm. rendelet módosításáról
- 311/2001. (XII. 28.) Korm. rendelet a Magyar Export-Import Bank Részvénytársaság kamatkiegyenlítési rendszeréről szóló 85/1998. (V. 6.) Korm. rendelet módosításáról
- 312/2001. (XII. 28.) Korm. rendelet a Magyar Exporthitel Biztosító Részvénytársaság által a központi költségvetés terhére, a Kormány készfizető kezessége mellett vállalható nem piacképes kockázatú biztosítások feltételeiről
- 313/2001. (XII. 28.) Korm. rendelet a veszélyes anyagokkal kapcsolatos súlyos balesetek elleni védekezésről szóló 2/2001. (I. 17.) Korm. rendelet módosításáról és hatályba léptetéséről, valamint a települések polgári védelmi besorolásának szabályairól és a védelmi követelményekről szóló 114/1995. (IX. 27.) Korm. rendelet módosításáról
- 314/2001. (XII. 28.) Korm. rendelet az egyes, tartós időtartamú szabadságelvonást elszenvedettek részére járó juttatásról szóló 267/2000. (XII. 26.) Korm. rendelet módosításáról
- 315/2001. (XII. 28.) Korm. rendelet a felsőoktatási intézmények karainak felsorolásáról szóló 209/1999. (XII. 26.) Korm. rendelet módosításáról
- 316/2001. (XII. 28.) Korm. rendelet a posztdoktorként való foglalkoztatásról és a Bolyai János Kutatási Ösztöndíjról szóló 156/1997. (IX. 19.) Korm. rendelet módosításáról
- 317/2001. (XII. 29.) Korm. rendelet a családi gazdálkodók és más mezőgazdasági kis- és középüzemek kedvezményes hitelezéséhez kapcsolódó kamattámogatásról és állami kezességvállalásról
- 318/2001. (XII. 29.) Korm. rendelet a magyar igazolvány és a magyar hozzátartozói igazolvány kiadásával kapcsolatos eljárásról
- 319/2001. (XII. 29.) Korm. rendelet a szomszédos államokban élő magyarokról szóló 2001. évi LXII. törvény hatálya alá tartozó személyek diákkedvezményeiről
- 320/2001. (XII. 29.) Korm. rendelet az állami sportinformációs rendszerről
- 321/2001. (XII. 29.) Korm. rendelet az Európai Uniós előcsatlakozási eszközök támogatásai felhasználásának pénzügyi tervezési, lebonyolítási és ellenőrzési rendjéről szóló 255/2000. (XII. 25.) Korm. rendelet módosításáról
- 322/2001. (XII. 29.) Korm. rendelet az Államháztartási Hivatalról és a területi államháztartási hivatalok átszervezéséről
- 323/2001. (XII. 29.) Korm. rendelet a pénzügyminiszter feladat- és hatásköréről szóló 50/1990. (IX. 15.) Korm. rendelet, a belügyminiszter feladat- és hatásköréről szóló 147/1994. (XI. 17.) Korm. rendelet, valamint a Miniszterelnöki Hivatal közigazgatás- és területpolitikai feladat- és hatásköréről szóló 183/1998. (XI. 11.) Korm. rendelet módosításáról
- 324/2001. (XII. 29.) Korm. rendelet a Magyar Köztársaság Kormánya és a Szlovák Köztársaság Kormánya között, a két ország közös államhatárán, Esztergom és Párkány (Štúrovo) városok közötti közúti Duna-híd újjáépítéséről és a kapcsolódó létesítmények megépítéséről szóló, Esztergomban-Párkányban, 1999. szeptember 16-án aláírt Egyezmény módosításáról
- 325/2001. (XII. 29.) Korm. rendelet a fogyasztói csoportok szervezésére és működésére vonatkozó részletes szabályokról szóló 186/2001. (X. 11.) Korm. rendelet módosításáról
- 326/2001. (XII. 30.) Korm. rendelet a családi gazdaságok létrehozásáról, nyilvántartásba vételéről, működtetéséről, valamint kiemelt támogatásukról

### Egyéb fontosabb jogszabályok

#### Miniszterelnöki rendeletek
- 2/2001. (VIII. 14.) ME rendelet A Magyar Corvin-lánc kitüntetés alapításáról és alapszabályáról

#### Miniszteri rendeletek

##### Január
- 1/2001. (I. 5.) GM rendelet A Gazdasági Minisztérium vállalkozási célelőirányzatainak szabályozásáról
- 1/2001. (I. 5.) HM rendelet A hivatásos és hadköteles katonák, a honvédségi közalkalmazottak egyes költségtérítéseiről
- 1/2001. (I. 5.) PM-BM együttes rendelet A helyi önkormányzatokat 1999. évben megillető normatív állami hozzájárulásokról, egyes közoktatási feladatok kiegészítő állami támogatásáról, hivatásos tűzoltósági támogatásról, személyi jövedelemadóról, a helyi önkormányzatok bevételeinek aránytalanságát mérséklő kiegészítésről, illetve beszámításról, továbbá a helyi önkormányzati céltartalékról szóló 1/1999. (I. 29.) PM-BM együttes rendelet végrehajtásáról
- 1/2001. (I. 10.) FVM rendelet A földhivatalokról szóló 62/1999. (VII. 21.) FVM rendelet módosításáról
- 2/2001. (I. 10.) FVM rendelet Az építészeti-műszaki tervezési jogosultság részletes szabályairól szóló 32/1997. (XI. 19.) KTM rendelet módosításáról
- 3/2001. (I. 10.) FVM rendelet Az erdőről és az erdő védelméről szóló 1996. évi LIV. törvény végrehajtásának szabályairól szóló 29/1997. (IV. 30.) FM rendelet módosításáról
- 1/2001. (I. 10.) KöViM rendelet A közúti járművek műszaki megvizsgálásáról szóló 5/1990. (IV.12.) KöHÉM rendelet módosításáról
- 2/2001. (I. 10.) KöViM rendelet A közúti járművezetők képzéséről, vizsgáztatásáról és szakképesítéséről szóló 20/1992. (VI. 21.) KHVM rendelet módosításáról
- 1/2001. (I. 10.) TNM rendelet A polgári nemzetbiztonsági szolgálatokat irányító tárca nélküli miniszter irányítása alá tartozó szervek katasztrófák elleni védekezésének irányításáról és feladatairól
- 2/2001. (I. 12.) HM rendelet A hivatásos, szerződéses és hadköteles katonák térítésmentes és kedvezményes természetbeni ellátásáról szóló 2/1998. (II. 4.) HM rendelet módosításáról
- 2/2001. (I. 12.) PM rendelet A költségvetési viszontgarancia vállalásának és érvényesítésének részletes szabályairól szóló 48/1997. (XII. 31.) PM rendelet módosításáról
- 4/2001. (I. 15.) FVM-GM-EüM-PM együttes rendelet Az egyes élelmiszer-ellenőrzési igazgatási szolgáltatásokért fizetendő díjakról, valamint a díjak és a minőségvédelmi bírság megfizetésének és felhasználásának módjáról szóló 55/1997. (VIII. 14.) FM-IKIM-NM-PM együttes rendelet módosításáról
- 1/2001. (I. 16.) BM-IM-PM együttes rendelet Az ujj- és tenyérnyomatvétel, a fényképkészítés, valamint a DNS-mintavétel szabályairól szóló 8/2000. (II. 16.) BM-IM-PM együttes rendelet módosításáról
- 5/2001. (I. 16.) FVM rendelet A növényvédelmi tevékenységről
- 6/2001. (I. 16.) FVM rendelet A növényvédő szerek forgalomba hozatalának és felhasználásának engedélyezéséről, valamint a növényvédő szerek csomagolásáról, tárolásáról és szállításáról
- 2/2001. (I. 16.) GM rendelet Az egyes nemzeti szabványok kötelező alkalmazásáról szóló 30/1994. (XI. 8.) IKM rendelet módosításáról
- 1/2001. (I. 16.) OM rendelet a szakmai vizsgadíj és a vizsgáztatási díjak kereteiről
- 7/2001. (I. 17.) FVM rendelet A növényegészségügyi feladatok végrehajtásának részletes szabályairól
- 2/2001. (I. 19.) BM rendelet A fegyveres biztonsági őrség Működési és Szolgálati Szabályzatának kiadásáról szóló 27/1998. (VI. 10.) BM rendelet módosításáról
- 3/2001. (I. 19.) BM rendelet Az egyes elismerések adományozására jogosultak köréről, az elismerésben részesítés feltételeiről és rendjéről szóló 21/1997. (III. 19.) BM rendelet módosításáról
- 1/2001. (I. 19.) NKÖM rendelet Egyes ingatlanok műemlékké nyilvánításáról
- 3/2001. (I. 24.) HM rendelet A Magyar Honvédség személyi állománya illetményéről és illetményjellegű juttatásairól szóló 4/1997. (II. 12.) HM rendelet módosításáról
- 1/2001. (I. 24.) KöM rendelet A hulladékok jegyzékéről
- 2/2001. (I. 24.) OM rendelet Az egészségfejlesztés szakirányú továbbképzési szak képesítési követelményeiről
- 3/2001. (I. 24.) OM rendelet Az epidemiológia szakirányú továbbképzési szak képesítési követelményeiről
- 8/2001. (I. 26.) FVM rendelet A termésnövelő anyagok engedélyezéséről, tárolásáról, forgalmazásáról és felhasználásáról
- 1/2001. (I. 26.) MeHVM rendelet A közcélú távbeszélő szolgáltatások igénybevételének díjáról
- 4/2001. (I. 26.) OM rendelet Egyes oktatási jogszabályok módosításáról
- 3/2001. (I. 30.) PM-BM együttes rendeletA helyi önkormányzatokat 2001. és 2002. évben megillető normatív állami hozzájárulásokról, normatív, kötött felhasználású támogatásokról, személyi jövedelemadóról, valamint a helyi önkormányzatok bevételeinek aránytalanságát mérsékelő kiegészítésről, illetve beszámításról
- 3/2001. (I. 31.) KöViM rendelet A közutakon végzett munkák elkorlátozási és forgalom-biztonsági követelményeiről
- 4/2001. (I. 31.) KöViM rendelet A közúti jelzőtáblák méreteiről és műszaki követelményeiről
- 2/2001. (I. 31.) MeHVM rendelet A frekvenciagazdálkodás egyes hatósági eljárásairól
- 3/2001. (I. 31.) MeHVM rendelet A rádióberendezésekről és a távközlő végberendezésekről, valamint megfelelőségük elismeréséről
- 2/2001. (I. 31.) NKÖM rendelet A helyi önkormányzatok színházi támogatásáról
- 3/2001. (I. 31.) NKÖM rendelet A szakmai követelményekről szóló 16/1994. (VII. 8.) MKM rendelet módosításáról

##### Február
- 9/2001. (II. 1.) FVM rendelet A takarmányok hatósági vizsgálataiért fizetendő díjakról szóló 26/1997. (IV. 18.) FM rendelet módosításáról
- 3/2001. (II. 1.) GM rendelet A gazdasági miniszter felügyelete alá tartozó szervezetek fontos és bizalmas munkaköreinek és a biztonsági ellenőrzés szintjének megállapításáról
- 1/2001. (II. 1.) KüM-PM együttes rendelet A Kereskedelmi Vámtarifa kihirdetéséről szóló 7/2000. (XII. 18.) KüM-PM együttes rendelet módosításáról
- 2/2001. (II. 1.) KüM-PM együttes rendelet A Magyar Köztársasággal szabadkereskedelmi megállapodást kötött országokból származó egyes árukra vonatkozó kedvezményes vámkontingensekről szóló 10/2000. (XII. 18.) KüM-PM együttes rendelet módosításáról
- 4/2001. (II. 1.) MeHVM rendelet A rádió és televízió műsorszórás legmagasabb díjairól szóló 9/1998. (IV. 3.) KHVM rendelet módosításáról
- 4/2001. (II. 6.) BM rendelet A közalkalmazottak jogállásáról szóló 1992. évi XXXIII. törvénynek a belügyminiszter ágazati irányítása alá tartozó szerveknél történő végrehajtásáról szóló 62/1997. (XI. 7.) BM rendelet módosításáról
- 5/2001. (II. 6.) KöViM rendelet A légiközlekedési szakszemélyzet szakszolgálati engedélyeiről
- 5/2001. (II. 6.) MeHVM rendelet A 3,5 GHz-es sávú frekvenciahasználat feltételeinek megállapításáról
- 10/2001. (II. 9.) FVM rendelet A területi főépítészekről szóló 21/1992. (XII. 4.) KTM rendelet módosításáról
- 4/2001. (II. 9.) HM rendelet A hadköteles katonák kártérítési felelősségének egyes szabályairól szóló 9/1997. (III. 19.) HM rendelet módosításáról
- 1/2001. (II. 9.) IM rendelet A közjegyzői állások számáról és a közjegyzők székhelyéről szóló 15/1991. (XI. 26.) IM rendelet módosításáról
- 2/2001. (II. 9.) IM rendelet A közjegyzői díjszabásról szóló 14/1991. (XI. 26.) IM rendelet módosításáról
- 2/2001. (II. 9.) KöM rendelet Az Aggteleki Nemzeti Park bővítéséről
- 6/2001. (II. 12.) KöViM rendelet A számítógépes helyfoglalási rendszerek működtetésének szabályairól
- 1/2001. (II. 14.) EüM rendelet A szakorvosi szakképesítés megszerzésével kapcsolatos egészségügyi miniszteri rendeletek módosításáról
- 11/2001. (II. 14.) FVM rendelet A takarmánykukorica exportjának tilalmáról szóló 89/2000. (XI. 10.) FVM rendelet hatályon kívül helyezéséről
- 7/2001. (II. 14.) KöViM rendelet A polgári légiközlekedésre vonatkozó műszaki követelményekről és adminisztratív eljárásokról
- 8/2001. (II. 14.) KöViM-BM együttes rendelet A közúti járművek forgalomba helyezésével és forgalomban tartásával, valamint környezetvédelmi felülvizsgálatával és ellenőrzésével kapcsolatos egyes díjakról szóló 11/1998. (IV. 17.) KHVM-BM együttes rendelet módosításáról
- 9/2001. (II. 14.) KöViM rendelet A közlekedési (közúti, vasúti, hajózási) építmények és vízilétesítmények építésfelügyeleti szerveinek az építési műszaki ellenőri, felelős műszaki vezetői névjegyzékek vezetésével kapcsolatos hatósági feladatairól, valamint a hatósági eljárásokért fizetendő igazgatási szolgáltatási díjakról
- 6/2001. (II. 14.) MeHVM rendelet A fontos és bizalmas munkakörökről, valamint a biztonsági ellenőrzés szintjéről
- 12/2001. (II. 15.) FVM rendelet A SAPARD Hivatal létesítéséről
- 4/2001. (II. 15.) NKÖM rendelet A helyi önkormányzatok részére a hivatásos önkormányzati zenekarok és énekkarok fenntartására adható támogatások igénybevételének rendjéről
- 2/2001. (II. 16.) EüM rendelet A gyógyszerek rendeléséről és kiadásáról szóló 3/1995. (II. 8.) NM rendelet módosításáról
- 5/2001. (II. 16.) OM rendelet Az élelmiszer-ipari menedzsment szakirányú továbbképzési szak képesítési követelményeiről
- 4/2001. (II. 16.) PM rendelet A bírói engedélyhez kötött különleges eszközök és módszerek engedélyezésével, igénybevételével kapcsolatos szabályokról szóló 11/1999. (V. 12.) PM rendelet módosításáról
- 3/2001. (II. 20.) EüM rendelet A közalkalmazottak által betölthető egyes munkakörök közalkalmazotti osztályba sorolásáról
- 4/2001. (II. 20.) EüM-IM együttes rendelet Az egészségügyi közvetítői eljárással kapcsolatos egyes kérdésekről
- 5/2001. (II. 20.) PM rendelet Az adónyomozói intézkedések és a kényszerítő eszközök alkalmazásának részletes eljárási szabályairól, valamint az adónyomozói magatartás szabályairól
- 5/2001. (II. 22.) EüM rendelet A népjóléti ágazatba tartozó egyes államigazgatási eljárásokért és igazgatási jellegű szolgáltatásokért fizetendő díjakról szóló 50/1996. (XII. 27.) NM rendelet módosításáról
- 6/2001. (II. 22.) PM rendelet A többes biztosítási ügynöki jelentés szabályairól
- 7/2001. (II. 22.) PM rendelet A biztosítóintézetek aktuáriusi jelentésének tartalmi követelményeiről
- 8/2001. (II. 22.) PM rendelet A biztosítástechnikai tartalékok tartalmáról, képzésének és felhasználásának rendjéről
- 9/2001. (II. 22.) PM rendelet A biztosítóintézetek belső adatszolgáltatásának rendjéről és tartalmáról szóló 10/1999. (IV. 16.) PM rendelet módosításáról
- 13/2001. (II. 23.) FVM-PM együttes rendelet A mezei őrszolgálat megalakításához, fenntartásához nyújtandó 2001-2002. évi állami hozzájárulás igénybevételének rendjéről és feltételeiről
- 14/2001. (II. 23.) FVM rendelet Meghatározott tartósítóipari vállalkozások középlejáratú hitelezésének elősegítéséről
- 4/2001. (II. 23.) GM rendelet A bányaüzemekben megvalósítandó biztonsági és egészségvédelmi követelmények minimális szintjéről
- 3/2001. (II. 23.) IM-PM együttes rendelet A fogvatartottak foglalkoztatására jóváhagyott költségvetési előirányzat felhasználási rendjéről szóló 2/1996. (III. 13.) IM-PM együttes rendelet módosításáról
- 3/2001. (II. 23.) KöM-FVM-NKÖM-BM együttes rendelet Az állatkert és az állatotthon létesítésének, működésének és fenntartásának részletes szabályairól
- 4/2001. (II. 23.) KöM rendelet A hulladékolajok kezelésének részletes szabályairól
- 5/2001. (II. 23.) KöM rendelet A poliklórozott bifenilek és a poliklórozott terfenilek és az azokat tartalmazó berendezések kezelésének részletes szabályairól
- 6/2001. (II. 23.) OM rendelet A Széchenyi István Ösztöndíjról
- 7/2001. (II. 23.) OM rendelet A Békésy György Posztdoktori Ösztöndíjról
- 6/2001. (II. 28.) EüM rendelet A klinikai szakápoló (hospice szakápoló és koordinátor) szakképesítések szakmai és vizsgakövetelményeinek kiadásáról
- 5/2001. (II. 28.) GM rendeletA szeszfokmérők, valamint az alkohol-sűrűségmérők műszaki és metrológiai követelményeiről, vizsgálatáról és hitelesítéséről szóló 35/2000. (X. 18.) GM rendelet módosításáról
- 1/2001. (II. 28.) ISM rendelet Az ifjúsági és sportminiszter által adományozható kitüntetésekről és elismerő oklevélről
- 4/2001. (II. 28.) IM rendelet A Cégnyilvántartási és Céginformációs Szolgálat működéséről, valamint a céginformáció költségtérítéséről szóló 10/1998. (V.23.) IM rendelet módosításáról
- 6/2001. (II. 28.) KöM rendelet A mosó- és tisztítószerek felületaktív hatóanyagainak biológiai bonthatóságának egyes szabályairól

##### Március
- 10/2001. (III. 1.) PM rendelet A vám- és pénzügyőrség rendelkezése alatt álló lakásokkal, helyiségekkel való gazdálkodásról
- 11/2001. (III. 1.) PM rendelet A vám- és pénzügyőrség dolgozóinak lakáscélú munkáltatói, valamint a lakhatási támogatásáról
- 12/2001. (III. 1.) PM rendelet A 2001. évi munkaszüneti napok körüli munkarendről a vám- és pénzügyőrségnél
- 7/2001. (III. 2.) EüM rendelet Az egészségügyi szakellátás társadalombiztosítási finanszírozásának egyes kérdéseiről szóló 9/1993. (IV. 2.) NM rendelet módosításáról
- 8/2001. (III. 2.) EüM rendelet A háziorvosi, házi gyermekorvosi és fogorvosi tevékenységről szóló 4/2000. (II. 25.) EüM rendelet módosításáról
- 10/2001. (III. 2.) KöViM rendelet A hajózásbiztonsági ellenőri munkakörre vonatkozó szakmai feltételekről és az ellenőrök azonosító okmányáról
- 15/2001. (III. 3.) FVM rendelet Az agrárgazdasági célok 2001. évi költségvetési támogatásáról
- 16/2001. (III. 3.) FVM rendelet A Mezőgazdasági Biztonsági Szabályzat kiadásáról
- 17/2001. (III. 5.) FVM rendelet A Magyar Élelmiszerkönyv kötelező előírásairól szóló 40/1995. (XI. 16.) FM rendelet módosításáról
- 7/2001. (III. 5.) MeHVM rendelet Az állami vezetők üdültetését biztosító üdültetési intézmények igénybevételi rendjéről
- 18/2001. (III. 9.) FVM rendelet A 2001. évi termésű takarmánykukorica garantált áron történő állami felvásárlásáról
- 19/2001. (III. 9.) FVM rendelet A cukorrépa, valamint a kristálycukor 2001. évi irányáráról
- 20/2001. (III. 9.) FVM rendelet Az Állategészségügyi Szabályzat kiadásáról szóló 41/1997. (V. 28.) FM rendelet módosításáról
- 21/2001. (III. 9.) FVM rendelet A növény- és talajvédelmi szolgálatokról
- 7/2001. (III. 9.) KöM rendelet A Környezetvédelmi alap célfeladat fejezeti kezelésű előirányzat felhasználásának, nyilvántartásának és ellenőrzésének részletes szabályairól
- 3/2001. (III. 9.) KüM-PM együttes rendelet A különleges mezőgazdasági védintézkedés alkalmazásáról szóló 25/1999. (V. 26.) GM-PM együttes rendelet módosításáról
- 8/2001. (III. 9.) MeHVM rendelet A koncesszióköteles távközlési szolgáltatásokkal kapcsolatos bevételek megosztásáról, a koncesszióköteles távközlési szolgáltatások nyújtásához igénybe vett bérelt vonali szolgáltatások díjáról és a díjak elszámolásáról szóló 1/1998. (I. 12.) KHVM rendelet módosításáról
- 8/2001. (III. 9.) OM rendelet Egyes oktatási jogszabályok módosításáról
- 9/2001. (III. 9.) OM rendelet A közgazdasági felsőoktatásban folyó szakirányú továbbképzési szakok képesítési követelményeiről szóló 7/1999. (II. 1.) OM rendelet módosításáról
- 13/2001. (III. 9.) PM rendelet A tőkemegfelelési mutató számításáról
- 14/2001. (III. 9.) PM rendelet A kintlevőségek, befektetések, mérlegen kívüli tételek és a fedezetek minősítésének és értékelésének szempontjairól
- 15/2001. (III. 9.) PM rendelet A deviza nyitott pozíció számításáról szóló 41/1996. (XII. 28.) PM rendelet módosításáról
- 16/2001. (III. 9.) PM rendelet Az országkockázat tőkekövetelményéről
- 17/2001. (III. 9.) PM rendelet A költségvetési szervek munkavállalóinak munkabér elszámolásáról
- 2/2001. (III. 9.) TNM rendelet A fontos és bizalmas munkakörökről, valamint a biztonsági ellenőrzés szintjéről a PHARE program koordinálásáért felelős tárca nélküli miniszter hivatalában
- 22/2001. (III. 13.) FVM rendelet A földművelésügyi és vidékfejlesztési miniszter által adományozható díjakról és más elismerésekről szóló 11/1999. (I. 29.) FVM rendelet módosításáról
- 5/2001. (III. 13.) HM rendelet A fejezeti kezelésű előirányzatok 2001-2002. évi felhasználásának rendjéről
- 5/2001. (III. 13.) IM rendelet A bíróságokon és az Országos Igazságszolgáltatási Tanács Hivatalában foglalkoztatott egyes igazságügyi alkalmazottak munkakörének és képesítési feltételének meghatározásáról, ügyviteli vizsgájáról
- 8/2001. (III. 13.) KöM rendelet A környezet- és természetvédelem, továbbá a meteorológia területén adományozható miniszteri elismerésekről
- 11/2001. (III. 13.) KöViM rendelet Az útburkolati jelek tervezési és létesítési előírásairól
- 18/2001. (III. 13.) PM rendelet A Pénzügyminisztérium szolgálati titokkörének megállapításáról szóló 4/1996. (I. 24.) PM rendelet módosításáról
- 2/2001. (III. 14.) ISM rendelet Az egyes sportcélú ingatlanok tulajdoni helyzetének rendezéséről szóló 1996. évi LXV. törvény szerinti méltányossági hozzájárulás eljárási szabályairól
- 23/2001. (III. 19.) FVM rendelet A minőségi vágóbaromfi termelés 2001. évi támogatásáról
- 24/2001. (III. 19.) FVM rendelet A vágósertés intervenciós áron alapuló minőségi termelési támogatásról
- 25/2001. (III. 19.) FVM rendelet A vágómarha intervenciós áron alapuló minőségi termelési támogatásáról
- 26/2001. (III. 19.) FVM rendelet A tehéntej minőséghez kötött támogatásáról
- 27/2001. (III. 19.) FVM rendelet A tehéntej irányáráról és az intervenciós ár alsó és felső határáról
- 28/2001. (III. 19.) FVM rendelet A termelői száraz dohány 2001. évi minőségi feláras támogatásáról
- 6/2001. (III. 19.) GM rendelet A mérőeszközökről és azok mérésügyi ellenőrzéséről
- 10/2001. (III. 19.) OM rendelet A klasszikus és elektronikus látványtervezés szakirányú továbbképzési szak képesítési követelményeiről
- 6/2001. (III. 22.) HM rendelet A Magyar Honvédség személyi állománya illetményéről és illetményjellegű juttatásairól szóló 4/1997. (II. 12.) HM rendelet módosításáról
- 4/2001. (III. 22.) KüM-PM együttes rendelet A Kereskedelmi Vámtarifa kihirdetéséről szóló 64/1995. (XI. 24.) IKM-PM együttes rendelet módosításáról
- 5/2001. (III. 22.) KüM-PM együttes rendelet A Magyar Köztársasággal szabadkereskedelmi megállapodást kötött országokból származó egyes árukra vonatkozó kedvezményes vámkontingensekről szóló 10/2000. (XII. 18.) KüM-PM együttes rendelet módosításáról
- 6/2001. (III. 22.) KüM-PM együttes rendelet A vámtarifáról szóló 1995. évi CI. törvény végrehajtásáról szóló 18/1996. (III. 25.) IKM-PM együttes rendelet módosításáról
- 9/2001. (III. 23.) MeHVM rendelet A központi közigazgatás integrált üdültetési rendszerébe tartozó üdülők igénybevételének rendjéről
- 11/2001. (III. 23.) OM rendelet A szakképzési hozzájárulást a saját munkavállalók részére szervezett szakképzéssel teljesítő, hozzájárulásra kötelezettek költségei elszámolásának feltételeiről és az elszámolás szabályairól szóló 48/1999. (XII. 26.) OM rendelet módosításáról
- 29/2001. (III. 29.) FVM-PM-KüM együttes rendelet A mezőgazdasági és élelmiszeripari termékek egyszerűsített pályázati rendszerű exporttámogatásáról
- 7/2001. (III. 29.) GM rendelet A fogyasztói forgalomba kerülő áruk és szolgáltatások árának feltüntetéséről
- 1/2001. (III. 29.) SZCSM rendelet A társadalombiztosítási ügyintéző és a társadalombiztosítási szakelőadó szakképesítés szakmai és vizsgakövetelményeinek kiadásáról szóló 16/1997. (IX. 3.) MüM rendelet módosításáról
- 5/2001. (III. 30.) BM rendelet A települések polgári védelmi besorolásáról szóló 18/1996. (VII. 25.) BM rendelet módosításáról
- 9/2001. (III. 30.) EüM-FVM együttes rendelet A helyes laboratóriumi gyakorlat alkalmazásáról és ellenőrzéséről
- 8/2001. (III. 30.) GM rendelet A Villamosmű Műszaki-Biztonsági Követelményei Szabályzat hatályba léptetéséről
- 5/2001. (III. 30.) NKÖM rendelet A Nemzeti Kulturális Alapprogramról szóló 1993. évi XXIII. törvény végrehajtásáról szóló 13/1999. (VIII. 27.) NKÖM rendelet módosításáról
- 6/2001. (III. 30.) NKÖM rendelet A Világörökség Magyar Nemzeti Bizottságáról szóló 6/1999. (III. 31.) NKÖM rendelet módosításáról
- 7/2001. (III. 30.) NKÖM rendelet Ráckeve város területén műemléki jelentőségű terület védetté nyilvánításáról és műemléki környezetének kijelöléséről
- 8/2001. (III. 30.) NKÖM rendelet Egyes ingatlanok műemlékké nyilvánításáról, illetőleg műemléki védettség megszüntetéséről
- 12/2001. (III. 31.) KöViM rendelet Az Országos Vasúti Szabályzat II. kötetének kiadásáról szóló 18/1998. (VII. 3.) KHVM rendelet módosításáról

##### Április
- 9/2001. (IV. 5.) GM rendelet A nyomástartó berendezések és rendszerek biztonsági követelményeiről és megfelelőség tanúsításáról
- 3/2001. (IV. 5.) ISM rendelet Az amatőr és a hivatásos sportolói versenyengedély kiadásának feltételeiről
- 7/2001. (IV. 5.) KüM rendelet A Kereskedelemfejlesztési Célelőirányzat felhasználásának és kezelésének részletes szabályairól
- 10/2001. (IV. 9.) EüM rendelet Miniszteri rendelet hatályon kívül helyezéséről
- 11/2001. (IV. 9.) EüM rendelet Az emberi felhasználásra kerülő gyógyszerekkel kapcsolatos egyes engedélyezési eljárások során fizetendő igazgatási-szolgáltatási díjakról szóló 79/1999. (XII. 30.) EüM rendelet módosításáról
- 30/2001. (IV. 9.) FVM rendelet A földművelésügyi ágazathoz tartozó szakképesítésekre szervezhető mesterképzés szakmai és vizsgakövetelményeinek kiadásáról szóló 27/1996. (X. 4.) FM rendelet módosításáról
- 9/2001. (IV. 9.) KöM rendelet Az elemek és akkumulátorok, illetve hulladékaik kezelésének részletes szabályairól
- 13/2001. (IV. 10.) KöViM rendelet A belvízi utakon közlekedő úszólétesítmények hajózásra alkalmassága és megfelelősége feltételeiről, az üzemképesség vizsgálatáról és tanúsításáról
- 2/2001. (IV. 10.) SZCSM rendelet A Szociális és Családügyi Minisztérium, valamint az irányítása alatt álló intézmények és államigazgatási szervek szolgálati titokkörének megállapításáról szóló 4/1999. (VIII. 6.) SZCSM rendelet módosításáról
- 12/2001. (IV. 12.) EüM rendelet Az emberi felhasználásra kerülő gyógyszerek törzskönyvezéséről és a forgalomba hozataluk engedélyezéséről
- 6/2001. (IV. 13.) BM rendelet „A Köz Szolgálatáért érdemjel”, a „Szemere Bertalan érdemjel”, a „Szent György érdemjel”, a „Szent László érdemjel”, a „Szent Flórián érdemjel” kitüntető cím alapításáról
- 8/2001. (IV. 13.) KüM-PM együttes rendelet A Kereskedelmi Vámtarifa kihirdetéséről szóló 64/1995. (XI. 24.) IKM-PM együttes rendelet módosításáról szóló 7/2000. (XII.18.) KüM-PM együttes rendelet módosításáról
- 9/2001. (IV. 13.) KüM-PM együttes rendelet A Magyar Köztársasággal szabadkereskedelmi megállapodást kötött országokból származó egyes árukra vonatkozó kedvezményes vámkontingensekről szóló 10/2000. (XII.18.) KüM-PM együttes rendelet módosításáról
- 19/2001. (IV. 13.) PM rendelet A zárjegy alkalmazásának, a zárjeggyel való elszámolásnak a részletes szabályairól szóló 36/1997. (XI. 26.) PM rendelet módosításáról
- 0/2001. (IV. 19.) GM rendelet A rendkívüli állapot feladatainak ellátásához nélkülözhetetlen hadkötelesek meghagyásával kapcsolatos követelmények meghatározásáról szóló 42/1995. (VIII. 31.) IKM rendelet módosításáról
- 11/2001. (IV. 19.) GM rendelet A Gazdasági Minisztérium vállalkozási célelőirányzatainak szabályozásáról szóló 1/2001. (I. 5.) GM rendelet módosításáról
- 10/2001. (IV. 19.) KöM rendelet Az egyes tevékenységek és berendezések illékony szerves vegyület kibocsátásának korlátozásáról
- 9/2001. (IV. 19.) NKÖM rendelet Egyes régészeti lelőhelyek védetté nyilvánításáról
- 13/2001. (IV. 20.) EüM-KöM együttes rendelet Az egyes veszélyes anyagokkal, illetve veszélyes készítményekkel kapcsolatos egyes tevékenységek korlátozásáról szóló 41/2000. (XII. 20.) EüM-KöM együttes rendelet módosításáról
- 14/2001. (IV. 20.) KöViM rendelet A belföldi és a nemzetközi közúti árufuvarozás szakmai feltételeiről és engedélyezési eljárásáról
- 31/2001. (IV. 24.) FVM rendelet A rendkívüli állapot idején nélkülözhetetlen hadkötelesek meghagyásáról szóló 27/1994. (V. 31.) FM rendelet módosításáról
- 32/2001. (IV. 24.) FVM rendelet A járványügyi intézkedés esetén járó kártalanítás felső határáról
- 11/2001. (IV. 24.) MeHVM rendelet Az informatikai, távközlés-fejlesztési és frekvenciagazdálkodási célelőirányzat felhasználásának és kezelésének szabályairól
- 10/2001. (IV. 24.) NKÖM-PM együttes rendelet A kivitelezőt terhelő kulturális járulék alapjának megállapításáról és megfizetésének módjáról
- 7/2001. (IV. 27.) BM rendelet Az erdők tűz elleni védelméről szóló 12/1997. (II. 26.) BM rendelet módosításáról
- 14/2001. (IV. 27.) EüM rendelet A fülilleszték-készítő és az egészségügyi szakasszisztens (kardiológiai szakasszisztens) szakképesítések szakmai és vizsgakövetelményeinek kiadásáról szóló 20/1997. (VII. 4.) NM rendelet módosításáról
- 15/2001. (IV. 27.) EüM rendelet A gyógyszertárban forgalmazható termékekről szóló 43/1996. (XI. 29.) NM rendelet módosításáról
- 11/2001. (IV. 27.) IM rendelet A bírósági végrehajtás szervezetéről szóló 11/1994. (IX. 8.) IM rendelet és a bírósági végrehajtási ügyvitelről és pénzkezelésről szóló 20/1994. (XII. 24.) IM rendelet módosításáról
- 12/2001. (IV. 27.) IM rendelet A bírósági végrehajtási eljárásban felszámítandó általános költségátalány megfizetésének szabályairól
- 15/2001. (IV. 27.) KöViM rendelet A hajózási képesítésekről
- 16/2001. (IV. 27.) KöViM rendelet A nemzetközi közúti áruszállítás végzésének egyes feltételeiről szóló 7/1991. (I. 29.) KHVM rendelet módosításáról
- 17/2001. (IV. 27.) KöViM rendelet A nemzetközi közúti személyszállítás végzésének egyes feltételeiről szóló 16/1992. (VII. 3.) KHVM rendelet módosításáról
- 16/2001. (IV. 28.) EüM rendelet Az Egészségügyi Tudományos Tanácsról
- 17/2001. (IV. 28.) EüM rendelet Az Állami Egészségügyi Tartalékkal való gazdálkodás szabályairól
- 18/2001. (IV. 28.) EüM rendelet A munkavállalóknak a munka közbeni zajexpozíció okozta kockázatok elleni védelméről
- 33/2001. (IV. 28.) FVM rendelet Az 1999. évi költségvetési törvényben jóváhagyott 16 milliárd forint összegű agrárhitelhez kapcsolódó kezességvállalás felhasználásáról, a szarvasmarha ágazat fejlesztéséről szóló 7/2000. (II. 29.) FVM rendelet módosításáról
- 8/2001. (IV. 28.) HM rendelet A Honvédelmi Minisztérium és a Magyar Honvédség ideiglenes külföldi kiküldetést teljesítő tagjai devizaellátmányáról
- 9/2001. (IV. 28.) HM rendelet A Honvédelmi Minisztérium és a Magyar Honvédség tartósan külföldön foglalkoztatott tagjai ellátásáról
- 10/2001. (IV. 28.) HM rendelet A Honvédelmi Minisztérium és a Magyar Honvédség külföldön tanulmányokat folytató tagjai ellátásáról
- 12/2001. (IV. 28.) OM rendelet A Bursa Hungarica Felsőoktatási Önkormányzati Ösztöndíjrendszerről
- 13/2001. (IV. 28.) OM rendelet A 2000/2001. tanév rendjéről szóló 9/2000. (V. 31.) OM rendelet módosításáról

##### Május
- 11/2001. (V. 2.) KöM rendelet Egyes munkaköri megnevezésekről
- 12/2001. (V. 4.) KöM-EüM együttes rendelet A vegyi anyagok kockázatának becsléséről és a kockázat csökkentéséről
- 14/2001. (V. 4.) OM rendelet A Nemzeti Kutatási és Fejlesztési Programok céljára rendelt előirányzat felhasználásáról és kezeléséről
- 20/2001. (V. 4.) PM-BM együttes rendelet A helyi önkormányzatokat 2001. és 2002. évben megillető normatív állami hozzájárulásokról, normatív, kötött felhasználású támogatásokról, személyi jövedelemadóról, valamint a helyi önkormányzatok bevételeinek aránytalanságát mérsékelő kiegészítésről, illetve beszámításról szóló 3/2001. (I. 30.) PM-BM együttes rendelet módosításáról
- 8/2001. (V. 9.) BM rendelet A belügyminiszter irányítása alatt álló fegyveres szervek hivatásos állományú tagjai illetményének és egyéb juttatásainak megállapításáról, valamint a folyósítás szabályairól szóló 20/1997. (III. 19.) BM rendelet módosításáról
- 13/2001. (V. 9.) KöM rendelet A védett és a fokozottan védett növény- és állatfajokról, a fokozottan védett barlangok köréről, valamint az Európai Közösségben természetvédelmi szempontból jelentős növény- és állatfajok közzétételéről
- 14/2001. (V. 9.) KöM-EüM-FVM együttes rendelet A légszennyezettségi határértékekről, a helyhez kötött légszennyező pontforrások kibocsátási határértékeiről
- 9/2001. (V. 11.) BM rendelet A Belügyminisztérium Országos Katasztrófavédelmi Főigazgatóság Központi Javítóüzem költségvetési szerv megszüntetéséről
- 34/2001. (V. 11.) FVM rendelet A juhtej minőségi termelésének intervenciós támogatásáról
- 35/2001. (V. 11.) FVM rendelet A kecsketej minőségi termelésének intervenciós támogatásáról
- 36/2001. (V. 11.) FVM rendelet A tehéntej minőséghez kötött támogatásáról szóló 26/2001. (III.19.) FVM rendelet módosításáról
- 37/2001. (V. 11.) FVM rendelet A tehéntej irányáráról és az intervenciós ár alsó és felső határáról szóló 27/2001. (III. 19.) FVM rendelet módosításáról
- 12/2001. (V. 11.) GM rendelet A mérésügyi igazgatási szolgáltatások igénybevételéért fizetendő díjak megállapításáról szóló 78/1997. (XII. 30.) IKIM rendelet módosításáról
- 38/2001. (V. 14.) FVM rendelet A Szabolcs-Szatmár-Bereg megye, beregi térségében 2001. év tavaszán bekövetkezett árvíz és az árvíz következtében kialakult belvíz okozta agrárgazdasági károk enyhítéséhez és a gazdálkodás kockázatának csökkentéséhez támogatás nyújtásáról
- 39/2001. (V. 14.) FVM rendelet A Szőlőfajta Használati Bizottságról
- 4/2001. (V. 14.) ISM rendelet A Gyermek és Ifjúsági Alapprogram és a Regionális Ifjúsági Irodák működéséről szóló 2/1999. (IX. 24.) ISM rendelet módosításáról
- 12/2001. (V. 16.) MeHVM rendelet Az egyes munkaköri megnevezésekről szóló 1/2000. (IV. 14.) MeHVM rendelet módosításáról
- 19/2001. (V. 23.) EüM rendelet A gyógyszerek kereskedelmi árréséről
- 11/2001. (V. 23.) HM rendelet A fejezet ellenőrzési szervezeteinek fejezeti felügyeleti költségvetési ellenőrzésbe való bevonásáról
- 18/2001. (V. 23.) KöViM-BM-KöM együttes rendelet A gépkocsik környezetvédelmi felülvizsgálatáról és ellenőrzéséről
- 20/2001. (V. 25.) EüM rendelet A fertőző betegségek és járványok megelőzése érdekében szükséges járványügyi intézkedésekről szóló 18/1998. (VI. 3.) NM rendelet módosításáról
- 21/2001. (V. 25.) EüM rendelet A fertőző betegségek jelentésének rendjéről szóló 63/1997. (XII. 21.) NM rendelet módosításáról
- 40/2001. (V. 25.) FVM rendelet Az agrárgazdasági célok 2001. évi költségvetési támogatásáról szóló 15/2001. (III. 3.) FVM rendelet módosításáról
- 41/2001. (V. 25.) FVM rendelet A SAPARD Hivatal létesítéséről szóló 12/2001. (II. 15.) FVM rendelet módosításáról
- 13/2001. (V. 25.) GM rendelet A Regionális Idegenforgalmi Bizottságok, valamint a Regionális Idegenforgalmi Bizottságok munkaszervezeteinek feladatairól szóló 28/1998. (V. 13.) IKIM rendelet módosításáról
- 19/2001. (V. 25.) KöViM-PM együttes rendelet Az áruknak TIR-igazolvánnyal történő nemzetközi fuvarozására vonatkozó vámegyezmény végrehajtásáról
- 10/2001. (V. 25.) KüM-PM együttes rendelet A Kereskedelmi Vámtarifa 2001. évi alkalmazásáról szóló 8/2000. (XII.18.) KüM-PM együttes rendelet módosításáról
- 15/2001. (V. 25.) OM rendelet A 2001/2002. tanév rendjéről
- 16/2001. (V. 25.) OM rendelet Az ember-, erkölcs- és vallásismeret szakirányú továbbképzési szak képesítési követelményeiről
- 12/2001. (V. 30.) HM rendelet A katonai szakképesítések szakmai és vizsgakövetelményeinek kiadásáról szóló 1/1997. (I. 9.) HM rendelet módosításáról
- 13/2001. (V. 30.) HM-BM együttes rendelet A honvédelmi és a belügyi ágazat hivatásos állományú tagjai doktori képzésben történő részvételének egyes szabályairól
- 14/2001. (V. 30.) HM-EüM együttes rendelet Az állami célú légiközlekedés szakszemélyzetének szakszolgálati engedélyeiről szóló 16/1998. (X. 28.) HM-EüM együttes rendelet módosításáról

##### Június
- 22/2001. (VI. 1.) EüM rendelet Az emberi felhasználásra kerülő gyógyszerek, gyógyszernek nem minősülő gyógyhatású készítmények és tápszerek reklámozásáról és ismertetéséről
- 20/2001. (VI. 1.) KöViM rendelet A meghatározott össztömeget, tengelyterhelést és méretet meghaladó járművek közúti közlekedéséről, a közútkezelői és a hatósági eljárás, valamint a díjfizetés feltételeiről szóló 4/1999. (II. 12.) KHVM rendelet módosításáról
- 11/2001. (VI. 1.) NKÖM rendelet A nemzeti kulturális örökség minisztere által adományozható művészeti és egyéb szakmai díjakról szóló 3/1999. (II. 24.) NKÖM rendelet módosításáról
- 17/2001. (VI. 1.) OM rendelet A vidékfejlesztési szakmérnök szakirányú továbbképzési szakképesítési követelményeiről
- 15/2001. (VI. 6.) KöM rendelet Az atomenergia alkalmazása során a levegőbe és vízbe történő radioaktív kibocsátásokról és azok ellenőrzéséről
- 21/2001. (VI. 6.) PM rendelet A Pénzügyminisztérium szolgálati titokkörének megállapításáról szóló 4/1996. (I. 24.) PM rendelet módosításáról
- 9/2001. (VI. 8.) IM rendelet A közjegyzői díjszabásról szóló 14/1991. (XI. 26.) IM rendelet módosításáról
- 21/2001. (VI. 8.) KöViM rendelet A belföldi közforgalmú menetrend szerinti vasúti személyszállítás legmagasabb díjairól szóló 28/1996. (XII. 20.) KHVM rendelet módosításáról
- 18/2001. (VI. 8.) OM rendelet A környezetirányítási szakértő szakirányú továbbképzési szak képesítési követelményeiről
- 14/2001. (VI. 11.) GM rendelet Egyes fogyasztási cikkek behozatalának 2001. II. félévi szabályozásáról
- 42/2001. (VI. 15.) FVM rendelet A földművelésügyi és vidékfejlesztési miniszter felügyelete alá tartozó szervek katasztrófák elleni védekezésének irányításáról és feladatairól
- 43/2001. (VI. 15.) FVM rendelet A szőlőtermesztésről és a borgazdálkodásról szóló 1997. évi CXXI. törvény végrehajtásáról kiadott 106/1997. (XII. 19.) FM rendelet módosításáról
- 15/2001. (VI. 15.) GM rendelet A gépjármű-hajtóanyagok minőségi követelményeiről szóló 5/2000. (II. 16.) GM rendelet módosításáról
- 22/2001. (VI. 15.) PM rendelet A Vám- és Pénzügyőrség hivatásos állományú tagjai részére járó egyes költségtérítésekről
- 23/2001. (VI. 15.) PM rendelet A Vám- és Pénzügyőrség szociális és kegyeleti gondoskodással kapcsolatos feladatairól
- 44/2001. (VI. 18.) FVM rendelet Nógrád, Szabolcs-Szatmár-Bereg, Borsod-Abaúj-Zemplén, Somogy, valamint Békés megyékben az egyes agrárgazdasági célok 2001. és 2002. évi alap- és kiegészítő támogatásáról
- 15/2001. (VI. 18.) HM rendelet A honvédségnél foglalkoztatottak közalkalmazotti jogviszonyával összefüggő egyes kérdések rendezéséről szóló 25/1992. (XI. 25.) HM rendelet módosításáról
- 16/2001. (VI. 18.) HM rendelet A honvédelmi üdültetésről
- 19/2001. (VI. 20.) OM rendelet A Nemzeti, etnikai kisebbségi óvodai nevelésének irányelve és a Nemzeti, etnikai kisebbség iskolai oktatásának irányelve kiadásáról szóló 32/1997. (XI. 5.) MKM rendelet módosításáról
- 24/2001. (VI. 20.) PM rendelet A vámtörvény végrehajtásának részletes szabályairól szóló 10/1996. (III. 25.) PM rendelet módosításáról
- 3/2001. (VI. 20.) SZCSM-PM együttes rendelet A megváltozott munkaképességű dolgozók foglalkoztatásáról és szociális ellátásáról szóló 8/1983. (VI. 29.) EüM-PM együttes rendelet módosításáról
- 10/2001. (VI. 21.) BM rendelet A közszolgálati nyilvántartás egyes kérdéseiről szóló 16/1993. (XII. 14.) BM rendelet módosításáról
- 23/2001. (VI. 21.) EüM rendelet A gyógyszerek rendeléséről és kiadásáról szóló 3/1995. (II. 8.) NM rendelet módosításáról
- 13/2001. (VI. 21.) MeHVM rendelet Az informatikai, távközlés-fejlesztési és frekvenciagazdálkodási célelőirányzat felhasználásának és kezelésének szabályairól szóló 11/2001. (IV. 24.) MeHVM rendelet módosításáról
- 14/2001. (VI. 21.) MeHVM rendelet A közalkalmazottak jogállásáról szóló 1992. évi XXXIII. törvénynek a Miniszterelnöki Hivatalt vezető miniszter irányítása alá tartozó költségvetési szerveknél történő végrehajtásáról szóló 2/1999. (VIII. 24.) MeHVM rendelet módosításáról
- 111/2001. (VI. 22.) Korm rendelet Az érettségi vizsga vizsgaszabályzatának kiadásáról szóló 100/1997. (VI. 13.) Korm. rendelet módosításáról
- 11/2001. (VI. 25.) BM rendelet A fontos és bizalmas munkakörökről, valamint a biztonsági ellenőrzés szintjéről szóló 34/1997. (V. 30.) BM rendelet módosításáról
- 45/2001. (VI. 25.) FVM rendelet A takarmányok előállításáról és forgalomba hozataláról szóló 1995. évi XCII. törvény végrehajtására kiadott 25/1996. (IX.4.) FM rendelet módosításáról
- 46/2001. (VI. 25.) FVM rendelet A közraktárba letett 2001. évi termésű búza támogatásáról
- 47/2001. (VI. 25.) FVM rendelet A Magyar Takarmánykódex kötelező előírásairól
- 16/2001. (VI. 25.) GM rendelet A dohányreklámra vonatkozó tilalom alóli felmentés eljárási szabályairól
- 17/2001. (VI. 25.) GM rendelet A közcélú villamosmű és hőtermelő létesítménye (fűtőműve) által értékesített gőz és melegített víz árának megállapításáról szóló 34/1995. (VIII. 25.) IKM rendelet módosításáról
- 18/2001. (VI. 25.) GM rendelet A közcélú villamosművek villamos energia vásárlási árának megállapításáról szóló 55/1996. (XII. 20.) IKIM rendelet módosításáról
- 22/2001. (VI. 25.) KöViM-BM együttes rendelet A közúti járművezetők pályaalkalmassági vizsgálatáról szóló 11/1988. (XII. 20.) KM-BM együttes rendelet módosításáról
- 25/2001. (VI. 25.) PM rendelet A mezőgazdasági biztosító egyesületeknek nyújtott támogatás folyósításának részletes szabályairól
- 12/2001. (VI. 29.) BM rendelet A belügyminiszter irányítása alatt álló fegyveres szervek hivatásos állományú tagjai illetményének és egyéb juttatásainak megállapításáról, valamint a folyósítás szabályairól szóló 20/1997. (III.19.) BM rendelet módosításáról
- 13/2001. (VI. 29.) BM rendelet A belügyminiszter irányítása alá tartozó szervek és az önkormányzati tűzoltóság hivatásos szolgálati viszonyban álló tagjaival kapcsolatos munkáltatói jogkörök szabályozásáról, valamint eszerveknél rendszeresített hivatásos beosztások meghatározásáról szóló 11/1997. (II. 18.) BM rendelet módosításáról
- 14/2001. (VI. 29.) BM rendelet A belügyminiszter irányítása alá tartozó szervek, valamint az önkormányzati tűzoltóság szolgálati viszonyban álló tagjai szolgálati viszonyának egyes kérdéseiről és a személyügyi igazgatás rendjéről szóló 9/1997. (II. 12.) BM rendelet módosításáról
- 24/2001. (VI. 29.) EüM rendelet Egyes országos intézetek átszervezésével összefüggő rendeletek módosításáról
- 11/2001. (VI. 29.) KüM-PM e. rendelet A vámtarifáról szóló 1995. évi CI. törvény végrehajtásáról szóló 18/1996. (III. 25.) IKM-PM együttes rendelet módosításáról
- 12/2001. (VI. 29.) KüM-PM együttes rendelet A Magyar Köztársasággal szabadkereskedelmi megállapodást kötött országokból származó egyes árukra vonatkozó kedvezményes vámkontingensekről szóló 10/2000. (XII. 18.) KüM-PM együttes rendelet módosításáról
- 20/2001. (VI. 30.) OM rendelet A pedagógus-szakvizsga képesítési követelményeiről szóló 41/1999. (X. 13.) OM rendelet módosításáról

##### Július
- 15/2001. (VII. 5.) BM rendelet Az úti okmányok központi nyilvántartásából teljesített adatszolgáltatás igazgatási szolgáltatási díjáról
- 25/2001. (VII. 5.) EüM rendelet Az egészségügyi szakellátás társadalombiztosítási finanszírozásának egyes kérdéseiről szóló 9/1993. (IV. 2.) NM rendelet módosításáról
- 48/2001. (VII. 5.) FVM rendelet A Magyar Élelmiszerkönyv kötelező előírásairól szóló 40/1995. (XI. 16.) FM rendelet módosításáról
- 12/2001. (VII. 5.) NKÖM rendelet Egyes ingatlanok műemlékké nyilvánításáról
- 13/2001. (VII. 5.) NKÖM rendelet A kulturális javak kiviteli engedélyezésének részletes szabályairól
- 14/2001. (VII. 5.) NKÖM rendelet A könyvtári szakfelügyeletről
- 5/2001. (VII. 10.) ISM rendelet A hadköteleseknek a rendkívüli állapot idején polgári munkakörükben való meghagyásának követelményeiről
- 21/2001. (VII. 10.) OM rendelet A Felsőoktatás Fejlesztési Alapprogramokról szóló 11/1996. (X.9.) MKM rendelet hatályon kívül helyezéséről szóló 35/2000. (XII. 27.) OM rendelet módosításáról
- 19/2001. (VII. 13.) GM rendelet A Magyar Szabadalmi Hivatal előtti iparjogvédelmi eljárások igazgatási szolgáltatási díjáról szóló 77/1995.(XII. 29.) IKM rendelet módosításáról
- 26/2001. (VII. 13.) PM rendelet Az egyszerűsített felszámolás során nyújtott támogatás központi költségvetéssel történő elszámolásának és a támogatás folyósításának részletes szabályairól
- 20/2001. (VII. 18.) GM rendelet Egyes fejezeti kezelésű előirányzatokkal kapcsolatos eljárási rendről
- 16/2001. (VII. 18.) KöM rendelet a hulladékok jegyzékéről
- 23/2001. (VII. 18.) KöViM-KöM-PM együttes rendelet Az egyes használt vagy sérült gépjárművek vámkezelését megelőző vizsgálatról szóló 3/1999. (I. 18.) KHVM-KöM-PM együttes rendelet módosításáról
- 22/2001. (VII. 18.) OM rendelet A hallgatói sport- és kulturális normatíva elosztásáról
- 49/2001. (VII. 20.) FVM rendelet A Szabolcs-Szatmár-Bereg megye, beregi térségében 2001. év tavaszán bekövetkezett árvíz és az árvíz következtében kialakult belvíz okozta agrárgazdasági károk enyhítéséhez és a gazdálkodás kockázatának csökkentéséhez támogatás nyújtásáról szóló 38/2001. (V. 14.) FVM rendelet módosításáról
- 50/2001. (VII. 20.) FVM rendelet A vidékfejlesztési célelőirányzat felhasználásának részletes szabályairól
- 17/2001. (VII. 20.) HM rendelet A honvédségnél foglalkoztatottak közalkalmazotti jogviszonyával összefüggő egyes kérdések rendezéséről szóló 25/1992. (XI. 25.) HM rendelet módosításáról
- 24/2001. (VII. 20.) KöViM rendelet Az áruknak TIR-igazolvánnyal történő nemzetközi fuvarozására vonatkozó vámegyezmény mellékletei módosításának kihirdetéséről
- 23/2001. (VII. 20.) OM rendelet A kerettantervek kiadásáról, bevezetéséről és alkalmazásáról szóló 28/2000. (IX. 21.) OM rendelet módosításáról
- 27/2001. (VII. 20.) PM rendelet Az Egységes Árutovábbítási Eljárás EK-EFTA Vegyes Bizottsága 2001. június 7-i, 1/2001.számú határozatának kihirdetéséről
- 18/2001. (VII. 25.) HM-BM együttes rendelet A NATO menetparancs alkalmazásával kapcsolatos szabályokról szóló 29/2000. (X. 13.) HM-BM együttes rendelet módosításáról
- 24/2001. (VII. 25.) OM rendelet Az élelmiszerminősítő szakirányú továbbképzési szak képesítési követelményeiről
- 25/2001. (VII. 25.) OM rendelet A családgondozó ápoló szakirányú továbbképzési szak képesítési követelményeiről
- 10/2001. (VII. 27.) IM rendelet A cégbejegyzési eljárás és a cégnyilvántartás egyes kérdéseiről szóló 8/1998. (V. 23.) IM rendelet módosításáról
- 26/2001. (VII. 27.) OM rendelet A szakmai vizsgáztatás általános szabályairól és eljárási rendjéről
- 27/2001. (VII. 27.) OM rendelet Az Országos Képzési Jegyzékről szóló 7/1993. (XII. 30.) MüM rendelet módosításáról
- 51/2001. (VII. 31.) FVM rendelet A Szaktanácsadói Névjegyzékről szóló 95/1999. (XI. 5.) FVM rendelet módosításáról

##### Augusztus
- 26/2001. (VIII. 2.) EüM rendelet Az egészségügyi ellátásban használt szakmai kódrendszerek és finanszírozási paraméterek karbantartásának jogi szabályozásáról szóló 6/1998. (III. 11.) NM rendelet módosításáról
- 52/2001. (VIII. 2.) FVM-PM együttes rendelet A borászati termékek egységes bizonylatolási, nyilvántartási és elszámolási rendjéről
- 21/2001. (VIII. 2.) GM rendelet A mutatványos berendezések időszakos műszaki vizsgáztatási rendjéről szóló 14/1994. (V. 27.) IKM rendelet módosításáról
- 28/2001. (VIII. 2.) PM rendelet Az egyes szerencsejátékok engedélyezésével, lebonyolításával és ellenőrzésével kapcsolatos feladatok végrehajtásáról szóló 25/1991. (X. 16.) PM rendelet módosításáról
- 29/2001. (VIII. 2.) PM rendelet Az országkockázat tőkekövetelményéről szóló 16/2001. (III. 9.) PM rendelet módosításáról
- 30/2001. (VIII. 2.) PM rendelet A jövedéki adóról és a jövedéki termékek forgalmazásának különös szabályairól szóló 1997. évi CIII. törvény egyes rendelkezéseinek végrehajtásáról szóló 35/1997. (XI. 26.) PM rendelet módosításáról
- 17/2001. (VIII. 3.) KöM rendelet A légszennyezettség és a helyhez kötött légszennyező források kibocsátásának vizsgálatával, ellenőrzésével, értékelésével kapcsolatos szabályokról
- 25/2001. (VIII. 3.) KöViM rendelet Egyes közlekedési, hírközlési és vízügyi miniszteri rendeletek módosításáról
- 28/2001. (VIII. 3.) OM rendelet A szakmai követelmények kiadásáról szóló 16/1994. (VII. 8.) MKM rendelet módosításáról
- 31/2001. (VIII. 3.) PM rendelet A Pénzügyminisztérium és a pénzügyminiszter irányítása alá tartozó szervezetek fontos és bizalmas munkaköreinek megállapításáról szóló 34/1996. (XII. 21.) PM rendelet módosításáról
- 16/2001. (VIII. 8.) BM rendelet A 2002. évi országgyűlési képviselői választási költségek normatíváiról, tételeiről, elszámolási és belső ellenőrzési rendjéről
- 19/2001. (VIII. 8.) HM rendelet Az egyes katonai nemzeti szabványok alkalmazásának kötelezővé nyilvánításáról szóló 9/1996. (VIII. 2.) HM rendelet, valamint az azt módosító 7/2000. (III. 10.) HM rendelet hatályon kívül helyezéséről
- 22/2001. (VIII. 9.) GM rendelet A Gazdasági Minisztérium vállalkozási célelőirányzatainak szabályozásáról szóló 1/2001. (I. 5.) GM rendelet módosításáról
- 20/2001. (VIII. 9.) HM rendelet A Honvédelmi Minisztérium, a Honvédelmi Minisztérium szervezetei és a Magyar Honvédség szervezetei jogi képviseletének rendjéről
- 53/2001. (VIII. 17.) FVM rendelet Magyarország SAPARD Terve 2000-2006. kihirdetéséről
- 54/2001. (VIII. 17.) FVM rendelet A SAPARD Hivatal létesítéséről szóló 12/2001. (II. 15.) FVM rendelet módosításáról
- 27/2001. (VIII. 22.) EüM rendelet A betegjogi képviselő jogállásáról és az eljárására vonatkozó szabályokról szóló 77/1999. (XII. 29.) EüM rendelet módosításáról
- 28/2001. (VIII. 22.) EüM rendelet Az egészségügyi szolgáltatást nyújtó egyes intézmények szakmai minimumfeltételeiről szóló 21/1998. (VI. 3.) NM rendelet módosításáról
- 18/2001. (VIII. 27.) KöM rendelet A Boronka-melléki Tájvédelmi Körzet bővítéséről
- 15/2001. (VIII. 27.) MeHVM rendelet Az elektronikus aláírási termékek tanúsítását végző szervezetekről, illetve a kijelölésükre vonatkozó szabályokról
- 55/2001. (VIII. 31.) FVM rendelet A mező- és erdőgazdálkodási, valamint az élelmiszer-ipari tevékenységhez kapcsolódó szakértői működés engedélyezésével kapcsolatos eljárásról szóló 61/1994. (XI. 8.) FM rendelet módosításáról
- 21/2001. (VIII. 31.) HM rendelet A Magyar Honvédség Öltözködési Szabályzatának kiadásáról szóló 19/1998. (XII. 16.) HM rendelet módosításáról
- 26/2001. (VIII. 31.) KöViM-BM együttes rendelet A közúti járművek forgalomba helyezésével és forgalomban tartásával, valamint környezetvédelmi felülvizsgálatával és ellenőrzésével kapcsolatos egyes díjakról szóló 11/1998. (IV. 17.) KHVM-BM együttes rendelet módosításáról
- 27/2001. (VIII. 31.) KöViM-BM-KöM együttes rendelet A gépkocsik környezetvédelmi felülvizsgálatáról és ellenőrzéséről szóló 18/2001. (V. 23.) KöViM-BM-KöM együttes rendelet módosításáról
- 29/2001. (VIII. 31.) OM rendelet Egyes oktatási jogszabályok módosításáról

##### Szeptember
- 22/2001. (IX. 1.) HM rendelet A Magyar Köztársaság fegyveres erői szolgálati szabályzatának módosításáról
- 11/2001. (IX. 1.) IM rendelet A zálogjogi nyilvántartás részletes szabályainak megállapításáról
- 19/2001. (IX. 1.) KöM rendelet A védett természeti területek védettségi szintjének helyreállításához szükséges kisajátítások ütemezéséről szóló 12/1997. (IV. 25.) KTM rendelet módosításáról
- 28/2001. (IX. 1.) KöViM rendelet A légi közlekedéssel kapcsolatos hatósági eljárási díjakról szóló 34/1999. (X. 29.) KHVM rendelet módosításáról
- 29/2001. (IX. 1.) KöViM rendelet A hajózási hatósági eljárások díjairól
- 13/2001. (IX. 1.) KüM-PM együttes rendelet A Kereskedelmi Vámtarifa 2001. évi alkalmazásáról szóló 8/2000. (XII. 18.) KüM-PM együttes rendelet módosításáról
- 16/2001. (IX. 1.) MeHVM rendelet Az elektronikus aláírással kapcsolatos szolgáltatásokra és ezek szolgáltatóira vonatkozó részletes követelményekről
- 17/2001. (IX. 5.) BM rendelet Egyes belügyminiszteri rendeletek módosításáról
- 56/2001. (IX. 5.) FVM rendelet Egyes nemzeti szabványok kötelező alkalmazását elrendelő jogszabályok hatályon kívül helyezéséről
- 12/2001. (IX. 5.) IM rendelet Egyes igazságügy-miniszteri rendeletek hatályon kívül helyezéséről
- 23/2001. (IX. 7.) GM rendelet A foglalkoztatást elősegítő támogatásokról, valamint a Munkaerőpiaci Alapból foglalkoztatási válsághelyzetek kezelésére nyújtható támogatásról szóló 6/1996. (VII. 16.) MüM rendelet és a munkaerőpiaci szolgáltatásokról, valamint az azokhoz kapcsolódóan nyújtható támogatásokról szóló 30/2000. (IX. 15.) GM rendelet módosításáról
- 23/2001. (IX. 7.) HM rendelet A Magyar Honvédség személyi állománya illetményéről és illetményjellegű juttatásairól szóló 4/1997. (II. 12.) HM rendelet módosításáról
- 30/2001. (IX. 12.) KöViM rendelet Az Útfenntartási és -fejlesztési célelőirányzathoz kapcsolódó feladatok szabályozásáról szóló 12/1999. (III. 11.) KHVM rendelet módosításáról
- 31/2001. (IX. 14.) KöViM rendelet Egyes rendeletek és rendelkezések módosításáról, illetve hatályon kívül helyezéséről
- 17/2001. (IX. 14.) MeHVM rendelet Az informatikai, távközlés-fejlesztési és frekvenciagazdálkodási célelőirányzat felhasználásának és kezelésének szabályairól szóló 11/2001. (IV. 24.) MeHVM rendelet módosításáról
- 30/2001. (IX. 14.) OM rendelet A kerettantervek kiadásáról, bevezetéséről és alkalmazásáról szóló 28/2000. (IX. 21.) OM rendelet módosításáról
- 31/2001. (IX. 14.) OM rendelet A szakképzési hozzájárulásról és a képzési rendszer fejlesztésének támogatásáról szóló 2001. évi LI. törvény végrehajtásáról
- 32/2001. (IX. 14.) OM rendelet A szakképzési hozzájárulást a saját munkavállalók részére szervezett szakképzéssel teljesítő hozzájárulásra kötelezettek költségei elszámolásának feltételeiről és az elszámolás szabályairól
- 33/2001. (IX. 14.) OM rendelet A rehabilitációs környezettervező szakirányú továbbképzési szak képesítési követelményeiről
- 34/2001. (IX. 14.) OM-ISM együttes rendelet Az iskolai sporttevékenységről
- 32/2001. (IX. 14.) PM rendelet A Vámtarifa Magyarázatról szóló 23/1990. (XII. 3.) PM rendelet módosításáról
- 33/2001. (IX. 14.) PM rendelet A kötelező gépjármű-felelősségbiztosítás díjemelésének mértékéről szóló 35/2000. (X. 13.) PM rendelet módosításáról
- 34/2001. (IX. 14.) PM rendelet A vám- és pénzügyőrség hivatásos állományú tagjainak szolgálati viszonyával kapcsolatos egyes szabályokról szóló 15/1997. (V. 8.) PM rendelet módosításáról
- 24/2001. (IX. 19.) GM-KüM együttes rendelet A kedvezményes vámkontingensek igénylésének rendjéről
- 25/2001. (IX. 19.) GM rendelet A 2002. évi munkaszüneti napok körüli munkarendről
- 57/2001. (IX. 21.) FVM rendelet A 2001. évben állami kezességvállalás biztosításával engedélyezett agrárhitel programokról és az agrárlogisztikai beruházások 2001. és 2002. évi állami támogatásáról
- 58/2001. (IX. 21.) FVM rendelet A Nógrád, Szabolcs-Szatmár-Bereg, Borsod-Abaúj-Zemplén, Somogy, valamint Békés megyékben az egyes agrárgazdasági célok 2001. és 2002. évi alap- és kiegészítő támogatásáról szóló 44/2001. (VI. 18.) FVM rendelet módosításáról
- 59/2001. (IX. 21.) FVM-PM-KüM együttes rendelet A mezőgazdasági és élelmiszeripari termékek egyszerűsített pályázati rendszerű exporttámogatásáról szóló 29/2001. (III. 29.) FVM-PM-KüM együttes rendelet módosításáról
- 20/2001. (IX. 21.) KöM rendelet A Pannonhalmi Tájvédelmi Körzet bővítéséről
- 18/2001. (IX. 26.) MeHVM rendelet A Miniszterelnöki Hivatalt vezető miniszter felelősségi körébe tartozó szerveknél foglalkoztatott hadköteleseknek a rendkívüli állapot idején polgári munkakörükben való meghagyásának követelményeiről
- 4/2001. (IX. 26.) SZCSM-EüM együttes rendelet A tengeri halászhajók fedélzetén dolgozók munkavédelmi követelményeinek minimális szintjéről
- 6/2001. (IX. 28.) ISM rendelet Az ifjúsági és sportminiszter által adományozható kitüntetésekről és elismerő oklevélről szóló 1/2001. (II. 28.) ISM rendelet módosításáról
- 21/2001. (IX. 28.) KöM rendelet A védett és a fokozottan védett növény- és állatfajokról, a fokozottan védett barlangok köréről, valamint az Európai Közösségben természetvédelmi szempontból jelentős növény- és állatfajok közzétételéről szóló 13/2001. (V. 9.) KöM rendelet módosításáról
- 32/2001. (IX. 28.) KöViM rendelet A légijárművek lajstromozásának szabályairól
- 14/2001. (IX. 28.) KüM-PM együttes rendelet A Kereskedelmi Vámtarifa kihirdetéséről szóló 7/2000. (XII. 18.) KüM-PM együttes rendelet módosításáról

##### Október
- 29/2001. (X. 3.) EüM rendelet A gyógyszerekkel folytatott nagykereskedelmi tevékenységről szóló 60/1999. (XII. 1.) EüM rendelet módosításáról
- 30/2001. (X. 3.) EüM rendelet A külső munkavállalók munkahelyi sugárvédelméről
- 31/2001. (X. 3.) EüM rendelet Az egészségügyi szolgáltatások nyújtása során ionizáló sugárzásnak kitett személyek egészségének védelméről
- 32/2001. (X. 3.) EüM rendelet Az emberi felhasználásra szolgáló tápszerekről szóló 17/2000. (VI. 20.) EüM rendelet módosításáról
- 33/2001. (X. 3.) EüM rendelet Az emberi felhasználásra kerülő gyógyszerekkel kapcsolatos egyes engedélyezési eljárások során fizetendő igazgatási-szolgáltatási díjakról szóló 79/1999. (XII. 30.) EüM rendelet módosításáról
- 60/2001. (X. 3.) FVM rendelet Az építésügyi hatósági feladatokat ellátó köztisztviselők továbbképzéséről szóló 6/1998. (III. 16.) KTM rendelet módosításáról
- 61/2001. (X. 3.) FVM rendelet Az építésügyi műszaki ellenőrök szakmai és vizsgakövetelményeiről szóló 10/2000. (III. 24.) FVM rendelet módosításáról
- 18/2001. (X. 4.) BM rendelet Egyes belügyminiszteri rendeletek hatályon kívül helyezéséről
- 62/2001. (X. 4.) FVM rendelet A 2001. évi termésű takarmánykukorica irányáráról
- 63/2001. (X. 4.) FVM rendelet A 2001. évi termésű takarmánykukorica alsó és felső intervenciós áráról
- 26/2001. (X. 4.) GM rendelet A műszaki termékek megfelelőségét vizsgáló, ellenőrző és tanúsító szervezetek kijelölésének részletes szabályairól szóló 4/1999. (II. 24.) GM rendelet módosításáról
- 7/2001. (X. 4.) ISM rendelet A tanköteles fiatal munkavállaló sportcélú foglalkoztatásáról
- 33/2001. (X. 4.) KöViM rendelet A vízügyi célelőirányzat felhasználásáról szóló 11/1999. (III. 11.) KHVM rendelet módosításáról
- 35/2001. (X. 4.) OM rendelet Az európai uniós agrárszakértő szakirányú továbbképzési szak képesítési követelményeiről
- 64/2001. (X. 5.) FVM rendelet A kelet-magyarországi almatermelők földalapú támogatásáról
- 65/2001. (X. 5.) FVM rendelet A 2001. évi termésű élelmezési búza alsó és felső intervenciós áráról
- 19/2001. (X. 10.) BM rendelet Az egyes szakmai és vizsgáztatási követelmények kiadásáról szóló 38/1997. (VI. 27.) BM rendelet módosításáról
- 13/2001. (X. 10.) IM rendelet Az adós foglalkozásához nélkülözhetetlen gépjármű lefoglalás alóli mentességéről
- 22/2001. (X. 10.) KöM rendelet A hulladéklerakás, valamint a hulladéklerakók lezárásának és utógondozásának szabályairól és egyes feltételeiről
- 35/2001. (X. 10.) PM rendelet Az egyes szakmai követelményekről szóló PM rendeletek módosításáról
- 20/2001. (X. 11.) BM rendelet A Rendőrség és a Határőrség körözési tevékenységéről, a körözés során alkalmazható intézkedések végrehajtásáról, valamint a körözött személyek, tárgyak tartózkodási, illetve megtalálási helyének, illetőleg a személyek és holttestek személyazonosságának megállapítása esetén követendő eljárásról
- 21/2001. (X. 11.) BM rendelet A körözési nyilvántartásból történő adatigénylésről és adatszolgáltatásról, valamint a nyilvános tárgykörözési adatok hozzáférhetővé tételéről
- 22/2001. (X. 11.) BM rendelet Az eltűnt személyek felkutatásának és a rendkívüli halálesetek kivizsgálásának rendjéről szóló 23/1994. (X. 26.) BM rendelet módosításáról
- 23/2001. (X. 11.) BM rendelet A rendőrségi fogdák rendjéről szóló 19/1995. (XII. 13.) BM rendelet és a Rendőrség Szolgálati Szabályzatáról szóló 3/1995. (III. 1.) BM rendelet módosításáról
- 66/2001. (X. 11.) FVM rendelet A 2001. évi termésű élelmezési búza irányáráról
- 67/2001. (X. 11.) FVM rendelet A 2002. évi termésű élelmezési búza garantált áron történő állami felvásárlásáról
- 68/2001. (X. 11.) FVM rendelet A cukorrépa, valamint a kristálycukor 2001. évi alsó és felső intervenciós áráról
- 69/2001. (X. 11.) FVM rendelet A vágómarha garantált áron történő állami felvásárlásáról
- 70/2001. (X. 11.) FVM rendelet A vágómarha garantált áron történő állami felvásárlásának lebonyolításában való részvétel feltételeiről
- 71/2001. (X. 11.) FVM rendelet A vágósertés garantált áron történő állami felvásárlásáról
- 72/2001. (X. 11.) FVM rendelet A vágósertés garantált áron történő állami felvásárlásának lebonyolításában való részvétel feltételeiről
- 73/2001. (X. 11.) FVM rendelet Az agrárgazdasági célok 2001. évi költségvetési támogatásáról szóló 15/2001. (III. 3.) FVM rendelet módosításáról
- 74/2001. (X. 11.) FVM rendelet A közraktárba letett 2001. évi termésű kukorica támogatásáról
- 75/2001. (X. 11.) FVM rendelet A minőségi borok művi tárolásának támogatásáról szóló 91/2000. (XI. 24.) FVM rendelet módosításáról
- 27/2001. (X. 11.) GM rendelet A műszaki-biztonsági felügyeletet ellátó szervezet egyes államigazgatási eljárásainak és igazgatási jellegű szolgáltatásainak díjairól szóló 15/1997. (IV. 4.) IKIM rendelet módosításáról
- 36/2001. (X. 11.) OM rendelet A lelkigondozó szakirányú továbbképzési szak képesítési követelményeiről
- 28/2001. (X. 12.) GM rendelet Az egyes nemzetközileg ellenőrzött termékek és technológiák Termékellenőrzési Jegyzékének megállapításáról szóló 31/1998. (V. 15.) IKIM rendelet módosításáról
- 34/2001. (X. 12.) KöViM rendelet A 2001. évi X. törvénnyel kihirdetett, a hajókról történő szennyezés megelőzéséről szóló 1973. évi nemzetközi egyezmény és az ahhoz csatolt 1978. évi Jegyzőkönyv (,,MARPOL 1973/1978.) mellékleteinek kihirdetéséről
- 35/2001. (X. 12.) KöViM rendelet A 2001. évi XI. törvénnyel kihirdetett ,,Életbiztonság a tengeren tárgyú nemzetközi egyezmény és az ahhoz csatolt 1978. évi Jegyzőkönyv (,,SOLAS 1974/1978.) mellékletének kihirdetéséről
- 37/2001. (X. 12.) OM rendelet A katasztrófák elleni védekezés és a polgári védelem ágazati feladatairól
- 34/2001. (X. 17.) EüM rendelet Az egészségügyi szakellátás társadalombiztosítási finanszírozásának egyes kérdéseiről szóló 9/1993. (IV. 2.) NM rendelet módosításáról
- 35/2001. (X. 17.) EüM rendelet A közgyógyellátásra jogosultak részére térítésmentesen rendelhető gyógyszerekről szóló 10/1995. (II. 24.) NM rendelet módosításáról
- 36/2001. (X. 17.) EüM rendelet A központi gyakornoki rendszerbe való felvétel szabályairól
- 76/2001. (X. 17.) FVM rendelet A növényfajták állami elismerésének, valamint a vetőmag és szaporítóanyag minősítésének és vizsgálatának díjtételeiről szóló 5/1998. (II. 11.) FM rendelet módosításáról
- 77/2001. (X. 17.) FVM rendelet A tenyésztési hatóság által díjfizetés ellenében végzett feladatok körének és a fizetendő díj mértékének megállapításáról szóló 33/1994. (VI. 28.) FM rendelet módosításáról
- 15/2001. (X. 17.) NKÖM rendelet Egyes miniszteri rendeletek és utasítás hatályon kívül helyezéséről
- 38/2001. (X. 17.) OM rendelet Az energiagazdálkodási szakirányú továbbképzési szak képesítési követelményeiről
- 36/2001. (X. 17.) PM rendelet Egyes miniszteri rendeletek és államtitkári rendelkezések hatályon kívül helyezéséről
- 16/2001. (X. 18.) NKÖM rendelet A Kulturális Örökségvédelmi Hivatal eljárására vonatkozó szabályokról
- 17/2001. (X. 18.) NKÖM rendelet A kulturális javak kiviteli engedélyezésének részletes szabályairól
- 18/2001. (X. 18.) NKÖM rendelet A régészeti lelőhelyek feltárásának, illetve a régészeti lelőhely, lelet megtalálója anyagi elismerésének részletes szabályairól

##### November
- 43/2001. (XI. 22.) OM rendelet a kerettantervek kiadásáról, bevezetéséről és alkalmazásáról szóló 28/2000. (IX. 21.) OM rendelet módosításáról
- 19/2001. (XI. 29.) IM rendelet a formatervezési mintaoltalmi bejelentés részletes alaki szabályairól

##### December
- 30/2001. (XII. 4.) GM rendelet A gazdasági miniszter által adományozható elismerésekről
- 28/2001. (XII. 5.) BM rendelet A helyszíni bírságolás részletes szabályairól szóló 10/2000. (II. 23.) BM rendelet módosításáról
- 41/2001. (XII. 5.) EüM rendelet Az Országos Haematológiai és Vértranszfúziós Intézet megszüntetéséről, az Országos Vérellátó Központ, valamint az Országos Haematológiai és Immuniológiai Intézet létrehozásáról szóló 48/1995. (XII. 29.) NM rendelet hatályon kívül helyezéséről
- 101/2001. (XII. 7.) FVM rendelet A 2001. évi termésű szőlőből készített seprős újbor lepárlásához nyújtott intervenciós támogatásról szóló 80/2001. (X.19.) FVM rendelet módosításáról
- 25/2001. (XII. 7.) KöM-EüM-FVM együttes rendelet A légszennyezettségi határértékekről, a helyhez kötött légszennyező pontforrások kibocsátási határértékeiről szóló 14/2001. (V.9.) KöM-EüM-FVM együttes rendelet módosításáról
- 29/2001. (XII. 10.) BM rendelet A külföldiek beutazásáról és tartózkodásáról szóló 2001. évi XXXIX. törvény végrehajtásáról szóló 25/2001. (XI. 21.) BM rendelet módosításáról
- 20/2001. (XII. 10.) IM rendelet A bírósági végrehajtói díjszabásról szóló 14/1994. (IX. 8.) IM rendelet módosításáról
- 46/2001. (XII. 10.) PM rendelet A deviza nyitott pozíció számításáról szóló 41/1996. (XII. 28.) PM rendelet módosításáról
- 30/2001. (XII. 11.) BM rendelet A Határőrség határrendészeti szerveinek és nyomozó hatóságainak illetékességi területéről
- 47/2001. (XII. 11.) PM rendelet A gépjárműszavatossági károk 1971. január 1. előtti rendszere alapján fizetett baleseti kártérítési járadékokról szóló 12/1998. (III. 27.) PM rendelet módosításáról
- 7/2001. (XII. 11.) SZCSM-PM-BM-GM együttes rendelet Politikai államtitkár megbízatása megszűnésének megállapításáról
- 21/2001. (XII. 12.) IM rendelet A közalkalmazottak jogállásáról szóló 1992. évi XXXIII. törvénynek a büntetés-végrehajtás szerveinél történő végrehajtásáról szóló 7/1993. (III. 9.) IM rendelet módosításáról
- 21/2001. (XII. 12.) MeHVM rendelet A 417,25-420/427,25-430 MHz sávú frekvenciahasználat feltételeinek megállapításáról
- 22/2001. (XII. 13.) IM rendelet A cégnyilvántartásról, a cégnyilvánosságról és a bírósági cégeljárásról szóló 1997. évi CXLV. törvény végrehajtására vonatkozó egyes igazságügy-miniszteri rendeletek módosításáról
- 8/2001. (XII. 13.) TNM rendelet A polgári nemzetbiztonsági szolgálatok hivatásos állományú tagjait megillető kiegészítő egészségügyi szolgáltatásokról
- 31/2001. (XII. 15.) GM rendelet A mérésügyi igazgatási szolgáltatások igénybevételéért fizetendő díjak megállapításáról szóló 78/1997. (XII. 30.) IKIM rendelet módosításáról
- 23/2001. (XII. 15.) IM rendelet A hirdetményi kézbesítés országos számítógépes nyilvántartásában szereplő adatokról történő felvilágosítás költségtérítéséről
- 44/2001. (XII. 15.) OM rendelet A társadalomtudományi és gazdasági szakfordító és tolmács, valamint az Európai Uniós szakfordító és konferenciatolmács szakirányú továbbképzési szakok képesítési követelményeiről szóló 15/2000. (VII. 6.) OM rendelet módosításáról
- 48/2001. (XII. 15.) PM-BM együttes rendelet A helyi önkormányzatokat 2000. évben megillető normatív állami hozzájárulásokról, normatív, kötött felhasználású támogatásokról, személyi jövedelemadóról, valamint a helyi önkormányzatok bevételeinek aránytalanságát mérséklő kiegészítésről, illetve beszámításról szóló 3/2000. (I. 27.) PM-BM együttes rendelet végrehajtásáról
- 49/2001. (XII. 15.) PM rendelet A kötelező gépjármű-felelősségbiztosítás 1991. július 1. előtti rendszere alapján fizetett baleseti kártérítési járadékok emeléséről szóló 2/1997. (I. 31.) PM rendelet módosításáról
- 42/2001. (XII. 18.) EüM rendelet A társadalombiztosítási támogatással rendelhető gyógyászati segédeszközök rendelésének, forgalmazásának, javításának és kölcsönzésének szakmai követelményeiről szóló 12/2000. (IV. 13.) EüM rendelet módosításáról
- 43/2001. (XII. 18.) EüM rendelet Az élelmezési menedzser és az egészségügyi gyakorlatvezető szakképesítések szakmai és vizsgakövetelményeinek kiadásáról
- 44/2001. (XII. 18.) EüM rendelet Az egészségügyi szakellátás társadalombiztosítási finanszírozásának egyes kérdéseiről szóló 9/1993. (IV. 2.) NM rendelet módosításáról
- 32/2001. (XII. 18.) GM rendelet A vendéglátó üzletek kategóriába sorolásáról, valamint ártájékoztatásáról szóló 43/1998. (VI. 24.) IKIM rendelet és a kereskedelmi és fizetővendéglátó szálláshelyek osztályba sorolásáról, valamint a falusi szálláshelyek minősítéséről szóló 45/1998. (VI.24.) IKIM rendelet módosításáról
- 26/2001. (XII. 18.) KöM rendelet Az egyes munkaköri megnevezésekről szóló 11/2001. (V. 2.) KöM rendelet módosításáról
- 43/2001. (XII. 18.) KöViM rendelet A közúti járművek műszaki megvizsgálásáról szóló 5/1990. (IV. 12.) KöHÉM rendelet módosításáról
- 44/2001. (XII. 18.) KöViM rendelet A közúti járművek forgalomba helyezésének és forgalomban tartásának műszaki feltételeiről szóló 6/1990. (IV. 12.) KöHÉM rendelet módosításáról
- 31/2001. (XII. 19.) BM rendelet A tűzoltási, műszaki mentési és az ezekhez kapcsolódó tűzvédelmi technika alkalmazhatóságának részletes szabályairól
- 32/2001. (XII. 19.) BM rendelet' A hivatásos önkormányzati tűzoltóságok legkisebb létszámáról szóló 28/1996. (XI. 26.) BM rendelet módosításáról
- 33/2001. (XII. 19.) BM rendelet A rendőrkapitányságok illetékességi területének megállapításáról szóló 11/1991. (IX. 6.) BM rendelet módosításáról
- 103/2001. (XII. 19.) FVM rendelet Az EU minőségi követelményeknek megfelelő extra minőségű tej értékesítésének elősegítéséről
- 104/2001. (XII. 19.) FVM rendelet A 2001. évi saját termesztésből származó takarmánykukorica felvásárlásának támogatásáról
- 105/2001. (XII. 19.) FVM rendelet A minőségi vágóbaromfi termelés 2001. évi támogatásáról szóló 23/2001. (III. 19.) FVM rendelet módosításáról
- 106/2001. (XII. 19.) FVM rendelet A juhtej minőségi termelésének támogatásáról
- 107/2001. (XII. 19.) FVM rendelet A kecsketej minőségi termelésének intervenciós támogatásáról
- 27/2001. (XII. 19.) KöM rendelet A sztratoszférikus ózonréteg védelméről szóló nemzetközi egyezmény végrehajtásáról szóló 22/1993. (VII. 20.) KTM rendelet módosításáról
- 18/2001. (XII. 19.) KüM-PM együttes rendelet A Kereskedelmi Vámtarifa kihirdetéséről szóló 64/1995. (XI. 24.) IKM-PM együttes rendelet módosításáról
- 19/2001. (XII. 19.) KüM rendelet Az állami vezetők külföldi napidíjáról szóló 4/1997. (XII. 29.) KüM rendelet módosításáról
- 20/2001. (XII. 19.) KüM rendelet Az alapellátmányról, a valuta-költségtérítésről és az egyes állomáshelyekhez kapcsolódó további ellátmánypótlékról szóló 5/1997. (XII. 29.) KüM rendelet módosításáról
- 33/2001. (XII. 20.) GM rendelet Az Aktív foglalkoztatási célok támogatása fejezeti kezelésű előirányzat felhasználásának és kezelésének részletes szabályairól szóló 21/1999. (IV. 28.) GM rendelet módosításáról
- 34/2001. (XII. 20.) GM rendelet A Gazdasági Minisztérium vállalkozási célelőirányzatainak szabályozásáról szóló 1/2001. (I. 5.) GM rendelet módosításáról
- 45/2001. (XII. 20.) KöViM rendelet A Légiforgalmi és Repülőtéri Igazgatóság megszüntetéséről és a HungaroControl Magyar Légiforgalmi Szolgálat létrehozásáról
- 46/2001. (XII. 20.) KöViM rendelet Az útburkolati jelek tervezési és létesítési előírásairól szóló 11/2001. (III. 13.) KöViM rendelet módosításáról
- 21/2001. (XII. 20.) KüM-PM együttes rendelet A Magyar Köztársasággal szabadkereskedelmi megállapodást kötött országokból származó egyes árukra vonatkozó kedvezményes vámkontingensekről
- 22/2001. (XII. 20.) KüM-PM együttes-rendelet A 2002. évi GATT kedvezményes vámkontingensekről
- 45/2001. (XII. 20.) OM rendelet A Magyar Nyelvi Intézet és a Nemzetközi Hungarológiai Központ megszüntetéséről, a jogutódlásról, valamint a jogutódlással érintett jogszabályok és az állami irányítás egyéb jogi eszközeinek módosításáról
- 50/2001. (XII. 20.) PM rendelet A települési önkormányzat hatáskörébe tartozó adók és adók módjára behajtandó köztartozások nyilvántartásáról, kezeléséről és elszámolásáról szóló 13/1991. (V. 21.) PM rendelet módosításáról
- 51/2001. (XII. 20.) PM rendelet Az illetékekkel kapcsolatos ügyiratok kezeléséről, az illetékek kiszabásáról, elszámolásáról és könyveléséről szóló 32/1999. (XII. 22.) PM rendelet módosításáról
- 8/2001. (XII. 20.) SZCSM rendelet A személyes gondoskodást végző személyek továbbképzéséről és a szociális szakvizsgáról szóló 9/2000. (VIII. 4.) SZCSM rendelet módosításáról
- 9/2001. (XII. 20.) SZCSM rendelet A szociális szakképesítések szakmai és vizsgakövetelményeinek kiadásáról
- 46/2001. (XII. 22.) OM rendelet a Kollégiumi nevelés országos alapprogramjának kiadásáról
- 40/2001. (XII. 23.) BM rendelet A Határőrség Szolgálati Szabályzatáról [1]
- 46/2001. (XII. 23.) EüM rendelet Az emberi felhasználásra kerülő gyógyszerekkel kapcsolatos egyes engedélyezési eljárások során fizetendő igazgatási-szolgáltatási díjakról szóló 79/1999. (XII. 30.) EüM rendelet módosításáról
- 47/2001. (XII. 23.) EüM rendelet A képernyő előtti munkavégzés minimális egészségügyi és biztonsági követelményeiről szóló 50/1999. (XI. 3.) EüM rendelet módosításáról
- 108/2001. (XII. 23.) FVM-GM együttes rendelet A felvonók biztonsági követelményeiről és megfelelőségének tanúsításáról
- 42/2001. (XII. 23.) GM rendelet A Műszaki Biztonsági Főfelügyelet (MBF) veszélyes ipari üzemekre vonatkozó szakhatósági hozzájárulásának kiadásával kapcsolatos eljárásairól, valamint a veszélyes tevékenységekkel összefüggő adatközlési és bejelentési kötelezettségekről
- 9/2001. (XII. 23.) ISM rendelet Az amatőr és a hivatásos sportolói versenyengedély kiadásának feltételeiről szóló 3/2001. (IV. 5.) ISM rendelet módosításáról
- 10/2001. (XII. 23.) ISM rendelet Az állami támogatások 2001. és 2002. évi felhasználásának szabályairól
- 28/2001. (XII. 23.) KöM rendelet A Környezetvédelmi alap célfeladatok fejezeti kezelésű előirányzat felhasználásának, nyilvántartásának és ellenőrzésének részletes szabályairól
- 29/2001. (XII. 23.) KöM-GM együttes rendelet Egyes kültéri berendezések zajkibocsátásának korlátozásáról és a zajkibocsátás mérési módszeréről
- 52/2001. (XII. 23.) KöViM rendelet Az M1 és M3 autópálya használatának díjáról szóló 42/1999. (XII.25.) KHVM rendelet módosításáról
- 53/2001. (XII. 23.) KöViM rendelet A nemzetközi közúti árufuvarozási és személyszállítási engedélyek díjairól szóló 33/1998. (XII. 23.) KHVM rendelet módosításáról
- 54/2001. (XII. 23.) KöViM rendelet A közlekedési, hírközlési és vízügyi szakértők működésének engedélyezéséről szóló 33/1999. (X. 15.) KHVM rendelet módosításáról
- 55/2001. (XII. 23.) KöViM rendelet A közúti járművezetői vizsga és a közúti közlekedési szakképesítésekkel összefüggő vizsgák díjairól szóló 34/1998. (XII. 23.) KHVM rendelet módosításáról
- 56/2001. (XII. 23.) KöViM rendelet A vasúti hatósági eljárások díjairól szóló 38/1998. (XII.23.) KHVM rendelet módosításáról
- 57/2001. (XII. 23.) KöViM rendelet A vasúti járművezetők és mozdonykazán-fűtők, valamint egyes gépkezelők vizsgadíjairól szóló 36/1998. (XII. 23.) KHVM rendelet módosításáról
- 58/2001. (XII. 23.) KöViM rendelet A hajózási hatósági eljárások díjairól szóló 29/2001. (IX.1.) KöViM rendelet módosításáról
- 59/2001. (XII. 23.) KöViM rendelet Az útügyi hatósági eljárások díjairól szóló 26/1997. (XII.12.) KHVM rendelet módosításáról
- 60/2001. (XII. 23.) KöViM rendelet A személygépkocsival végzett személyszállítási szolgáltatások engedélyezése eljárásaihoz kapcsolódó igazgatási szolgáltatási díjaikról szóló 9/2000. (X. 30.) KöViM rendelet módosításáról
- 61/2001. (XII. 23.) KöViM rendelet A belföldi és a nemzetközi árufuvarozási tevékenység végzésére szóló engedélyezési eljárás díjairól szóló 39/1998. (XII. 23.) KHVM rendelet módosításáról
- 62/2001. (XII. 23.) KöViM rendelet A közlekedési (közúti, vasúti, hajózási) építmények és vízi-létesítményeinek építésfelügyeleti szerveinek az építési műszaki ellenőri, felelős műszaki vezetői névjegyzékek vezetésével kapcsolatos hatósági feladatairól, valamint a hatósági eljárásokért fizetendő igazgatási szolgáltatási díjakról szóló 9/2001. (II. 14.) KöViM rendelet módosításáról
- 63/2001. (XII. 23.) KöViM rendelet A polgári légijárművek típus- és légialkalmasságáról
- 29/2001. (XII. 23.) MeHVM rendelet A Hírközlési Felügyelet egyes eljárásaiért fizetendő igazgatási szolgáltatási díjakról
- 30/2001. (XII. 23.) MeHVM rendelet Az Internet szolgáltatás távbeszélő hálózaton keresztül történő elérésének áráról, valamint az Internet szolgáltatás távközlő hálózaton keresztül történő nyújtása esetén a távközlő szolgáltatás díjának azon hányadáról, melyet a távközlési szolgáltató átad az Internet szolgáltatónak
- 31/2001. (XII. 23.) MeHVM rendelet A széles képméretarányú és a digitális televízió műsorszolgáltatással összefüggő műszaki előírásokról
- 24/2001. (XII. 26.) IM rendelet A társadalmi szervezetek és az alapítványok nyilvántartása ügyviteli szabályainak módosításáról
- 41/2001. (XII. 27.) BM rendelet A rendőrség, a határőrség és a katasztrófavédelem közúti járműveinek forgalomban tartásáról
- 42/2001. (XII. 27.) BM rendelet A fontos és bizalmas munkakörökről, valamint a biztonsági ellenőrzés szintjéről szóló 34/1997. (V. 30.) BM rendelet módosításáról
- 43/2001. (XII. 27.) BM-FVM együttes rendelet A határterületen a vadászat, határvízen a közlekedés, a halászat és a horgászat rendjéről szóló 56/1997. (X. 21.) BM-FM együttes rendelet módosításáról
- 44/2001. (XII. 27.) BM rendelet A címzetes főjegyzői cím adományozásának, megszűnésének és visszavonásának eljárási szabályairól
- 45/2001. (XII. 27.) BM rendelet Egyes belügyminiszteri rendeletek módosításáról
- 46/2001. (XII. 27.) BM rendelet A szabad vízen való tartózkodás alapvető szabályairól
- 47/2001. (XII. 27.) BM rendelet A belügyminiszter irányítása alá tartozó szervek és az önkormányzati tűzoltóság hivatásos szolgálati viszonyban álló tagjaival kapcsolatos munkáltatói jogkörök szabályozásáról, valamint e szerveknél rendszeresített hivatásos beosztások meghatározásáról szóló 11/1997. (II. 18.) BM rendelet, valamint a belügyminiszter irányítása alatt álló fegyveres szervek hivatásos állományú tagjai illetményének és egyéb juttatásainak megállapításáról, valamint a folyósítás szabályairól szóló 20/1997. (III.19.) BM rendelet módosításáról
- 48/2001. (XII. 27.) EüM rendelet A külföldiek magyarországi tartózkodásának engedélyezésével összefüggő közegészséget veszélyeztető betegségekről, valamint az egészségügyi ellátás fedezetének igazolásáról
- 109/2001. (XII. 27.) FVM rendelet Az építészeti-műszaki tervezési jogosultság részletes szabályairól szóló 32/1997. (XI. 19.) KTM rendelet módosításáról
- 110/2001. (XII. 27.) FVM rendelet A minőségi vágóbaromfi termelés 2002. évi támogatásáról
- 111/2001. (XII. 27.) FVM rendelet A vágómarha intervenciós áron alapuló minőségi termelési támogatásáról

112/2001. (XII. 27.) FVM rendelet A vágósertés intervenciós áron alapuló minőségi termelési támogatásáról
- 113/2001. (XII. 27.) FVM rendelet A Szabolcs-Szatmár-Bereg megye, beregi térségében 2001. év tavaszán bekövetkezett árvíz és az árvíz következtében kialakult belvíz okozta agrárgazdasági károk enyhítéséhez és a gazdálkodás kockázatának csökkentéséhez támogatás nyújtásáról szóló 38/2001. (V. 14.) FVM rendelet módosításáról
- 30/2001. (XII. 27.) HM rendelet A Magyar Honvédség, valamint a miniszter közvetlen irányítása (felügyelete) alá tartozó szervezetek hivatásos és szerződéses állományának beosztási kategóriába történő részletes besorolásáról, illetve az ezen beosztásokban elérhető rendfokozatokról
- 23/2001. (XII. 27.) KüM rendelet A diplomáciai vagy a nemzetközi jogon alapuló egyéb kiváltságot és mentességet élvező személyek be- és kiutazása, magyarországi tartózkodása egyes szabályainak megállapításáról
- 24/2001. (XII. 27.) KüM rendelet A konzuli díjakról szóló 1/1991. (IV. 9.) KüM rendelet módosításáról
- 25/2001. (XII. 27.) KüM-PM együttes rendelet A Kereskedelmi Vámtarifa 2002. évi alkalmazásáról
- 22/2001. (XII. 27.) NKÖM rendelet A Nemzeti Kulturális Alapprogramról szóló 1993. évi XXIII. törvény végrehajtásáról szóló 13/1999. (VIII. 27.) NKÖM rendelet módosításáról
- 54/2001. (XII. 27.) PM rendelet A biztosítók kötelező gépjármű-felelősségbiztosítási termékének eredményelszámolásáról és adatszolgáltatásáról
- 49/2001. (XII. 28.) EüM rendelet A gyógyszerek rendeléséről és kiadásáról szóló 3/1995. (II. 8.) NM rendelet módosításáról
- 50/2001. (XII. 28.) EüM rendelet A kötelező egészségbiztosítás keretében igénybe vehető meddőségkezelési eljárásokról szóló 49/1997. (XII. 17.) NM rendelet módosításáról
- 31/2001. (XII. 28.) HM rendelet A tűzvédelem és a műszaki mentés honvédelmi ágazatra vonatkozó különös szabályairól
- 30/2001. (XII. 28.) KöM rendelet A természetvédelmi kezelési tervek készítésére, készítőjére és tartalmára vonatkozó szabályokról
- 32/2001. (XII. 28.) MeHVM rendelet A központi közigazgatás integrált üdültetési rendszerébe tartozó üdülők igénybevételének rendjéről szóló 9/2001. (III. 23.) MeHVM rendelet módosításáról
- 48/2001. (XII. 29.) BM rendelet A 2002. április 7. és 21. napjára kitűzött országgyűlési képviselő-választás eljárási határidőinek és határnapjainak megállapításáról
- 49/2001. (XII. 29.) BM-KüM együttes rendelet A szomszédos államokban élő magyarokról szóló 2001. évi LXII. törvény hatálya alá tartozó személyek igazolványának tartalmi és formai követelményeiről
- 64/2001. (XII. 29.) KöViM-HM-EüM együttes rendelet A légiközlekedési balesetek és a repülőesemények szakmai vizsgálatának szabályairól szóló 13/2000. (V. 31.) KHVM-HM-EüM együttes rendeletének módosítása
- 23/2001. (XII. 29.) NKÖM rendelet A szomszédos államokban élő magyarokról szóló 2001. évi LXII. törvény hatálya alá tartozó személyeket megillető kulturális kedvezményekről
- 47/2001. (XII. 29.) OM rendelet A szomszédos államokban élő magyarokról szóló 2001. évi LXII. törvény oktatást érintő rendelkezéseinek végrehajtásáról
- 48/2001. (XII. 29.) OM rendelet A felnőttképzést folytató intézmények nyilvántartásba vételének részletes szabályairól
- 49/2001. (XII. 29.) OM rendelet A lakások és helyiségek bérletére, valamint az elidegenítésükre vonatkozó egyes szabályokról szóló 1993. évi LXXVIII. törvény végrehajtásáról szóló 7/1996. (VII. 9.) MKM rendelet, valamint a közalkalmazottak jogállását érintő kérdésekről szóló 30/2000. (X. 11.) OM rendelet módosításáról
- 43/2001. (XII. 30.) GM rendelet Az egyes nemzeti szabványok kötelező alkalmazásáról szóló 30/1994. (XI. 8.) IKM rendelet és azt módosító miniszteri rendeletek hatályon kívül helyezéséről
- 33/2001. (XII. 30.) MeHVM rendelet A fontos és bizalmas munkakörökről, valamint a biztonsági ellenőrzés szintjéről szóló 6/2001. (II. 14.) MeHVM rendelet módosításáról
- 56/2001. (XII. 30.) PM rendelet A biztosítóintézetek belső adatszolgáltatásának rendjéről és tartalmáról
- 57/2001. (XII. 30.) PM rendelet A devizakorlátozások megszüntetése kapcsán szükséges jogszabály-módosításokról, illetve egyéb devizális vonatkozású jogszabályok hatályon kívül helyezéséről

#### Kormányhatározatok

##### Január (1−6)
- 1001/2001. (I. 5.) Korm. határozat Az Országos Egészségbiztosítási Pénztár főigazgatójának felmentéséről
- 1002/2001. (I. 5.) Korm. határozat Az Országos Egészségbiztosítási Pénztár főigazgatójának kinevezéséről
- 1003/2001. (I. 12.) Korm. határozat A Magyar Posta Rt. hitelfelvételéhez kapcsolódó állami kezesség-vállalásról
- 1004/2001. (I. 17.) Korm. határozat A közszolgálati ellenőrzés 2001. évi vizsgálati tárgyköréről és a vizsgálat alá vont közigazgatási szervekről
- 1005/2001. (I. 26.) Korm. határozat Államtitkári juttatások biztosításáról

##### Február (1006−1012)
- 1006/2001. (II. 12.) Korm. határozat A szociális intézmények 2001-2009. évekre szóló rekonstrukciós programjáról és a kastélyépületek kiváltási megoldásáról
- 1007/2001. (II. 12.) Korm. határozat A gázközmű-vagyonnal összefüggő helyi önkormányzati igények rendezésével kapcsolatos előleg fizetéséről szóló 1066/2000. (VIII. 9.) Korm. határozat módosításáról
- 1008/2001. (II. 12.) Korm. határozat A Teleki László Alapítvány Alapító Okiratának módosításáról
- 1009/2001. (II. 12.) Korm. határozat A Győr-Gönyűi Országos Közforgalmú Kikötő vámúttá nyilvánításáról
- 1010/2001. (II. 14.) Korm. határozat A Nemzeti Kegyeleti Bizottság Szervezeti és Működési Szabályzatának jóváhagyásáról
- 1011/2001. (II. 14.) Korm. határozat Az agrárhitelekhez biztosított 65 Mrd Ft összegű kezességvállalási keret felhasználásáról szóló 1114/2000. (XII. 27.) Korm. határozat módosításáról
- 1012/2001. (II. 20.) Korm. határozat A Budapesti Német Nyelvű Egyetemért Közalapítvány megalapításáról
- 2035/2001. (II. 23.) Korm. határozat a Balatoni Vízgazdálkodási Fejlesztési Programról

##### Március (1013−1030)
- 1013/2001. (III. 2.) Korm. határozat Az Állami Privatizációs és Vagyonkezelő Részvénytársaság elnök-vezérigazgatójának felmentéséről, új igazgatósági tag és vezérigazgató kinevezéséről, az igazgatóság elnökének megbízásáról
- 1014/2001. (III. 5.) Korm. határozat Az elektronikus aláírásról szóló törvény szabályozási alapelveiről és az ezzel kapcsolatban szükséges intézkedésekről szóló 1075/2000. (IX. 13.) Korm. határozat módosításáról
- 1015/2001. (III. 6.) Korm. határozat Az „Arany János Közalapítvány a Tudományért” Alapító Okiratának módosításáról
- 1016/2001. (III. 6.) Korm. határozat A Munkavédelmi Kutatási Közalapítvány Alapító Okiratának módosításáról
- 1017/2001. (III. 6.) Korm. határozat Az „Esély a stabilitásra” Közalapítvány központi költségvetési támogatásáról
- 1018/2001. (III. 9.) Korm. határozat Az Állami Privatizációs és Vagyonkezelő Rt. igazgatósága elnökének kinevezéséről
- 1019/2001. (III. 9.) Korm. határozat A 2001. év elején kialakult árvízi katasztrófa helyzet kezelésével kapcsolatos egyes feladatokról
- 1020/2001. (III. 14.) Korm. határozat A Kormány és a Szakszervezetek Együttműködési Fóruma (SZEF) közötti Megállapodás megkötéséről
- 1021/2001. (III. 14.) Korm. határozat A Hivatásos Labdarúgás Fejlesztési Kötvény névértékére szóló állami kezességvállalásról
- 1022/2001. (III. 14.) Korm. határozat A Budapest Sportcsarnok helyett felépítendő új többcélú létesítmény finanszírozásához kapcsolódó állami kezességvállalásról
- 1023/2001. (III. 14.) Korm. határozat A korrupcióval szembeni kormányzati stratégiáról
- 1024/2001. (III. 19.) Korm. határozat A Magyar Köztársaság Kiváló Művésze, a Magyar Köztársaság Érdemes Művésze és a Magyar Köztársaság Babérkoszorúja díjak 2001. évi adományozásáról
- 1025/2001. (III. 23.) Korm. határozat A beregi térségben 2001. év tavaszán keletkezett árvízi károk enyhítéséről
- 1026/2001. (III. 27.) Korm. határozat Az önkormányzati ingatlan vagyon nyilvántartásával és adatszolgáltatással kapcsolatos feladatokról
- 1027/2001. (III. 27.) Korm. határozat A 400 millió forint feletti gázközmű-vagyon igények rendezéséről
- 1028/2001. (III. 27.) Korm. határozat A gyorsforgalmi úthálózat fejlesztéséhez felveendő belföldi forint hitelhez kapcsolódó kormányzati kezességvállalásról
- 1029/2001. (III. 27.) Korm. határozat A Budapesti Német Nyelvű Egyetemért Közalapítvány alapító okiratának módosításáról
- 1030/2001. (III. 27.) Korm. határozat Az Erzsébet Téri Park megvalósításának finanszírozásához kapcsolódó kormányzati kezességvállalásról

##### Április (1031−1046)
- 1031/2001. (IV. 5.) Korm. határozat A 2001. évi, határátlépéssel járó csapatmozgások engedélyezéséről szóló 1111/2000. (XII. 23.) Korm. határozat módosításáról
- 1032/2001. (IV. 9.) Korm. határozat A 2001. évi gabonavetési hitelekhez szükséges állami kezességvállalásról és az agrárhitelekhez a 2001-2002. évi költségvetési törvényben biztosított 15 Mrd Ft kezességvállalási keret részbeni felhasználásáról
- 1033/2001. (IV. 12.) Korm. határozat A 2001. évi tiszai árvíz során károsodott Szabolcs-Szatmár-Bereg megyei települések helyreállítására és újjáépítésére
- 1034/2001. (IV. 13.) Korm. határozat A bűncselekmények áldozatai és hozzátartozóik védelme, káruk megtérülése, enyhítése érdekében teendő jogalkotási feladatokról és egyéb intézkedésekről szóló 1074/1999. (VII. 7.) Korm. határozat módosításáról
- 1035/2001. (IV. 13.) Korm. határozat Sopron Megyei Jogú Város Erzsébet Kórház IV. számú épület rekonstrukciójának felgyorsításával összefüggő állami kezességvállalásról
- 1036/2001. (IV. 13.) Korm. határozat A budapesti német nyelvű egyetem működésének feltételeiről
- 1037/2001. (IV. 13.) Korm. határozat A személyi jövedelemadó meghatározott részének az adózó rendelkezése szerinti felhasználásáról szóló 1996. évi CXXVI. törvény alapján az árvízkárok megelőzését szolgáló csatornaépítési és felújítási, gátépítési munkákkal kapcsolatos programok támogatására fordítható előirányzat felhasználásáról
- 1038/2001. (IV. 13.) Korm. határozat Az Állami Privatizációs és Vagyonkezelő Részvénytársaság igazgatósági tagjának felmentéséről és kinevezéséről
- 1039/2001. (IV. 13.) Korm. határozat Az ipari formatervezési és az ergonómiai tevékenység állami támogatásának összehangolásáról és szervezetének korszerűsítéséről szóló 1061/1991. (XII. 14.) Korm. határozat módosításáról és felülvizsgálatának elrendeléséről
- 1040/2001. (IV. 13.) Korm. határozat A köztisztviselők jogállásáról szóló 1992. évi XXIII. törvény hatálya alá tartozó szervek jegyzékéről szóló 1034/1992. (VII. 1.) Korm. határozat módosításáról
- 1041/2001. (IV. 13.) Korm. határozat A kárpátaljai árvíz által okozott károk mérsékléséről
- 1042/2001. (IV. 20.) Korm. határozat köztisztviselők jogállásáról szóló 1992. évi XXIII. törvény hatálya alá tartozó szervek jegyzékéről szóló 1034/1992. (VII. 1.) Korm. határozat módosításáról
- 1043/2001. (IV. 20.) Korm. határozat A Magyar Köztársaság Kormánya és a Budai Szerb Ortodox Egyházmegye között 1998. december 9-én aláírt megállapodás közzétételéről
- 1044/2001. (IV. 20.) Korm. határozat A Magyar Köztársaság Kormánya és a Magyarországi Baptista Egyház között 1998. december 10-én aláírt megállapodás közzétételéről
- 1045/2001. (IV. 20.) Korm. határozat A Magyar Köztársaság Kormánya és a Magyarországi Zsidó Hitközségek Szövetsége között 2000. december 21-én aláírt megállapodás közzétételéről
- 1046/2001. (IV. 28.) Korm. határozat Az Új Kézfogás Közalapítvány Alapító Okiratának módosításáról

##### Május (1047−1052)
- 1047/2001. (V. 5.) Korm. határozat Az Állami Privatizációs és Vagyonkezelő Részvénytársaság új igazgatósági tagjának kinevezéséről, felügyelő bizottsági tagjának felmentéséről, valamint új felügyelő bizottsági tagjának kinevezéséről
- 1048/2001. (V. 16.) Korm. határozat A forint árfolyam-ingadozási sávjának szélesítéséről
- 1049/2001. (V. 18.) Korm. határozat A mezőgazdasági szövetkezeti külső üzletrész-tulajdonosok helyzetének rendezéséről
- 1050/2001. (V. 18.) Korm. határozat A nyugdíjas fogyasztói árindex-számítás alkalmazásának vizsgálatáról
- 1051/2001. (V. 18.) Korm. határozat Az Állami Privatizációs és Vagyonkezelő Részvénytársaság Szervezeti és Működési Szabályzatának jóváhagyásáról szóló 1125/1999. (XII. 13.) Korm. határozat módosításáról
- 1052/2001. (V. 30.) Korm. határozat A gyógyszer-támogatási előirányzat túllépését mérséklő intézkedésekről

##### Június (1053−1063)
- 1053/2001. (VI. 1.) Korm. határozat Az Állami Privatizációs és Vagyonkezelő Részvénytársaság új igazgatósági tagjának kinevezéséről, felügyelő bizottsági tagjának felmentéséről, valamint új felügyelő bizottsági tagjának kinevezéséről
- 1054/2001. (VI. 15.) Korm. határozat Az egyházi kulturális örökség értékeinek rekonstrukciója és egyéb beruházások 2001. évi központi költségvetési támogatás felosztásáról
- 1055/2001. (VI. 20.) Korm. határozat A Budapesti II. kerület, Lövőház utcai ingatlan millenniumi hasznosításához 2001. évben szükséges pénzügyi forrás biztosításáról
- 1056/2001. (VI. 20.) Korm. határozat Az ifjúsági turizmus fejlesztésével kapcsolatos feladatokat koordináló munkabizottság létrehozásáról
- 1057/2001. (VI. 21.) Korm. határozat A közigazgatás továbbfejlesztésének 2001-2002. évekre szóló kormányzati feladattervéről
- 1058/2001. (VI. 21.) Korm. határozat Az Európai Unióhoz való csatlakozással összefüggésben a helyi önkormányzatokat érintő feladatokról
- 1059/2001. (VI. 21.) Korm. határozat A Hadigondozottak Közalapítványa létrehozásáról szóló 1116/1994. (XII. 9.) Korm. határozat módosításáról
- 1060/2001. (VI. 26.) Korm. határozat A 2001. évben állami kezességvállalás biztosításával engedélyezett agrárhitel programokról
- 1061/2001. (VI. 26.) Korm. határozat A gyorsforgalmi úthálózat fejlesztéséről szóló 1028/2001. (III. 27.) Korm. határozat hatályon kívül helyezéséről
- 1062/2001. (VI. 26.) Korm. határozat Ezres kormányhatározatok hatályon kívül helyezéséről
- 1063/2001. (VI. 30.) Korm. határozat A Magyar Posta Rt. által a Postabank és Takarékpénztár Rt. állami tulajdonban lévő összes részvényének megszerzéséről

##### Július (1064−1085)
- 1064/2001. (VII. 10.) Korm. határozat Az Egyetemes Postaegyesület XXII. Pekingi Kongresszusán elfogadott egyes okiratok jóváhagyásáról, kihirdetéséről és közzétételéről
- 1065/2001. (VII. 10.) Korm. határozat A PHARE 2002. évi Nemzeti Programjának intézményfejlesztési prioritásairól és tárgyalási irányelveiről
- 1066/2001. (VII. 10.) Korm. határozat A 2001-2010. évekre szóló Egészséges Nemzetért Népegészségügyi Program alapelveiről
- 1067/2001. (VII. 10.) Korm. határozat A közoktatás tankönyvellátásához a 2001. évben szükséges állami készfizető kezességvállalásról
- 1068/2001. (VII. 10.) Korm. határozat A hivatásos önkormányzati tűzoltóságot fenntartó önkormányzatok részére a délutáni és éjszakai pótlék, valamint a munkaszüneti napon teljesített szolgálat utáni távolléti díj megfizetése tárgyában nyújtandó hozzájárulásról
- 1069/2001. (VII. 10.) Korm. határozat A Nemzeti Népesedési Program kidolgozásáról, a Népesedési Kormánybizottság létrehozásáról
- 1070/2001. (VII. 10.) Korm. határozat A Biztonságos Magyarországért Közalapítvány létrehozásáról
- 1071/2001. (VII. 10.) Korm. határozat A külső mezőgazdasági szövetkezeti üzletrészek, valamint a mezőgazdasági szövetkezeti nyugdíjasok üzletrészeinek állami megvásárlásával kapcsolatos egyes intézkedésekről
- 1072/2001. (VII. 10.) Korm. határozat A Magyar Katolikus Egyház számára 2001. évben rendezésre javasolt ingatlanokról, és az e célra elkülönített költségvetési keret elosztásáról
- 1073/2001. (VII. 13.) Korm. határozat A cigányság életkörülményeinek és társadalmi helyzetének javítására irányuló középtávú intézkedéscsomagról szóló 1047/1999. (V.5.) Korm. határozat módosításáról
- 1074/2001. (VII. 13.) Korm. határozat Az egységes digitális rádió-távközlő rendszer (EDR) kialakításáról
- 1075/2001. (VII. 13.) Korm. határozat Az oktatási miniszter kormányzati felelősségi körébe tartozó egyes közalapítványok alapító okiratainak módosításáról
- 1076/2001. (VII. 13.) Korm. határozat Az Állami Privatizációs és Vagyonkezelő Részvénytársaság Szervezeti és Működési Szabályzatának jóváhagyásáról szóló 1125/1999. (XII. 13.) Korm. határozat módosításáról
- 1077/2001. (VII. 13.) Korm. határozat A 2001-ben Békésy György Posztdoktori Ösztöndíjban és Széchenyi István Ösztöndíjban részesíthetők számáról
- 1078/2001. (VII. 13.) Korm. határozat A hosszú távú roma társadalom- és kisebbségpolitikai stratégia irányelveit tartalmazó vitaanyag elfogadásáról és társadalmi vitájáról
- 1079/2001. (VII. 20.) Korm. határozat A 2002-ben felvehető államilag finanszírozott hallgatói összlétszámról
- 1080/2001. (VII. 20.) Korm. határozat A Budapest Sportcsarnok helyett felépítendő új többcélú létesítmény finanszírozásához kapcsolódó állami kezességvállalásról szóló 1022/2001. (III. 14.) Korm. határozat kiegészítéséről
- 1081/2001. (VII. 20.) Korm. határozat Az Avicenna, Közel-kelet Kutatások Közalapítvány létrehozásáról
- 1082/2001. (VII. 20.) Korm. határozat Az ISPA támogatással megvalósuló vasúti projektek társfinanszírozását célzó hitelfelvételről
- 1083/2001. (VII. 20.) Korm. határozat A 2012-es nyári olimpiai játékok Budapest helyszínnel történő megrendezésének előkészítése érdekében Olimpiai Pályázat Előkészítő Bizottság létrehozásáról
- 1084/2001. (VII. 25.) Korm. határozat Az Atlanti Kutató és Kiadó Közalapítvány létrehozásáról
- 1085/2001. (VII. 25.) Korm. határozat Az ózdi martinsalak felhasználásával készült lakóépületekben keletkezett károk helyreállításának támogatásáról, lebonyolításáról

##### Augusztus (1086−1100)
- 1086/2001. (VIII. 2.) Korm. határozat A Wesselényi Miklós Sport Közalapítvány és a Mező Ferenc Közalapítvány alapító okiratainak módosításáról
- 1087/2001. (VIII. 8.) Korm. határozat Az Európai Unión belüli igazságügyi együttműködéssel összefüggő feladatokról és intézkedésekről
- 1088/2001. (VIII. 8.) Korm. határozat A termőföldtulajdon szerzését korlátozó rendelkezések kijátszására irányuló szerződések felszámolásáról
- 1089/2001. (VIII. 8.) Korm. határozat A családi mezőgazdasági vállalkozások kialakításáról és megerősítéséről
- 1090/2001. (VIII. 8.) Korm. határozat A mezőgazdasági szövetkezeti nyugdíjasok üzletrészeinek megvásárlásáról
- 1091/2001. (VIII. 8.) Korm. határozat A köztisztviselők jogállásáról szóló 1992. évi XXIII. törvény hatálya alá tartozó szervek jegyzékéről szóló 1034/1992. (VII. 1.) Korm. határozat módosításáról
- 1092/2001. (VIII. 8.) Korm. határozat Az Állami Privatizációs és Vagyonkezelő Rt. Igazgatósága tagjainak és Felügyelő Bizottsága elnökének kinevezéséről
- 1093/2001. (VIII. 8.) Korm. határozat A Magyar Vállalkozásfejlesztési Közhasznú Társaság tulajdoni helyzete megváltozásával kapcsolatos intézkedésekről
- 1094/2001. (VIII. 9.) Korm. határozat A millennium évének méltó megünneplését elősegítő egyes kormányzati intézkedésekről
- 1095/2001. (VIII. 13.) Korm. határozat A Magyarországi Református Egyház számára 2001. évben rendezésre javasolt ingatlanokról, és az e célra elkülönített költségvetési keret felosztásáról
- 1096/2001. (VIII. 13.) Korm. határozat A hallgatói hitelrendszerrel kapcsolatos intézkedésekről
- 1097/2001. (VIII. 17.) Korm. határozat A Balaton Kiemelt Üdülőkörzet Területrendezési Tervének érvényesítését célzó intézkedésekről
- 1098/2001. (VIII. 22.) Korm. határozat A Nemzeti Színház Részvénytársaság alapításával kapcsolatos intézkedésekről szóló 1069/2000. (VIII. 18.) Korm. határozat módosításáról
- 1099/2001. (VIII. 27.) Korm. határozat A MÁV Rt. és a GySEV Rt. működőképességéhez és fejlesztéséhez szükséges hitelfelvételről és az ehhez kapcsolódó állami kezességvállalásról
- 1100/2001. (VIII. 27.) Korm. határozat Az egységes digitális rádió-távközlő rendszer (EDR) kialakításáról szóló 1074/2001. (VII. 13.) Korm. határozat módosításáról

##### Szeptember (1101−1110)
- 1101/2001. (IX. 1.) Korm. határozat A Formula-1 Világbajnokság Magyar Nagydíj 2001. év utáni megrendezésével kapcsolatos további kormányzati szerepvállalásról, és a 2002-2006. közötti időszakra vonatkozó, a Formula One Management és a Hungaroring Sport Rt. között létrejött szerződés jóváhagyásáról
- 1102/2001. (IX. 5.) Korm. határozat A forint euróval szembeni csúszó leértékelésének megszüntetéséről
- 1103/2001. (IX. 5.) Korm. határozat A 2012-es nyári olimpiai játékok Budapest helyszínnel történő megrendezésének előkészítése érdekében Olimpiai Pályázat Előkészítő Bizottság létrehozásáról szóló 1083/2001. (VII. 20.) Korm. határozat módosításáról
- 1104/2001. (IX. 12.) Korm. határozat A 2001. évi tiszai árvíz során károsodott Szabolcs-Szatmár-Bereg megyei települések helyreállításáról és újjáépítéséről szóló 1033/2001. (IV. 12.) Korm. határozat módosításáról
- 1105/2001. (IX. 12.) Korm. határozat Gyula határátkelőhely működésének részleges szüneteltetéséről
- 1106/2001. (IX. 14.) Korm. határozat A Magyarországi Evangélikus Egyház és a Magyarországi Baptista Egyház számára 2001. évben rendezésre javasolt ingatlanokról és az e célra elkülönített költségvetési keret felosztásáról
- 1107/2001. (IX. 25.) Korm. határozat Az Amerikai Egyesült Államokat ért terrortámadással kapcsolatban a Malév Rt. nemzetközi légi közlekedési tevékenységéhez szükséges kezességvállalásról és egyéb intézkedésekről
- 1108/2001. (IX. 26.) Korm. határozat Az Állami Privatizációs és Vagyonkezelő Rt. Felügyelő Bizottsága tagjainak kinevezéséről
- 1109/2001. (IX. 26.) Korm. határozat A helyi önkormányzatoknál foglalkoztatott köztisztviselők és tűzoltóságok hivatásos állományú tagjai illetményrendszerének 2001. július 1-jei módosításával összefüggő támogatásáról
- 1110/2001. (IX. 28.) Korm. határozat A helyi önkormányzatok 2002. évi új címzett támogatásainak döntés-előkészítéséről

##### Október (1111−1120)
- 1111/2001. (X. 4.) Korm. határozat Az oktatási miniszter kormányzati felelősségi körébe tartozó egyes közalapítványok alapító okiratainak módosításáról
- 1112/2001. (X. 4.) Korm. határozat Kossuth Lajos születése 200. évfordulójának megünnepléséről
- 1113/2001. (X. 4.) Korm. határozat Államtitkári juttatások biztosításáról
- 1114/2001. (X. 4.) Korm. határozat A Budapesti Vegyiművek Rt. garéi veszélyes hulladék lerakójában tárolt magas klórtartalmú szerves anyagok okozta környezetszennyezés felszámolásával kapcsolatos időszerű feladatokról szóló 2044/1999. (III. 3.) Korm. határozat módosításáról
- 1115/2001. (X. 11.) Korm. határozat Az államháztartás pénzügyi rendszere továbbfejlesztésének soron következő feladatairól
- 1116/2001. (X. 18.) Korm. határozat köztisztviselők jogállásáról szóló 1992. évi XXIII. törvény hatálya alá tartozó szervek jegyzékéről szóló 1034/1992. (VII. 1.) Korm. határozat módosításáról
- 1117/2001. (X. 19.) Korm. határozat A Nemzeti Környezetvédelmi Program második tervezési időszakára (2003-2008.) vonatkozó koncepcióról
- 1118/2001. (X. 19.) Korm. határozat A Millenniumi Városközpont Kulturális Tömb megvalósításával kapcsolatos intézkedésekről
- 1119/2001. (X. 19.) Korm. határozat A minősített időszakra vonatkozó egyes igazságügyi jogszabálytervezetek jóváhagyásáról
- 1120/2001. (X. 19.) Korm. határozat A Tudomány- és Technológiapolitikai Kollégium, valamint a Tudományos Tanácsadó Testület létrehozásáról és működéséről szóló 1038/2000. (V. 5.) Korm. határozat módosításáról

##### November (1121−1127)
- 1121/2001. (XI. 14.) Korm. határozat Államtitkári juttatások biztosításáról
- 1122/2001. (XI. 22.) Korm. határozat Az Elektronikus Kormányzati Gerinchálózat kialakításáról
- 1123/2001. (XI. 22.) Korm. határozat A köztisztviselők jogállásáról szóló 1992. évi XXIII. törvény hatálya alá tartozó szervek jegyzékéről szóló 1034/1992. (VII. 1.) Korm. határozat módosításáról
- 1124/2001. (XI. 22.) Korm. határozat Az Európai Bizottság Magyarországról szóló Éves Jelentéséről, valamint Stratégiai Dokumentumáról és a további feladatokról
- 1125/2001. (XI. 30.) Korm. határozat A Nemzetközi Pikler Emmi Közalapítvány Alapító Okiratának módosításáról
- 1126/2001. (XI. 30.) Korm. határozat A millenniumi kormánybiztos felmentéséről
- 1127/2001. (XI. 30.) Korm. határozat

##### December (1128−1152)
- 1127/2001. (XII. 10.) Korm. határozat A Magyar Katolikus Egyház, a Magyarországi Református Egyház, a Magyarországi Zsidó Hitközségek Szövetsége és a Budai Görögkeleti Szerb Egyház számára 2001. évben rendezésre javasolt ingatlanokról, és az e célra elkülönített költségvetési keret felosztásáról
- 1128/2001. (XII. 10.) Korm. határozat A Budapest Sportcsarnok helyett felépítendő új, többcélú létesítményhez kapcsolódó parkoló és egyéb létesítmények felépítésének finanszírozására vonatkozó pótlólagos kormányzati kezességvállalásról
- 1129/2001. (XII. 10.) Korm. határozat A mezőgazdasági szövetkezeti nyugdíjasok üzletrészeinek megvásárlásáról
- 1130/2001. (XII. 10.) Korm. határozat A Nemzeti Kegyeleti Bizottság Szervezeti és Működési Szabályzatának jóváhagyásáról szóló 1010/2001. (II. 14.) Korm. határozat módosításáról
- 1131/2001. (XII. 11.) Korm. határozat A Magyar Rádió Rt. és a Magyar Televízió Rt. saját tőkéje egyes elemeinek emelésével kapcsolatos teendőkről
- 1132/2001. (XII. 11.) Korm. határozat A Magyar Televízió Részvénytársaság működésének finanszírozásához kapcsolódó kormányzati kezességvállalásról
- 1133/2001. (XII. 11.) Korm. határozat A Földművelésügyi és Vidékfejlesztési Minisztérium Fővárosi és Pest Megyei Földművelésügyi Hivatalának hirdetményei
- 1134/2001. (XII. 18.) Korm. határozat A közszféra 2001. évi egyösszegű keresetkiegészítésével összefüggő, a helyi önkormányzati körben felmerült támogatásról
- 1135/2001. (XII. 18.) Korm. határozat A Millenniumi Városközpont Kulturális Tömb megvalósításához és működtetéséhez kapcsolódó kormányzati kezességvállalásról
- 1136/2001. (XII. 21.) Korm. határozat A közszolgálati ellenőrzések 2002. évi vizsgálati tárgyköreiről és a vizsgálat alá vont közigazgatási szervekről
- 1137/2001. (XII. 21.) Korm. határozat A Magyarországi Cigányokért Közalapítvány Alapító Okiratának módosításáról
- 1138/2001. (XII. 26.) Korm. határozat A Magyar Köztársaság Kormánya, valamint a Magyar Katolikus Egyház, a Magyarországi Református Egyház és a Magyarországi Evangélikus Egyház között az 5000 lakosnál kisebb településeken szolgálatot teljesítő egyházi személyek jövedelempótlékáról szóló megállapodások megkötéséről
- 1139/2001. (XII. 26.) Korm. határozat A budai Millenáris Park látogatásáról és a Szent Korona látogatásáról szóló 1112/2000. (XII. 23.) Korm. határozat módosításáról
- 1140/2001. (XII. 26.) Korm. határozat A Magyar Köztársaság Kormánya és a Magyarországi Zsidó Hitközségek Szövetsége között a teljes egészében lezárt zsidó temetők vallási előírásokat és kegyeleti szempontokat tiszteletben tartó fenntartásának, nem zsidó hitközségek tulajdonában álló lezárt zsidó temető fenntartásának, és - kivételesen - használatban lévő zsidó temető felújításának támogatásáról szóló megállapodás megkötéséről
- 1141/2001. (XII. 26.) Korm. határozat Az 1999. évi költségvetési törvényben jóváhagyott 16 Mrd Ft összegű agrárhitelhez kapcsolódó kezességvállalás felhasználására kiadott FVM rendeletben megállapított moratórium meghosszabbításának lehetőségéről
- 1142/2001. (XII. 26.) Korm. határozat A Tisza és Szamos folyók cianidszennyeződéséből adódó kormányzati intézkedések koordinálásáról
- 1143/2001. (XII. 29.) Korm. határozat A Magyar Koraszülött Mentő Közalapítvány létrehozásáról
- 1144/2001. (XII. 29.) Korm. határozat A gödöllői Grassalkovich Kastély műemléki helyreállításával és fejlesztésével kapcsolatos intézkedésekről
- 1145/2001. (XII. 29.) Korm. határozat A családi gazdálkodók kedvezményes hitelezéséhez kapcsolódó állami kezességvállalásról
- 1146/2001. (XII. 29.) Korm. határozat A könnyű dízel motorkocsik beszerzéséhez szükséges hitel felvételéhez kapcsolódó állami kezességvállalásról
- 1147/2001. (XII. 29.) Korm. határozat A magyar labdarúgás utánpótlás-nevelése szervezeti rendszerének megújítását szolgáló Bozsik Programhoz kapcsolódó állami kezességvállalásról
- 1148/2001. (XII. 29.) Korm. határozat A Debrecenben felépítendő új, többcélú rendezvénycsarnok felépítésének és a meglévő Hódos Imre Sportcsarnok felújításának finanszírozásához kapcsolódó állami kezességvállalásról
- 1149/2001. (XII. 29.) Korm. határozat A 2002. évi tavaszi és őszi gabonavetési hitelekhez szükséges állami kezességvállalásról, illetve az 1060/2001. (VI. 26.) Korm. határozat módosításáról, valamint a 2001. és 2002. évi költségvetési törvényben 2002. évre biztosított 15,0 Mrd Ft kezességvállalási keret felhasználásáról
- 1150/2001. (XII. 30.) Korm. határozat A tiszai kormánybiztos felmentéséről
- 1151/2001. (XII. 30.) Korm. határozat Államtitkári juttatások biztosításáról
- 1152/2001. (XII. 30.) Korm. határozat Életmentő Emlékérem adományozásáról